# Список микропроцессоров Intel
Здесь приведён список микропроцессоров фирмы Intel, начиная с первого 4-битного 4004 (1971), до самых последних моделей — Raptor Lake Refresh (14-е поколение). Приведены технические данные для каждого микропроцессора

Хронология процессорных микроархитектур Intel от NetBurst и Pentium M до Skylake

## Нумерация процессоров Intel
Каждой категории продукции Intel была присвоена своя цифра.
Первыми изделиями Intel стали микросхемы памяти (PMOS-чипы), которым была присвоена нумерация 1xxx. В серии 2xxx разрабатывались микросхемы NMOS. Биполярные микросхемы были отнесены к серии 3xxx. 4-разрядные микропроцессоры получили обозначение 4xxx. Микросхемы CMOS получили обозначение 5xxx, память на магнитных доменах — 7xxx, 8- и более разрядные микропроцессоры и микроконтроллеры принадлежали к серии 8xxx. Серии 6xxx и 9xxx не использовались.
Вторая цифра обозначала тип продукции: 0 — процессоры, 1— микросхемы RAM, 2 — контроллеры, 3 — микросхемы ROM, 4 — сдвиговые регистры, 5 — микросхемы EPLD, 6 — микросхемы PROM, 7 — микросхемы EPROM, 8 — чипы наблюдения и схемы синхронизации в генераторах импульсов, 9 — чипы для телекоммуниаций.
Третья и четвёртая цифры соответствовали порядковому номеру изделия.
Для таких процессоров, как 8086/88, 186/188, 286, 386, 486, были выпущены сопроцессоры для операций с плавающей точкой, как правило, последней цифрой у таких сопроцессоров была 7 (8087, 187, 287, 387, 487).

## Разъёмы (сокеты) микропроцессоров
см. приложение Разъёмы процессоров Intel

## Хронология
- 1971, 15 ноября: 4004
- 1972, 4-й квартал: 4040
- 1972, 1 апреля: 8008
- 1974, 1 апреля: 8080
- 1976, март: 8085
- 1978, 8 июня: 8086
- 1979, 1 июня: 8088
- 1981, 1 января: iAPX 432
- 1982, 80186, 80188
- 1982, 1 февраля: 80286
- 1985, 17 октября: 80386DX
- 1988, 5 апреля: i960 aka 80960
- 1988, 16 июня: 80386SX
- 1989, 16 января: 80376[источник не указан 1873 дня]
- 1989, 27 февраля: i860 aka 80860
- 1989, 10 апреля: 80486DX
- 1990, 15 октября: 80386SL
- 1991, 22 апреля: 80486SX
- 1992, 3 марта: 80486DX2
- 1992, 9 ноября: 80486SL
- 1993, 22 марта: Pentium
- 1994, 7 марта: 80486DX4
- 1994, август: Intel386 EX
- 1995, 1 ноября: Pentium Pro
- 1997, 8 января: Pentium MMX
- 1997, 7 мая: Pentium II
- 1998, 15 апреля: Celeron (Pentium II-based)
- 1998, 29 июня: Pentium II Xeon
- 1999, 26 февраля: Pentium III
- 1999, 25 октября: Pentium III Xeon
- 2000, 23 августа: XScale
- 2000, 20 ноября: Pentium 4
- 2001: Itanium
- 2001, 21 мая: Xeon
- 2002, июль: Itanium 2
- 2003, март: Pentium M
- 2003, март: Celeron M
- 2003, сентябрь: Pentium 4EE
- 2004, весна: EM64T
- 2005, 2 квартал: Pentium D
- 2006: Pentium Dual-Core
- 2006, 27 июля: Core 2 Duo
- 2006, осень: Core 2 Extreme
- 2007, январь: Core 2 Quad
- 2008, 1 квартал: Core 2 обновление линейки
- 2008, 2 квартал: Centrino Atom
- 2008, 3 квартал: Core i7
- 2009, 4 квартал: Core i5
- 2010, 1 квартал: Core i3
- 2011, 2 квартал: Celeron/Pentium Sandy Bridge (2-е поколение)
- 2011, 3 квартал: Сore i3, i5, i7, i7 — Extreme Edition Sandy Bridge
- 2012, 1 квартал: 22 нм, Core i3, i5, i7 — Ivy Bridge
- 2013, 2 квартал: 22 нм, Core i3, i5, i7 — Haswell
- 2014, 3 квартал: 14 нм, Core M, i3, i5, i7 — Broadwell
- 2015, 3 квартал: 14 нм, Core M, i3, i5, i7 — Skylake
- 2017, 1 квартал: 14 нм, Celeron, Pentium G, Core i3, i5, i7 — Kaby Lake (7-е поколение)
- 2017, 4 квартал: 14 нм, Core i3, i5, i7 — Coffee Lake, i9 Skylake.
- 2018, конец: 14 нм — Cooper Lake[2]
- 2018, 4 квартал: 14 нм — i3, i5, i7, i9 Coffee Lake Refresh (8-е поколение)
- 2018, конец: 14 нм — Cannon Lake
- 2019, 3 квартал: 14 нм - Comet Lake
- 2020, конец: 14 нм — Ice Lake (10-е поколение)
- 2021: 14 нм — Tiger Lake (11-е поколение)
- 2021, конец: 10 нм — Alder Lake (12-е поколение)
- 2022, 3 квартал: 10 нм — Raptor Lake (13-е поколение)
- 2023, 3 квартал: 10 нм — Raptor Lake Refresh (14-е поколение)

## 4-битные процессоры

### 4004: первый коммерческий процессор, реализованный в одной микросхеме
- Представлен: 15 ноября 1971 года
- Частота: 740 кГц

Во всей технической документации фирмы Intel, относящейся к 4004, включая самые первые проспекты, выпущенные в ноябре 1971 года, явно указывается, что минимальный период тактового сигнала составляет 1350 наносекунд, что означает, что максимальная тактовая частота, при которой 4004 может нормально функционировать, составляет 740 кГц. Во многих источниках приводится другое, неверное значение максимальной тактовой частоты — 108 кГц; эта цифра приводится на некоторых интернет-страницах самой фирмы Intel. Минимальное время цикла инструкции 4004 составляет 10,8 микросекунды (8 циклов сигнала синхронизации или 92 кГц), и, скорее всего, кто-то когда-то перепутал эту цифру с максимальной тактовой частотой. К сожалению, эта ошибка получила очень широкое распространение.
- Быстродействие: 0,092 MIPS
- Ширина шины: 4 бита (мультиплексирование шины адреса/данных вследствие ограниченного количества выводов микросхемы)
- Количество транзисторов: 2300 (по другим данным их 2250)
- Технология: 10 мкм PMOS
- Адресуемая память: 640 байт
- Память для программы: 4 Кбайта
- Один из первых коммерческих микропроцессоров
- Использовался в калькуляторе Busicom
- Мелочи: Изначальной целью было достижение частоты IBM 1620 (1 МГц); это не было достигнуто.
- Напаивался на плату. 14 выводов на первых, 16 выводов на последующих.

### 4040
- Представлен: в 4-м квартале 1972 года
- Частота: от 500 до 740 кГц c использованием кварцевых резонаторов с частотами от 4 до 5,185 МГц
- Быстродействие: 0,06 MIPS
- Ширина шины: 4 бита (мультиплексирование шины адреса/данных вследствие ограниченного количества выводов микросхемы)
- Количество транзисторов: 3000
- Технология: 10 мкм PMOS
- Адресуемая память: 640 байт
- Память для программы: 8 Кбайт
- Прерывания
- Улучшенная версия 4004

## 8-битные процессоры

### 8008
- Представлен: 1 апреля 1972 года
- Частота: 500 кГц (8008-1: 800 кГц)
- Быстродействие: 0,05 MIPS
- Ширина шины: 8 бит (мультиплексирование шины адреса/данных вследствие ограниченного количества ножек)
- Количество транзисторов: 3500
- Технология: 10 мкм PMOS
- Адресуемая память: 16 Кбайт
- Типичное применение: терминалы, обычные калькуляторы, машины по продаже напитков
- Разработан в тандеме с 4004
- Изначально предназначался для использования в терминале Datapoint 2200
- микросхема с 18 выводами

### 8080
- Представлен: 1 апреля 1974 года
- Частота: 2 МГц
- Быстродействие: 0,64 MIPS
- Ширина шины: 8 бит — данные, 16 бит — адрес
- Количество транзисторов: 4200
- Технология: 6 мкм NMOS
- Адресуемая память: 64 Кбайта
- 10-кратная производительность 8008
- Использовался в Altair 8800
- Требовал 6 чипов для поддержки вместо 20 для 8008
- Требовал 3 источника питания +5В, −5В и +12В

### 8085
- Представлен: в марте 1976 года
- Частота: 5 МГц
- Быстродействие: 1,25 MIPS
- Ширина шины: 8 бит — данные, 16 бит — адрес
- Количество транзисторов: 6500
- Технология: 3 мкм
- CMOS 80C85 в TRS-80.
- Высокий уровень интеграции, впервые питался от одного источника +5 вольт вместо нескольких (+5, −5 и 12 вольт), как раньше.

## 16-битные процессоры: происхождениеx86

### 8086
- Представлен: 8 июня 1978 года
- Частоты:
  - 5 МГц с быстродействием 2,5 MIPS
  - 8 МГц с быстродействием 4,0 MIPS
  - 10 МГц с быстродействием 5 MIPS
- Ширина шины: 16 бит — данные, 20 бит — адреса (мультиплексная, всего 20 разрядов)
- Количество транзисторов: 29 000
- Технология: 3 мкм
- Адресуемая память: 1 Мбайт
- 3-кратная производительность 8080
- Использовался в портативных вычислениях
- Использовались сегментные регистры для доступа к более, чем 64 килобайтам данных одновременно, создававшие проблемы для программистов в течение многих лет.
- Микросхема с 40 выводами.

### 8088
- Представлен: 1 июня 1979 года
- Частоты:
  - 5 МГц с быстродействием 1,0 MIPS
  - 8 МГц с быстродействием 3,0 MIPS
- Внутренняя архитектура: 16 бит
- Ширина внешней шины: 8 бит — данные, 20 бит — адреса
- Количество транзисторов: 27 000
- Технология: 3 мкм
- Адресуемая память: 1 Мбайт
- Идентичен 8086, за исключением внешней шины данных шириной в 8 бит
- Использовался в IBM PC и клонах

- Микросхема с 40 выводами.

### 80186,80188
- Представлен: в 1982 году
- Ширина шины: 16 бит — данные, 20 бит — адреса
- 80188: версия 80186 с внешней шиной 8 бит. Позднее переименован в iAPX 188
- Технология: 1 - 3 мкм
- Использовался в основном во встроенных приложениях — контроллерах, POS-системах, терминалах, и т. д. Также есть примеры применения его в сверхпортативных ПК (HP Palmtop 100LX)
- Включал два таймера, контроллер DMA, и контроллер прерываний на чипе помимо процессора
- Позднее переименован в iAPX 186

| Модель         | Технология | Частота MHz | Тип корпуса                                                                         | Вольтаж |
| -------------- | ---------- | ----------- | ----------------------------------------------------------------------------------- | ------- |
| 80186/80188    | 3 мкм      | 8, 10       | PGA 68 - pin, PLCC 68 -pin, LCC 68 - pin                                            | 5.0V    |
| 80C186XL/188XL | 3 мкм      | 12, 20, 25  | PGA 68 - pin, PLCC 68 -pin, LCC 68 - pin, QFP (EIAJ) 80 - pin, SQFP (EIAJ) 80 - pin | 5.0V    |

Intel 186 Enhanced Processor Family - улучшенная версия Standard Family. Улучшение включало в себя: улучшенную 1-микронную статическую конструкцию ядра и новые функции (последовательные каналы, управление обновлением DRAM и управление питанием).
Данное семейство было представлено в 1990 году и имело суффикс Ex (x - A, B, C).
| Модель         | Технология | Частота MHz | Тип корпуса                                                 | Вольтаж     |
| -------------- | ---------- | ----------- | ----------------------------------------------------------- | ----------- |
| 80C186EA/188EA | 1 мкм      | 13, 20, 25  | PLCC 68 - pin, QFP (EIAJ) 80 - pin, SQFP (EIAJ) 80 - pin    | 5.0V        |
| 80L186EA/188EA | 1 мкм      | 8,13        | PLCC 68 - pin, QFP (EIAJ) 80 - pin, SQFP (EIAJ) 80 - pin    | 3.0V        |
| 80C186EB/188EB | 1 мкм      | 13, 20, 25  | PLCC 84 - pin, QFP (EIAJ) 80 - pin, SQFP (EIAJ) 80 - pin    | 5.0V        |
| 80L186EB/188EB | 1 мкм      | 8, 13, 16   | PLCC 84 - pin, QFP (EIAJ) 80 - pin, SQFP (EIAJ) 80 - pin    | 3.0V - 3.3V |
| 80C186EC/188EC | 1 мкм      | 13, 20, 25  | PQFP 100 - pin, QFP (EIAJ) 100 - pin, SQFP (EIAJ) 100 - pin | 5.0V        |
| 80L186EC/188EC | 1 мкм      | 13, 16      | PQFP 100 - pin, QFP (EIAJ) 100 - pin, SQFP (EIAJ) 100 - pin | 3.0V        |

### 80286
- Представлен: 1 февраля 1982 года
- Частоты:
  - 6 МГц с быстродействием 3,0 MIPS
  - 8 МГц, 10 МГц с быстродействием 4,0 MIPS
  - 12,5 МГц с быстродействием 6,2 MIPS
  - 16,0 МГц с быстродействием 8,0 MIPS
- Ширина шины данных: 16 бит
- Ширина шины адреса: 24 бит
- Количество транзисторов: 134 000
- Технология: 1,5 мкм
- Адресуемая память: 16 Мбайт
- Добавлен 16-разрядный защищённый режим без глубокого изменения набора инструкций 8086. Но некоторые команды выполнялись в несколько раз быстрее, например умножение/деление за 29 тактов вместо 190
- Включал аппаратную защиту памяти для поддержки многозадачных операционных систем с отдельным адресным пространством для каждого процесса. Защита базировалась на сегментных дескрипторах, и из-за отсутствия прямой адресации блоков памяти более 64 килобайт сегментация памяти была явной для программ: программе приходилось переключать сегменты
- Добавлена возможность выгрузки сегментов оперативной памяти на жёсткий диск (подкачка), на практике не использовавшаяся (не было выпущено операционных систем, в которых была реализована подкачка)
- 3-6-кратная производительность 8086
- Широко использовался в клонах PC того времени
- разные формы корпусов

## 32-битные процессоры: не-x86 µ-процессоры

### iAPX 432
- Представлен: 1 января 1981 года как первый 32-битный микропроцессор Intel
- Архитектура объект/возможность
- Микрокод для примитивов операционной системы
- Один гигабайт адресуемой памяти
- Поддержка устойчивости к сбоям аппаратуры
- Двухчиповый GDP (General Data Processor), состоящий из 43201 и 43202
- 43203 IP (Interface Processor) являющийся интерфейсом к подсистеме ввода-вывода
- 43204 BIU (Bus Interface Unit) упрощающий построение многопроцессорных систем
- 43205 MCU (Memory Control Unit)
- Архитектура и внутренние данные исполняющего модуля: 32 бита
- Частоты:
  - 5 МГц
  - 7 МГц
  - 8 МГц

### 80960 (i960)
- Представлен: 5 апреля 1988 года
- RISC-подобная 32-битная архитектура
- Преимущественно использовался во встроенных системах
- Произошёл от процессора, разработанного для совместного предприятия BiiN с Siemens
- Различные варианты идентифицируются с помощью двухбуквенных суффиксов.

### 80860 (i860)
- Представлен: 27 февраля 1989 года
- Первый суперскалярный процессор Intel
- RISC 32/64-битная архитектура с конвейерными характеристиками, доступными программисту
- Использовался в массивно-параллельном суперкомпьютере Intel Paragon

### XScale
- Представлен: 23 августа 2000 года
- 32-битный RISC-микропроцессор, базирующийся на Архитектуре ARM
- Множество вариантов, таких как процессоры приложений PXA2xx, процессоры ввода-вывода IOP3xx, а также сетевые процессоры IXP2xxx и IXP4xx.
- Процессоры серии PXA2xx широко использовались в карманных компьютерах на платформе Pocket PC.

## 32-битные процессоры: линия 80386

### 80386DX
- Представлен: 17 октября 1985 года
- Частоты:
  - 16 МГц с быстродействием от 5 до 6 MIPS
  - 16 февраля 1987 20 МГц с быстродействием от 6 до 7 MIPS
  - 4 апреля 1988 25 МГц с быстродействием 8,5 MIPS
  - 10 апреля 1989 33 МГц с быстродействием 11,4 MIPS (9,4 SPECint92 на Compaq/i 16K L2)
  - 40 МГц
- Ширина шины данных: 32 бита
- Количество транзисторов: 275 000
- Технология: 1 мкм
- Адресуемая память (32 разряда): 4 ГБ
- Виртуальная память: 64 ГБ
- Первый чип x86 для поддержки 32-битных наборов данных
- Переработанная и расширенная поддержка защиты памяти, включающая страничную виртуальную память и режим виртуального 86 (особенности, которые в будущем потребуются для Windows 95, OS/2 Warp и Unix)
- Использовался в настольных компьютерах
- Может просмотреть всю Encyclopedia Britannica за 12,5 секунды
- Использовался разъём с 132 выводами

### 80386SX
- Представлен: 16 июня 1988 года
- Частоты:
  - 12 МГц
  - 16 МГц с быстродействием 2,5 MIPS
  - 25 января 1989 20 МГц с быстродействием 2,5 MIPS, 25 МГц с быстродействием 2,7 MIPS
  - 26 октября 1992 33 МГц с быстродействием 2,9 MIPS
- Внутренняя архитектура: 32 бита
- Внешняя шина данных: 16 бит
- Количество транзисторов: 275 000
- Технология: 1 мкм
- Адресуемая память: 4 ГБ
- Виртуальная память: 32 ГБ
- 16-битная шина адреса позволяет осуществлять 32-битную обработку данных с малыми временными затратами.
- Встроенная многозадачность
- Использовался в настольных компьютерах начального уровня и портативных вычислительных устройствах

### 80376
- Представлен: 16 января, 1989;
- Вариант 386, предназначенного для встроенных систем
- Нет «реального режима», запускается прямо в «защищённом режиме»
- Заменён на более успешный 80386EX с 1994 года

### 80386SL
- Представлен: 15 октября 1990 года
- Частоты:
  - 20 МГц с быстродействием 4,21 MIPS
  - 30 сентября 1991 25 МГц с быстродействием 5,3 MIPS
- Внутренняя архитектура: 32 бита
- Ширина внешней шины: 16 бит
- Количество транзисторов: 855 000
- Технология: 1 мкм
- Адресуемая память: 4 ГБ
- Виртуальная память: 1 ТБ
- Первый чип, специфически изготовленный для портативных компьютеров по причине низкого энергопотребления
- Высокоинтегрированный, включает контроллеры кэша, шины и памяти

### 80386EX
- Представлен: в августе 1994 года
- Вариант 80386SX, предназначенный для встраиваемых систем
- Статическое ядро, что позволяет понижать тактовую частоту с целью экономии энергии вплоть до полной остановки
- Периферийные устройства, интегрированные в микросхему:
  - Управление часами и энергопотреблением
  - Таймеры/счётчики
  - Сторожевой таймер
  - Модули последовательного ввода-вывода (синхронного и асинхронного) и параллельного ввода-вывода
  - DMA
  - Регенерация оперативной памяти
  - Логика тестирования JTAG
- Значительно более успешный, чем 80376
- Использовался на борту различных орбитальных спутников и микроспутников
- Использовался в проекте NASA FlightLinux

## 32-битные процессоры: линия 80486

### 80486DX
- Представлен: 10 апреля 1989 года
- Частоты:
  - 25 МГц с быстродействием 20 MIPS (16,8 SPECint92, 7,40 SPECfp92)
  - 7 мая 1990 года 33 МГц с быстродействием 27 MIPS (22,4 SPECint92 на Micronics M4P 128k L2)
  - 24 июня 1991 50 МГц с быстродействием 41 MIPS (33,4 SPECint92, 14,5 SPECfp92 на Compaq/50L 256K L2)
- Ширина шины: 32 бита
- Количество транзисторов: 1,2 миллиона
- Технология: 1 мкм; 50-МГц версия была на 0,8 мкм
- Адресуемая память: 4 Гбайта
- Виртуальная память: 64 Гбайта
- Кэш первого уровня на чипе
- Встроенный математический сопроцессор
- 50-кратная производительность 8088
- Использовался в настольных и серверных системах

### 80486SX
- Представлен: 22 апреля 1991 года

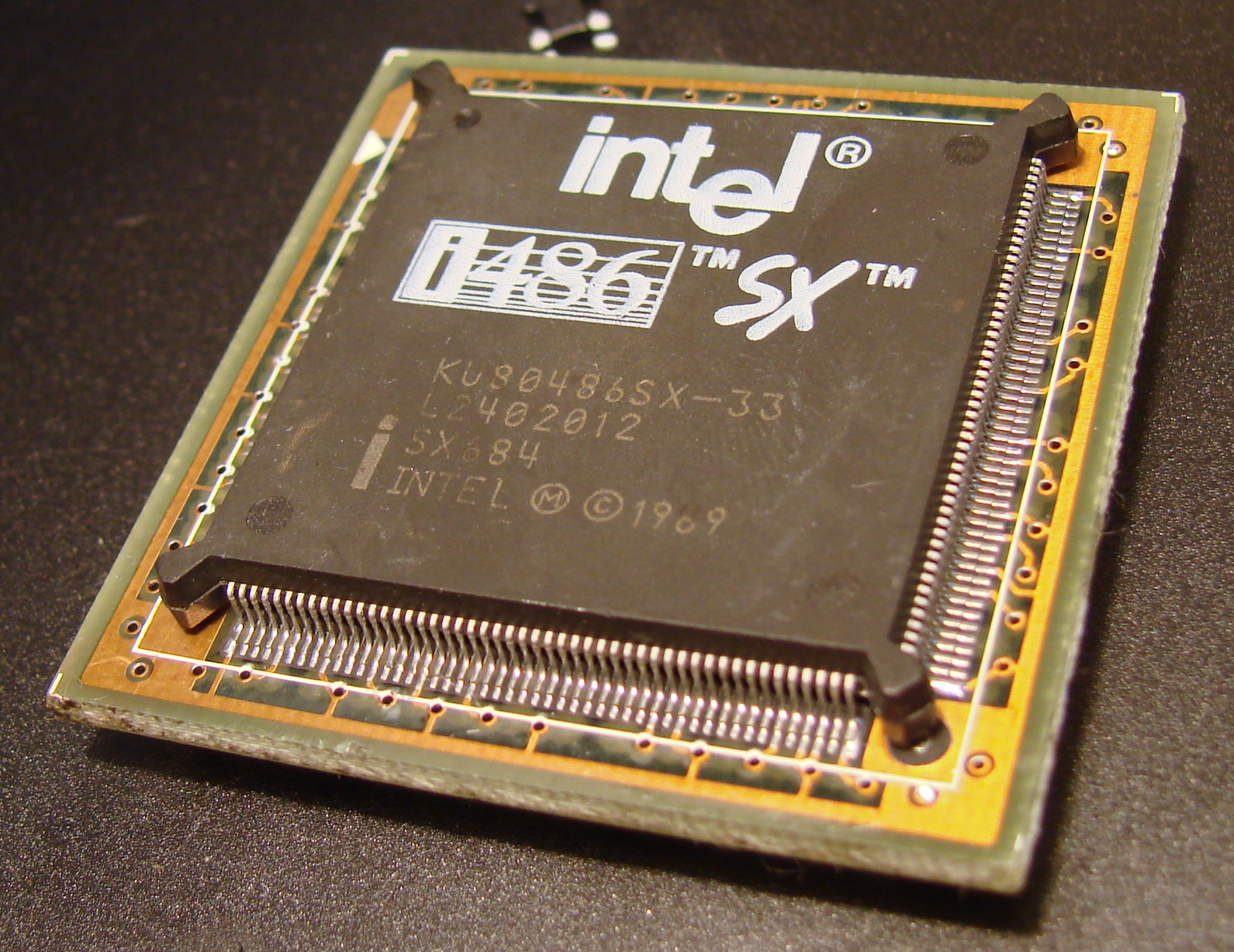
Микропроцессор i486SX

- Первоначально представлял собой i486DX с заблокированным сопроцессором, затем — собственный кристалл
- Частоты:
  - 16 сентября 1991 16 МГц с быстродействием 13 MIPS
  - 16 сентября 1991 20 МГц с быстродействием 16,5 MIPS
  - 16 сентября 1991 25 МГц с быстродействием 20 MIPS (12 SPECint92)
  - 21 сентября 1992 33 МГц с быстродействием 27 MIPS (15,86 SPECint92)
- Ширина шины: 32 бита
- Количество транзисторов и технология: 1,185 миллиона на 1 мкм и 900000 на 0,8 мкм
- Адресуемая память: 4 ГБ
- Виртуальная память: 64 ГБ
- Идентичен по дизайну 486DX, но без математического сопроцессора
- Использовался в качестве дешёвого 486 процессора для настольных компьютеров
- Расширяемый с помощью процессора Intel OverDrive

### 80486GX

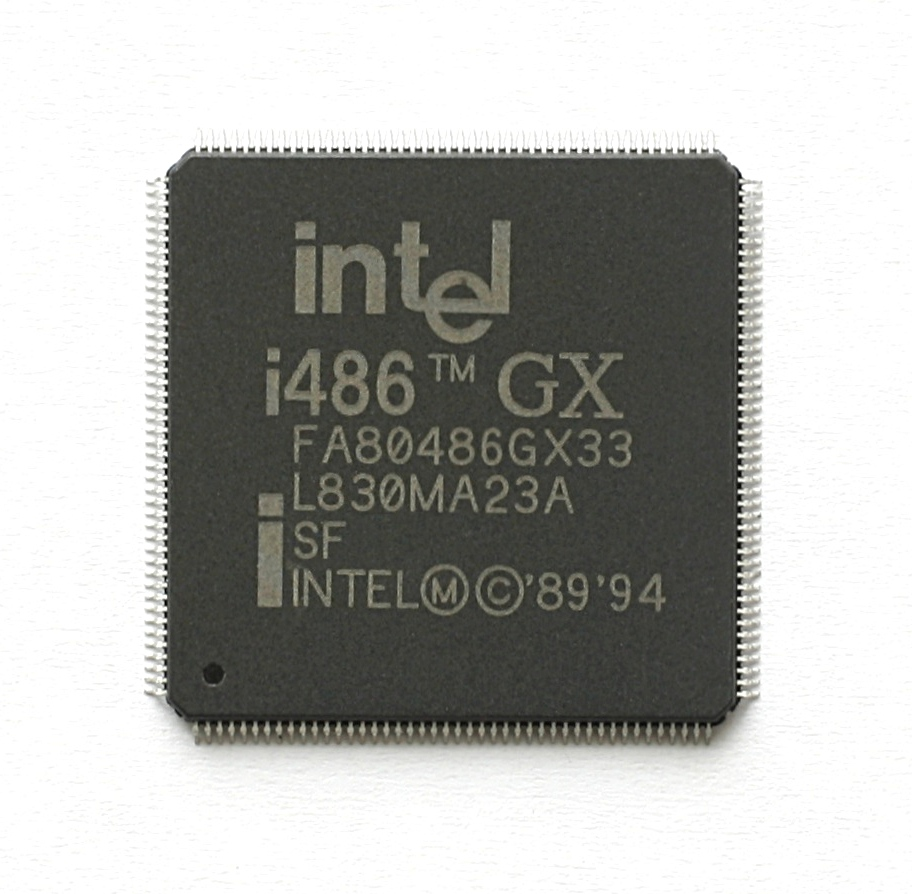
Микропроцессор i486GX

- Низковольтный вариант 80486SX для встраиваемых применений.
- Основное отличие от 80486SX — шина данных шириной 16 бит.
- Частоты:
  - 16 МГц при 2,0 В
  - 20 МГц при 2,2 В
  - 25 МГц при 2,5 В
  - 33 МГц при 2,7 В
- Тип корпуса — TQFP-176

### 80486DX2
- Представлен: 3 марта 1992 года
- Частоты:
  - 50 МГц с быстродействием 41 MIPS (29,9 SPECint92, 14,2 SPECfp92 на Micronics M4P 256K L2)
  - 10 августа 1992 66 МГц с быстродействием 54 MIPS (39,6 SPECint92, 18,8 SPECfp92 на Micronics M4P 256K L2)
- Ширина шины: 32 бита
- Количество транзисторов и технология: 1,2 миллиона на 0,8 мкм
- Адресуемая память: 4 ГБ
- Виртуальная память: 64 ТБ
- Использовался в высокопроизводительных дешёвых настольных компьютерах
- Использовал технологию «удвоения скорости» при помощи работы ядра процессора на частоте, удвоенной по сравнению с частотой шины
- Использовался 168-контактный разъём

### 80486SL
- Представлен: 9 ноября 1992 года
- Частоты:
  - 20 МГц с быстродействием 15,4 MIPS
  - 25 МГц с быстродействием 19 MIPS
  - 33 МГц с быстродействием 25 MIPS
- Ширина шины: 32 бита
- Количество транзисторов и технология: 1,4 миллиона на 0,8 мкм
- Адресуемая память: 64 Мбайта
- Виртуальная память: 64 Тбайта
- Использовался в ноутбуках

### 80486DX4
- Представлен: 7 марта 1994 года
- Частоты:
  - 75 МГц с быстродействием 53 MIPS (41,3 SPECint92, 20,1 SPECfp92 на Micronics M4P 256K L2)
  - 100 МГц с быстродействием 70,7 MIPS (54,59 SPECint92, 26,91 SPECfp92 на Micronics M4P 256K L2)
- Количество транзисторов и технология: 1,6 миллиона на 0,6 мкм
- Ширина шины: 32 бита
- Адресуемая память: 4 Гбайта
- Виртуальная память: 64 Тбайта
- Количество ножек: 168 в упаковке PGA, 208 в упаковке SQFP
- Размер кристалла: 345 квадратных миллиметров

## 32-битные процессоры: Pentium I

### Pentium(«классический»)
- Микропроцессор для настольных систем с поддержкой симметричной многопроцессорности (SMP), ограниченной двумя микропроцессорами
- Представлен: 22 марта 1993 года
- Ширина шины: 64 бита
- Частота системной шины: 60 или 66 МГц
- Ширина шины адреса: 32 бита
- Адресуемая память: 4 гигабайта
- Виртуальная память: 64 терабайта
- Суперскалярная архитектура позволила повысить в 5 раз производительность по сравнению с 33 МГц 486DX
- Напряжение питания: 5 В
- Использовался в настольных компьютерах
- Кэш L1: 16 КБ
- Ядро «P5» — 0,8 мкм техпроцесс
  - Представлен: 22 марта 1993
  - Количество транзисторов: 3,1 миллиона
  - Процессорная упаковка: на первых разъём 237/238 ножек, Socket 2/3 Socket 4 273 ножки PGA[прояснить]
  - Размер упаковки: 2,16" x 2,16"
  - Обозначение: Family 5 model 1
  - Варианты:
    - 60 МГц с быстродействием 100 MIPS (70,4 SPECint92, 55,1 SPECfp92 на Xpress 256K L2)
    - 66 МГц с быстродействием 112 MIPS (77,9 SPECint92, 63,6 SPECfp92 на Xpress 256K L2)
- Ядро «P54C» — 0,6 мкм техпроцесс
  - Процессорная упаковка: Socket 5 296/321 ножек PGA
  - Количество транзисторов: 3,2 миллиона
  - Варианты:
    - 75 МГц, представлен 10 октября 1994
    - 90 МГц, представлен 7 марта 1994
    - 100 МГц, представлен 7 марта 1994
    - 120 МГц, представлен 27 марта 1995
- Ядро «P54CS» — 0,35-мкм техпроцесс
  - Процессорная упаковка: Socket 7 296/321 ножек PGA
  - Количество транзисторов: 3,3 миллиона
  - Площадь кристалла: 90 мм²
  - Обозначение: Family 5 model 2
  - Варианты:
    - 120 МГц, представлен в марте 1995 года
    - 133 МГц, представлен в июне 1995 года
    - 150 МГц, представлен 4 января 1996 года
    - 166 МГц, представлен 4 января 1996 года
    - 200 МГц, представлен 10 июня 1996 года

80486DX4 (хронологическая запись)
- Представлен: 7 марта 1994 года
- См. главная запись

80386EX (Intel386 EX) (хронологическая запись)
- Представлен: в августе 1994 года
- См. главная запись

Pentium Pro (хронологическая запись)
- Представлен: в ноябре 1995 года
- См. главная запись

### Pentium MMX
- Микропроцессор для настольных систем с неофициальной поддержкой симметричной многопроцессорности (SMP), ограниченной двумя микропроцессорами
- Представлен: 8 января 1997 года
- Технология процесса: P55C 0,35 мкм
- Инструкции Intel MMX
- Упаковка: Socket 7 296/321 ножек PGA
- Кэш L1: 32 КБ
- Количество транзисторов: 4,5 миллиона
- Частота системной шины: 66 МГц
- Варианты:
  - 166 МГц, представлена 8 января 1997 года
  - 200 МГц, представлена 8 января 1997 года
  - 233 МГц, представлена 2 июня 1997 года
  - 166 МГц (Mobile), представлена 12 января 1998 года
  - 200 МГц (Mobile), представлена 8 сентября 1997 года
  - 233 МГц (Mobile), представлена 8 сентября 1997 года
  - 266 МГц (Mobile), представлена 12 января 1998 года
  - 300 МГц (Mobile), представлена 7 января 1999 года

## 32-битные процессоры: микроархитектура P6/Pentium M

### Pentium Pro
- Микропроцессор для серверов и рабочих станций с поддержкой симметричной многопроцессорности (SMP)
- Представлен: 1 ноября 1995 года
- Предшественник Pentium
- Использовался преимущественно в серверных системах
- Упаковка процессора: Socket 8 (387 ножек) (Dual SPGA)
- Количество транзисторов: 5,5 миллиона
- Обозначение: Family 6 model 1
- Технология процесса: 0,6 мкм
  - Кэш L1: 16 КБ
  - Кэш L2: 256 КБ (встроенный)
  - Частота системной шины: 60 МГц
  - Варианты:
    - 150 МГц
- Технология процесса: 0,35 мкм или 0,35 мкм у процессора с кэшем второго уровня на 0,6 мкм
  - Количество транзисторов: 5,5 миллиона
  - Кэш L2: 1 МБ, 512 КБ или 256 КБ (встроенный)
  - Частота системной шины: 60 МГц, 66 МГц
  - Варианты:
    - 166 МГц (с частотой шины 66 МГц, 512-КБ 0,35-мкм кэш), представлен 1 ноября 1995 года
    - 180 МГц (с частотой шины 60 МГц, 256-КБ 0,6-мкм кэш), представлен 1 ноября 1995 года
    - 200 МГц (с частотой шины 66 МГц, 256-КБ 0,6-мкм кэш), представлен 1 ноября 1995 года
    - 200 МГц (с частотой шины 66 МГц, 512-КБ 0,35-мкм кэш), представлен 1 ноября 1995 года
    - 200 МГц (с частотой шины 66 МГц, 1-МБ 0,35-мкм кэш), представлен 18 августа 1997 года

### Pentium II
- Микропроцессор для настольных систем с поддержкой симметричной многопроцессорности (SMP), ограниченной двумя микропроцессорами
- Klamath — технологический процесс: 0,35 мкм (233, 266, 300 МГц)
  - Представлен: 7 мая 1997 года
  - Pentium Pro с MMX и улучшенной производительностью для 16-битных приложений
  - Упаковка процессора: 242-контактный Slot 1 SEC
  - Количество транзисторов: 7,5 миллиона
  - Частота системной шины: 66 МГц
  - Кэш L1: 32 КБ
  - Внешний кэш L2: 256 или 512 КБ на 1/2 скорости
  - Варианты:
    - 233 МГц, представлен 7 мая 1997 года
    - 266 МГц, представлен 7 мая 1997 года
    - 300 МГц, представлен 7 мая 1997 года
- Deschutes — технологический процесс: 0,25 мкм (333, 350, 400, 450 МГц)
  - Представлен: 26 января 1998 года
  - Частота системной шины: 66 МГц (вариант 333 МГц), 100 МГц для всех моделей после
  - Варианты:
    - 333 МГц, представлен 26 января 1998 года
    - 350 МГц, представлен 15 апреля 1998 года
    - 400 МГц, представлен 15 апреля 1998 года
    - 450 МГц, представлен 24 апреля 1998 года
    - 233 МГц (Mobile), представлен 2 апреля 1998 года
    - 266 МГц (Mobile), представлен 2 апреля 1998 года
    - 300 МГц (Mobile), представлен 9 сентября 1998 года
    - 333 МГц (Mobile)

### Celeron(Pentium II-based)
Микропроцессор для малобюджетных настольных систем с неофициальной поддержкой симметричной многопроцессорности (SMP), ограниченной двумя микропроцессорами
- Covington — технологический процесс: 0,25 мкм
  - Представлен: 15 апреля 1998 года
  - Упаковка процессора: 242-контактный Slot 1 SEPP (Single Edge Processor Package)
  - Количество транзисторов: 7,5 миллиона
  - Частота системной шины: 66 МГц
  - Кэш L1: 32 КБ
  - Нет кэша L2
  - Варианты:
    - 266 МГц, представлен 15 апреля 1998 года
    - 300 МГц, представлен 9 июня 1998 года
- Mendocino — технологический процесс: 0,25 мкм

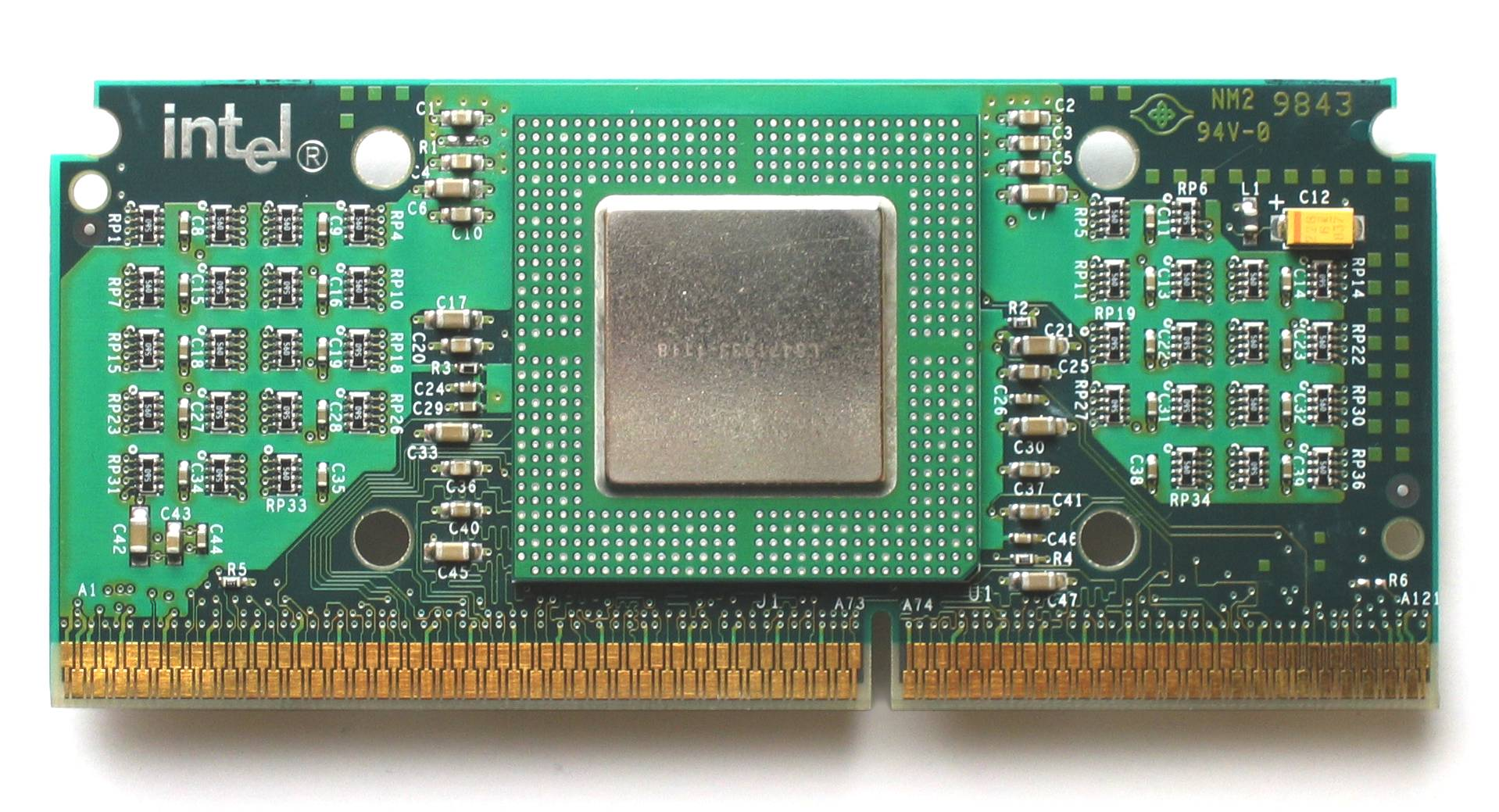
Intel Celeron 300A

- - Представлен: 24 августа 1998 года
  - Упаковка процессора: 242-контактный Slot 1 SEPP (Single Edge Processor Package), Socket 370 PPGA
  - Количество транзисторов: 19 миллионов
  - Частота системной шины: 66 МГц
  - Кэш L1: 32 КБ
  - Кэш L2: 128 КБ (встроенный)
  - Варианты:
    - 300 МГц, представлен 24 августа 1998 года
    - 333 МГц, представлен 24 августа 1998 года
    - 366 МГц, представлен 4 января 1999 года
    - 400 МГц, представлен 4 января 1999 года
    - 433 МГц, представлен 22 марта 1999 года
    - 466 МГц. Начиная с этого процессора, упаковка только PPGA
    - 500 МГц, представлен 2 августа 1999 года
    - 533 МГц, представлен 4 января 2000 года
    - 266 МГц (Mobile)
    - 300 МГц (Mobile)
    - 333 МГц (Mobile), представлен 5 апреля 1999 года
    - 366 МГц (Mobile)
    - 400 МГц (Mobile)
    - 433 МГц (Mobile)
    - 450 МГц (Mobile), представлен 14 февраля 2000 года
    - 466 МГц (Mobile)
    - 500 МГц (Mobile), представлен 14 февраля 2000 года

### Pentium III
- Микропроцессор для настольных систем с поддержкой симметричной многопроцессорности (SMP), ограниченной двумя микропроцессорами
- Katmai — технологический процесс: 0,25 мкм
  - Представлен: 26 февраля 1999 года
  - Улучшенный Pentium II, а именно — ядро, основанное на P6, включающее в себя Streaming SIMD Extensions (SSE)
  - Количество транзисторов: 9,5 миллиона
  - Кэш L1: 32 КБ
    - Кэш данных: 16 Кб, 4-канальный наборно-ассоциативный, длина строки — 32 байта, двухпортовый
    - Кэш инструкций: 16 Кб, 4-канальный наборно-ассоциативный, длина строки — 32 байта

  - Кэш L2: 512 КБ (внешний, на 1/2 скорости)
  - Упаковка процессора: 242-контактный Slot-1 SECC2 (Single Edge Contact cartridge 2)
  - Частота системной шины: 100 МГц
  - Варианты:
    - 450 МГц, представлен 26 февраля 1999 года
    - 500 МГц, представлен 26 февраля 1999 года
    - 550 МГц, представлен 17 мая 1999 года
    - 600 МГц, представлен 2 августа 1999 года
    - 533 МГц (частота шины 133 МГц), представлен 27 сентября 1999 года
    - 600 МГц (частота шины 133 МГц), представлен 27 сентября 1999 года
- Coppermine — технологический процесс: 0,18 мкм
  - Представлен: 25 октября 1999 года
  - Количество транзисторов: 28,1 миллиона
  - Кэш L1: 32 КБ
    - Кэш данных: 16 Кб, 4-канальный наборно-ассоциативный, длина строки — 32 байта, двухпортовый
    - Кэш инструкций: 16 Кб, 4-канальный наборно-ассоциативный, длина строки — 32 байта

  - Кэш L2: 256 КБ (встроенный) с улучшенным обменом
  - Упаковка процессора: 242-контактный Slot-1 SECC2 (Single Edge Contact cartridge 2), 370-ножечный FC-PGA (Flip-chip pin grid array)
  - Частота системной шины: 100 МГц, 133 МГц (Те, которые имеют частоту шины 133 МГц, имеют суффикс «B» в своём названии)
  - Варианты:
    - 500 МГц (частота шины 100 МГц)
    - 533 МГц (частота шины 133 МГц)
    - 550 МГц (частота шины 100 МГц)
    - 600 МГц (частота шины 100 МГц)
    - 650 МГц (частота шины 100 МГц), представлен 25 октября 1999 года
    - 667 МГц, представлен 25 октября 1999 года
    - 700 МГц (частота шины 100 МГц), представлен 25 октября 1999 года
    - 733 МГц представлен 25 октября 1999 года
    - 750 МГц (частота шины 100 МГц), представлен 20 декабря 1999 года
    - 800 МГц (частота шины 100 МГц), представлен 20 декабря 1999 года
    - 800 МГц, представлен 20 декабря 1999 года
    - 850 МГц (частота шины 100 МГц), представлен 20 марта 2000 года
    - 866 МГц, представлен 20 марта 2000 года
    - 933 МГц, представлен 24 марта 2000 года
    - 1000 МГц, представлен 8 марта 2000 года (не был широко доступен во время выпуска)
    - 1000 МГц, (частота шины 100 МГц), исполнение — Slot 1 SECC2, очень редкая разновидность
    - 1100 МГц, (частота шины 100 МГц)
    - 1133 МГц (был выпущен малой партией и снят с производства из-за проблем со стабильностью)
    - 400 МГц (Mobile), представлен 25 октября 1999 года
    - 450 МГц (Mobile), представлен 25 октября 1999 года
    - 500 МГц (Mobile), представлен 25 октября 1999 года
    - 600 МГц (Mobile), представлен 18 января 2000 года
    - 650 МГц (Mobile), представлен 18 января 2000 года
    - 700 МГц (Mobile), представлен 24 апреля 2000 года
    - 750 МГц (Mobile), представлен 19 июня 2000 года
    - 800 МГц (Mobile), представлен 25 сентября 2000 года
    - 850 МГц (Mobile), представлен 25 сентября 2000 года
    - 900 МГц (Mobile), представлен 19 марта 2001 года
    - 1000 МГц (Mobile), представлен 19 марта 2001 года
- Tualatin — технологический процесс: 0,13 мкм
  - Представлен: в июле 2001 года
  - Количество транзисторов: 44 миллиона
  - Кэш L1: 32 КБ
    - Кэш данных: 16 Кб, 4-канальный наборно-ассоциативный, длина строки — 32 байта, двухпортовый
    - Кэш инструкций: 16 Кб, 4-канальный наборно-ассоциативный, длина строки — 32 байта

  - Кэш L2: 256 КБ или 512 КБ (встроенный) с улучшенным обменом
  - Упаковка процессора: 370-пиновый FC-PGA (Flip-chip pin grid array)
  - Частота системной шины: 133 МГц
  - Варианты:
    - 1133 МГц (кэш L2 размером 512 КБ, поддержка двухпроцессорных конфигураций)
    - 1200 МГц
    - 1266 МГц (кэш L2 размером 512 КБ, поддержка двухпроцессорных конфигураций)
    - 1333 МГц
    - 1400 МГц (кэш L2 размером 512 КБ, поддержка двухпроцессорных конфигураций)

### Pentium II и IIIXeon
- Микропроцессоры для серверов и рабочих станций с поддержкой симметричной многопроцессорности (SMP)
- PII Xeon
  - Варианты:
    - 400 МГц, представлен 29 июня 1998 года
    - 450 МГц (с кэшем L2 размером 512 КБ), представлен 6 октября 1998 года
    - 450 МГц (с кэшем L2 размером 1 МБ и 2 МБ), представлен 5 января 1999 года
- PIII Xeon
  - Представлен: 25 октября 1999 года
  - Количество транзисторов: 9,5 миллиона при технологии 0,25 мкм или 28 миллионов при 0,18 мкм
  - Кэш L2: 256 КБ, 1 МБ или 2 МБ (интегрированный)
  - Упаковка процессора: Single Edge Contact Cartridge (SECC2) или SC330
  - Частота системной шины: 133 МГц (с кэшем L2 256 КБ) или 100 МГц (с кэшем L2 1-2 МБ)
  - Ширина системной шины: 64 бита
  - Адресуемая память: 64 гигабайта
  - Использовался в двухпроцессорных серверах и рабочих станциях (256 КБ L2) или 4- и 8-процессорных серверах (1-2 МБ L2)
  - Варианты:
    - 500 МГц (0,25-мкм процесс), представлен 17 марта 1999 года
    - 550 МГц (0,25-мкм процесс), представлен 23 августа 1999 года
    - 600 МГц (0,18-мкм процесс, кэш L2 размером 256 КБ), представлен 25 октября 1999 года
    - 667 МГц (0,18-мкм процесс, кэш L2 размером 256 КБ), представлен 25 октября 1999 года
    - 733 МГц (0,18-мкм процесс, кэш L2 размером 256 КБ), представлен 25 октября 1999 года
    - 800 МГц (0,18-мкм процесс, кэш L2 размером 256 КБ), представлен 12 января 2000 года
    - 866 МГц (0,18-мкм процесс, кэш L2 размером 256 КБ), представлен 10 апреля 2000 года
    - 933 МГц (0,18-мкм процесс, кэш L2 размером 256 КБ)
    - 1000 МГц (0,18-мкм процесс, кэш L2 размером 256 КБ), представлен 22 августа 2000 года
    - 700 МГц (0,18-мкм процесс, кэш L2 размером 1-2 МБ), представлен 22 мая 2000 года

### Celeron(Pentium III, базирующийся на ядре Coppermine)
- Микропроцессор для малобюджетных настольных систем
- Представлен: в марте 2000 года
- Технологический процесс Coppermine-128 — 0,18 мкм
- Streaming SIMD Extensions (SSE)
- Упаковка процессора: Socket 370 PPGA
- Количество транзисторов: 28,1 миллиона
- Частота системной шины: 66 МГц, процессор с частотой шины 100 МГц был представлен 3 января 2001 года
- Кэш L1: 32 КБ
- Кэш L2: 128 КБ (Advanced Transfer)
- Варианты:
  - 533 МГц
  - 566 МГц
  - 600 МГц
  - 633 МГц, представлен 26 июня 2000 года
  - 667 МГц, представлен 26 июня 2000 года
  - 700 МГц, представлен 26 июня 2000 года
  - 733 МГц, представлен 13 ноября 2000 года
  - 766 МГц, представлен 13 ноября 2000 года
  - 800 МГц
  - 850 МГц, представлен 9 апреля 2001 года
  - 900 МГц, представлен 2 июля 2001 года
  - 950 МГц, представлен 31 августа 2001 года
  - 1000 МГц, представлен 31 августа 2001 года
  - 1100 МГц, представлен 31 августа 2001 года
  - 550 МГц (Mobile)
  - 600 МГц (Mobile), представлен 19 июня 2000 года
  - 650 МГц (Mobile), представлен 19 июня 2000 года
  - 700 МГц (Mobile), представлен 25 сентября 2000 года
  - 750 МГц (Mobile), представлен 19 марта 2001 года
  - 800 МГц (Mobile)
  - 850 МГц (Mobile), представлен 2 июля 2001 года
  - 600 МГц (LV Mobile)
  - 500 МГц (ULV Mobile), представлен 30 января 2001 года
  - 600 МГц (ULV Mobile)

### Celeron(Pentium III на ядре Tualatin)
- Микропроцессор для малобюджетных настольных систем
- Технологический процесс Tualatin Celeron — 0,13 мкм
- Кэш L1: 32 КБ
- Кэш L2: 256 КБ (Advanced Transfer)
- Частота системной шины: 100 МГц
- Варианты:
  - 900 МГц
  - 950 МГц
  - 1,0 ГГц
  - 1,1 ГГц
  - 1,2 ГГц
  - 1,3 ГГц
  - 1,4 ГГц

### Pentium M
- Представлен в марте 2003
- Технологический процесс: 0,13 мкм (Banias)
- Кэш L1: 64 КБ
- Кэш L2: 1 МБ (встроенный)
- Базируется на ядре Pentium III, с инструкциями SIMD SSE2 и глубоким конвейером
- Количество транзисторов: 77 миллионов
- Упаковка процессора: Micro-FCPGA, Micro-FCBGA
- Сердце мобильной системы Intel «Centrino»
- Частота системной шины: 400 МГц (Netburst)
- Варианты:
  - 900 МГц (ультранизкий вольтаж)
  - 1,0 ГГц (ультранизкий вольтаж)
  - 1,1 ГГц (низкий вольтаж)
  - 1,2 ГГц (низкий вольтаж)
  - 1,3 ГГц
  - 1,4 ГГц
  - 1,5 ГГц
  - 1,6 ГГц
  - 1,7 ГГц
- Технологический процесс: 0,09 мкм = 90 нм (Dothan)
- Представлен в мае 2004
- Кэш L2: 2 МБ
- Исправленный модуль предвыборки данных
- Варианты:
  - 1,0 ГГц (ультранизкий вольтаж)
  - 1,1 ГГц (ультранизкий вольтаж)
  - 1,2 ГГц (ультранизкий вольтаж)
  - 1,3 ГГц (ультранизкий вольтаж)
  - 1,3 ГГц (низкий вольтаж)
  - 1,4 ГГц (низкий вольтаж)
  - 1,5 ГГц
  - 1,6 ГГц
  - 1,7 ГГц
  - 1,8 ГГц
  - 1,9 ГГц
  - 2,0 ГГц
  - 2,13 ГГц
  - 2,26 ГГц

### Celeron M
- Технологический процесс: 0,13 мкм (Shelton)
  - Кэш L1: 64 КБ
  - Кэш L2: 0 КБ
  - SSE2 SIMD-инструкции
  - Нет поддержки технологии SpeedStep, поэтому не является частью 'Centrino'
  - Варианты:
    - Celeron 1,0 B — 1,00 ГГц
- Технологический процесс: 0,13 мкм (Banias-512)
  - Представлен: в марте 2003
  - Кэш L1: 64 КБ
  - Кэш L2: 512 КБ (интегрированный)
  - SSE2 SIMD-инструкции
  - Нет поддержки технологии SpeedStep, поэтому не является частью 'Centrino'
  - Обозначение: Family 6 model 9
  - Варианты:
    - 310 — 1,20 ГГц
    - 320 — 1,30 ГГц
    - 330 — 1,40 ГГц
    - 333 — 0,9 ГГц (модель с низким энергопотреблением (ULV))
    - 340 — 1,50 ГГц
- Технологический процесс: 0,09 мкм = 90 нм (Dothan-1024)
  - Кэш L1: 64 КБ
  - Кэш L2: 1 МБ (интегрированный), 512 Кб — в некоторых моделях с низким энергопотреблением (ULV)
  - SSE2 SIMD-инструкции
  - Частота системной шины (FSB): 400 MHz
  - Нет поддержки технологии SpeedStep, поэтому не является частью 'Centrino'
  - Варианты:
    - 350 — 1,30 ГГц
    - 350J — 1,30 ГГц, с битом Защиты Исполнения (Execute Disable Bit)
    - 353 — 0,90 ГГц (ULV, 512 Кб L2)
    - 360 — 1,40 ГГц
    - 360J — 1,40 ГГц, с битом Защиты Исполнения (Execute Disable)
    - 370 — 1,50 ГГц, с битом Защиты Исполнения (Execute Disable)
    - 373 — 1,00 ГГц (ULV, 512 Кб L2)
    - 380 — 1,60 ГГц, с битом Защиты Исполнения (Execute Disable)
    - 383 — 1,00 ГГц (ULV, 1 Мб L2)
    - 390 — 1,70 ГГц, с битом Защиты Исполнения (Execute Disable)
- Технологический процесс: 0,09 мкм = 90 нм (Stealey)
  - Представлен в середине 2007
  - Кэш L1: 64 КБ
  - Кэш L2: 512 КБ
  - SSE2 SIMD-инструкции
  - Энергопотребление: 0,4-3 Вт
  - Варианты:
    - A100 — 0,60 ГГц
    - A110 — 0,80 ГГц
- Технологический процесс: 0,065 мкм = 65 нм (Yonah-1024)
  - Представлен: в январе 2006
  - Кэш L1: 64 KB
  - Кэш L2: 1 MB (интегрированный)
  - SSE2 SIMD-инструкции
  - Частота системной шины (FSB): 533 MHz
  - Execute Disable Bit во всех моделях
  - Нет поддержки технологии SpeedStep, поэтому не является частью 'Centrino'
  - Варианты:
    - 410 — 1,46 ГГц
    - 420 — 1,60 ГГц
    - 423 — 1,06 ГГц (модель с низким энергопотреблением)
    - 430 — 1,73 ГГц
    - 440 — 1,86 ГГц
    - 443 — 1,20 ГГц (модель с низким энергопотреблением)
    - 450 — 2,00 ГГц

### Intel Core
- Производство: с 2006 по 2008
- Технологический процесс: 0,065 мкм = 65 нм
- Частота системной шины: 533 - 667 МГц
- Инструкции: x86.

Intel Core Duo (мобильный) был представлен 5 января 2006 года. Это первый процессор компании Intel, который используется в компьютерах Apple Macintosh. Core Duo имеет два ядра, 2 Мб кэша 2-го уровня (на оба ядра) и шину управления для контроля над кэшем 2-го уровня и системной шиной.
| Модель                | Кодовое название | Тех. процесс | Ядра/потоки | Тактовая частота, ГГц | Частота FSB, МГц | Кеш-память | Сокет          | TDP  |
| --------------------- | ---------------- | ------------ | ----------- | --------------------- | ---------------- | ---------- | -------------- | ---- |
| Intel Core Duo U2400  | Yonah            | 65 nm        | 2/2         | 1,06                  | 533              | 2M L2      | BGA479         | 9 W  |
| Intel Core Duo U2400  | Yonah            | 65 nm        | 2/2         | 1,20                  | 533              | 2M L2      | BGA479         | 9 W  |
| Intel Core Duo T2050  | Yonah            | 65 nm        | 2           | 1,60                  | 533              | 2M L2      | PGA478         | 31 W |
| Intel Core Duo T2250  | Yonah            | 65 nm        | 2           | 1,73                  | 533              | 2M L2      | PGA478         | 31 W |
| Intel Core Duo T2300  | Yonah            | 65 nm        | 2/2         | 1,66                  | 667              | 2M L2      | PGA478, BGA479 | 31 W |
| Intel Core Duo T2300E | Yonah            | 65 nm        | 2/2         | 1,66                  | 667              | 2M L2      | PGA478, BGA479 | 31 W |
| Intel Core Duo T2350  | Yonah            | 65 nm        | 2/2         | 1,86                  | 533              | 2M L2      | PGA478         | 31 W |
| Intel Core Duo T2400  | Yonah            | 65 nm        | 2/2         | 1,83                  | 667              | 2M L2      | PGA478, BGA479 | 31 W |
| Intel Core Duo T2450  | Yonah            | 65 nm        | 2/2         | 2,00                  | 533              | 2M L2      | PGA478         | 31 W |
| Intel Core Duo T2500  | Yonah            | 65 nm        | 2/2         | 2,00                  | 667              | 2M L2      | PGA478, BGA479 | 31 W |
| Intel Core Duo T2600  | Yonah            | 65 nm        | 2/2         | 2,16                  | 667              | 2M L2      | PGA478, BGA479 | 31 W |
| Intel Core Duo L2500  | Yonah            | 65 nm        | 2           | 1,50                  | 667              | 2M L2      | BGA479         | 15 W |
| Intel Core Duo L2400  | Yonah            | 65 nm        | 2           | 1,66                  | 667              | 2M L2      | BGA479         | 15 W |
| Intel Core Duo L2500  | Yonah            | 65 nm        | 2           | 1,83                  | 667              | 2M L2      | BGA479         | 15 W |

Intel Core Solo (мобильный) был представлен в 2006 году. Имеет двойное ядро, что и Core Duo, но рабочим является только одно из них.
| Модель                | Кодовое название | Тех. процесс | Ядра/потоки | Тактовая частота, ГГц | Частота FSB, МГц | Кеш-память | Сокет          | TDP   |
| --------------------- | ---------------- | ------------ | ----------- | --------------------- | ---------------- | ---------- | -------------- | ----- |
| Intel Core Solo T1200 | Yonah            | 65 nm        | 1           | 1,50                  | 667              | 2M L2      | PGA478         | —     |
| Intel Core Solo T1250 | Yonah            | 65 nm        | 1           | 1,73                  | 533              | 2M L2      | PGA478         | 31 W  |
| Intel Core Solo T1300 | Yonah            | 65 nm        | 1/1         | 1,66                  | 667              | 2M L2      | PGA478, BGA479 | 27 W  |
| Intel Core Solo T1350 | Yonah            | 65 nm        | 1/1         | 1,86                  | 533              | 2M L2      | PGA478         | 31 W  |
| Intel Core Solo T1400 | Yonah            | 65 nm        | 1/1         | 1,83                  | 667              | 2M L2      | PGA478, BGA479 | 27 W  |
| Intel Core Solo U1300 | Yonah            | 65 nm        | 1/1         | 1,06                  | 533              | 2M L2      | BGA479         | 6 W   |
| Intel Core Solo U1400 | Yonah            | 65 nm        | 1/1         | 1,20                  | 533              | 2M L2      | BGA479         | 6 W   |
| Intel Core Solo U1500 | Yonah            | 65 nm        | 1/1         | 1,33                  | 533              | 2M L2      | BGA479         | 5,5 W |

### Pentium Dual-Core
- Технологический процесс: 0,065 мкм = 65 нм (Yonah)
  - Представлен: в январе 2006 года
  - Частота системной шины: 533 МГц
  - Варианты:
    - Pentium T2050 (1,60 ГГц, 2 Мб кэш L2)
    - Pentium T2060 (1,60 ГГц, 1 Мб кэш L2)
    - Pentium T2080 (1,73 ГГц, 1 Мб кэш L2)
    - Pentium T2130 (1,86 ГГц, 1 Мб кэш L2)

### Dual-CoreXeonLV
- Технологический процесс: 0,065 мкм = 65 нм (Sossaman)
  - Представлен: в марте 2005
  - Основан на ядре Yonah, с поддержкой SSE3 SIMD-инструкций
  - Частота системной шины: 667 МГц
  - Разделяемый кэш L2 размером 2 МБ
  - Варианты:
    - 2,0 ГГц

## 32-битные процессоры: микроархитектураNetBurst

### Pentium 4
- Технологический процесс: 0,18 мкм (1,40 и 1,50 ГГц)
  - Представлен 20 ноября 2000 года
  - L2-кэш — интегрированный 256 КБ (Advanced Transfer)
  - Упаковка процессора: PGA423, PGA478
  - Частота системной шины: 400 МГц
  - SSE2 SIMD Extensions
  - Количество транзисторов: 42 миллиона
  - Используется в настольных компьютерах и рабочих станциях начального уровня
- Технологический процесс: 0,18 мкм (1,30 ГГц)
  - Представлен 3 января 2001 года
  - Подробнее см. варианты с частотой 1,4 и 1,5 ГГц
- Технологический процесс: 0,18 мкм (1,7 ГГц)
  - Представлен 23 апреля 2001 года
  - Подробнее см. варианты с частотой 1,4 и 1,5 ГГц
- Технологический процесс: 0,18 мкм (1,6 и 1,8 ГГц)
  - Представлен 2 июля 2001 года
  - Подробнее см. варианты с частотой 1,4 и 1,5 ГГц
  - Напряжение на ядре:
    - 1,15 В в режиме повышенной производительности (Maximum Performance Mode);
    - 1,05 В в режиме энергосбережения (Battery Optimized Mode)

  - Потребление менее 1 Вт в режиме энергосбережения (Battery Optimized Mode)
  - Используется в полноразмерных и лёгких мобильных ПК
- Технологический процесс: 0,18 мкм «Willamette» (1,9 и 2,0 ГГц)
  - Представлен 27 августа 2001 года
  - Подробнее см. варианты с частотой 1,4 и 1,5 ГГц
- Pentium 4 (2,0, 2,20 ГГц)
  - Представлен 7 января 2002 года
- Pentium 4 (2,4 ГГц)
  - Представлен 2 апреля 2002 года
- Технологический процесс: 0,13 мкм «Northwood A» (1,7, 1,8, 1,9, 2, 2,2, 2,4, 2,5, 2,6 ГГц)
  - Улучшенное предсказание переходов и другие улучшения микрокода
  - Интегрированный L2-кэш 512 КБ
  - Количество транзисторов: 55 миллионов
  - Частота системной шины: 400 МГц
- Технологический процесс: 0,13 мкм «Northwood B» (2,26, 2,4, 2,53, 2,66, 2,8, 3,06 ГГц)
  - Частота системной шины: 533 МГц (SL7EY — 2,8 ГГц / 200 МГц). (3,06 включает в себя технологию Intel hyper threading).
- Технологический процесс: 0,13 мкм «Northwood C» (2,4, 2,6, 2,8, 3,0, 3,2, 3,4 ГГц)
  - Частота системной шины: 800 МГц (все версии включают в себя Hyper Threading)
  - Быстродействие: от 6500 до 10000 MIPS

### Xeon
- Теперь официально называется «Xeon», а не «Pentium 4 Xeon»
- Xeon 1,4, 1,5, 1,7 ГГц
  - Представлен: 21 мая 2001 года
  - Кэш L2: 256 КБ Advanced Transfer Cache (интегрированный)
  - Упаковка процессора: Organic Land Grid Array 603 (OLGA 603)
  - Частота системной шины: 400МГц
  - Поддержка расширений SIMD: SSE2
  - Использовался в высокопроизводительных и среднего уровня рабочих станциях, поддерживающих два процессора
- Xeon от 2,0 ГГц до 3,6 ГГц
  - Представлен: 25 сентября 2001 года

### Mobile Pentium 4-M
- Технологический процесс: 0,13 мкм
- Количество транзисторов: 55 миллионов
- Интегрированный L2-кэш 512 КБ
- Частота системной шины: 400 МГц
- Поддерживает до 1 ГБ DDR 266 МГц оперативной памяти
- Поддерживает системы управления энергосбережением ACPI 2.0 и APM 1.2
- 1,3 V — 1,2 В (SpeedStep)
- Энергопотребление: 1,2 ГГц — 20,8 Вт, 1,6 ГГц — 30 Вт, 2,6 ГГц — 35 Вт
- Энергопотребление в режиме «Сон» — 5 Вт (1,2 В)
- Энергопотребление в режиме «Глубокий сон» — 2,9 Вт (1,0 В)
  - 1,40 ГГц, представлен 23 апреля 2002 года
  - 1,50 ГГц, представлен 23 апреля 2002 года
  - 1,60 ГГц, представлен 4 марта 2002 года
  - 1,70 ГГц, представлен 4 марта 2002 года
  - 1,80 ГГц, представлен 23 апреля 2002 года
  - 1,90 ГГц, представлен 24 июня 2002 года
  - 2,00 ГГц, представлен 24 июня 2002 года
  - 2,20 ГГц, представлен 16 сентября 2002 года
  - 2,30 ГГц, представлен 23 января 2003 года
  - 2,40 ГГц, представлен 14 января 2003 года
  - 2,50 ГГц, представлен 16 апреля 2003 года
  - 2,60 ГГц, представлен 11 июня 2003 года

### Pentium 4EE
- Представлен: в сентябре 2003 года
- EE = «Extreme Edition»
- Построен на основе ядра «Gallatin» Xeon, но с 2 Мб кэшем

### Pentium 4E
- Представлен: в феврале 2004 года
- Построен на 0,09-мкм (90 нм) технологическом процессе «Prescott» (модели 2.4A, 2.4С, 2.8, 2.8A, 3.0, 3.2, 3.4, 3.6, 3.8)
- Частота системной шины: 533 МГц (только 2.4A и 2.8A), 800 МГц с поддержкой Hyper-Threading (все остальные модели)
- Наборы инструкций: x86, x86-64, MMX, SSE, SSE2, SSE3
- Быстродействие: от 7500 до 11000 MIPS
- L1 кэш: 16 КБ данных, 12КБ Instructions трассировки
- L2 кэш: 1 МБ
  - Процессоры серии 6xx имеют кэш L2 размером 2 МБ и поддержку EM64T
- Имеются версии процессоров серий 5xx (32-битные) и 5x1 (с поддержкой EM64T)
- Корпус LGA-775, размеры 37,5×37,5 мм
- Размер кристалла — 135 мм2, количество транзисторов — 169 млн.
- Длина конвейера целочисленных команд увеличена с 20 до 31 ступеней (stages), что, теоретически, должно значительно увеличить максимальную частоту, при которой может работать процессор.

### Pentium 4|Pentium 4F
- Представлен: весной 2004 года
- Ядро то же, что и у модели 4E «Prescott»
- 3,2—3,6 ГГц
- Начиная со степпинга D0, этот процессор также поддерживает EM64T 32-битные расширения

### Pentium B
- Представлен с 5 мая 2011 года по 3 квартал 2012 года.
- Тактовая частота от 2,0 по 2,4 ГГц.

## 64-битные процессоры:IA-64

### Itanium
- Представлен: 29 мая 2001 года
- 733 МГц и 800 МГц

### Itanium 2
- Представлен: в июле 2002 года
- 900 МГц и 1 ГГц

### Itanium 2 серия 9000
- Представлен: в июле 2006 года
- от 1,40 до 1,60 Ггц
- шина от 400 до 667 Мгц
- потребление от 75 до 104 Вт
- двухъядерная архитектура (кроме младших моделей 9010 и 9110N)

### Itanium 2 серия 9100
- Представлен: 1 ноября 2007 года
- до 1,66 Ггц
- шина до 667 Мгц
- потребляемая мощность до 104 Вт
- двухъядерная архитектура

## 64-битные процессоры:EM64T— микроархитектураNetBurst
- Intel® Extended Memory 64 Technology
- Представлены весной 2004 года микропроцессором Pentium 4F (D0 и более поздние степпинги)
- 64-битное архитектурное расширение для линейки x86 т. н. x86-64; лицензированная у AMD (AMD64) (давнее кросслицензионное соглашение)

### Pentium 4F, D0 и более поздние степпинги
- Начиная со степпинга D0 эти процессоры поддерживают 64-битные расширения EM64T

### Pentium D
- Двухъядерный (Dual-core) микропроцессор
- Отсутствует технология Hyper-Threading
- Частота системной шины: 800 (4x200) МГц
- Smithfield — 90-нм технологический процесс (2,8—3,4 ГГц)
  - Представлен: 26 мая 2005 года
  - 2,8—3,4 ГГц (номера моделей 820—840)
  - Количество транзисторов: 230 миллионов
  - Кэш L2: 1 МБ x 2 (non-shared, 2 МБ всего)
  - Cache coherency between cores requires communication over the FSB
  - Производительность увеличилась примерно на 60 % по сравнению с одноядерным микропроцессором Prescott
  - 2,66 ГГц (533 МГЦ FSB) Pentium D 805 представлен в декабре 2005 года
- Presler — 65-нм технологический процесс (2,8—3,6 ГГц)
  - Представлен: 16 января 2006 года
  - 2,8—3,6 ГГц (номера моделей 920—960)
  - Количество транзисторов: 376 миллионов
  - Кэш L2: 2 МБ x 2 (non-shared, 4 МБ всего)

### Pentium Extreme Edition
- Двухъядерный (Dual-core) микропроцессор
- Поддержка Hyper-Threading
- Частота системной шины: 1066 (4x266) МГц
- Smithfield — 90-нм технологический процесс (3,2 ГГц)
  - Варианты:
    - Pentium 840 EE, 3,20 ГГц (кэш L2 размером 2 x 1 МБ)
- Presler — 65-нм технологический процесс (3,46, 3,73 ГГц)
  - L2 кэш: 2 МБ x 2 (non-shared, всего 4 МБ)
  - Варианты:
    - Pentium 955 EE, 3,46 ГГц
    - Pentium 965 EE, 3,73 ГГц

### Xeon
- Nocona
  - Представлен: в 2004 году
- Irwindale
  - Представлен: в 2004 году
- Cranford
  - Представлен: в апреле 2005 года
  - MP версия микропроцессора Nocona
- Potomac
  - Представлен: в апреле 2005 года
  - Отличается от микропроцессора Cranford только наличием кэша L3 размером 8 МБ
- Paxville DP (2,8 ГГц)
  - Представлен: 10 октября 2005 года
  - Двухъядерная версия микропроцессора Irwindale, имеющая кэш L2 размером 4 МБ (по 2 МБ на ядро)
  - 2,8 ГГц
  - Пропускная способность системной шины: 800 миллионов транзакций в секунду
- Paxville MP — 90-нм технологический процесс (2,67 — 3,0 ГГц)
  - Представлен: 1 ноября 2005 года
  - Серия Dual-Core Xeon 7000
  - Версия микропроцессора Paxville DP с поддержкой MP (MP-capable)
  - Кэш L2: 2 МБ (по 1 МБ на ядро) или 4 МБ (по 2 МБ на ядро)
  - Пропускная способность системной шины: 667 или 800 миллионов транзакций в секунду
- Dempsey — 65-нм технологический процесс (2,67 — 3,73 ГГц)
  - Представлен: 23 мая 2006 года
  - Серия Dual-Core Xeon 5000
  - MP версия микропроцессора Presler
  - Пропускная способность системной шины: 667 или 1066 миллионов транзакций в секунду
  - Кэш L2: 4 МБ (по 2 МБ на ядро)
  - Упаковка процессора: Socket J, также известный как LGA 771.

## 64-битные процессоры: EM64T — микроархитектураIntel Core

### Xeon
- Woodcrest — 65-нм технологический процесс
  - Микропроцессор для серверов и рабочих станций с поддержкой симметричной многопроцессорности (SMP) (в случае двухпроцессорных систем)
  - Представлен: 26 июня 2006 года
  - Двухъядерный (Dual-Core) микропроцессор
  - Поддержка инструкций SIMD: SSE4
  - Реализованы технологии:
    - Intel Virtualization Technology — поддержка нескольких операционных систем на одном компьютере
    - EIST (Enhanced Intel SpeedStep Technology) в моделях 5140, 5148LV, 5150, 5160
    - Execute Disable Bit
    - LaGrande Technology — enhanced security hardware extensions
    - iAMT2 (Intel Active Management Technology) — удалённое управление компьютерами

  - Варианты:
    - Xeon 5160 — 3,00 ГГц (4 Мб L2, 1333 МГц FSB, 80 Вт)
    - Xeon 5150 — 2,66 ГГц (4 Мб L2, 1333 МГц FSB, 65 Вт)
    - Xeon 5140 — 2,33 ГГц (4 Мб L2, 1333 МГц FSB, 65 Вт)
    - Xeon 5130 — 2,00 ГГц (4 Мб L2, 1333 МГц FSB, 65 Вт)
    - Xeon 5120 — 1,86 ГГц (4 Мб L2, 1066 МГц FSB, 65 Вт)
    - Xeon 5110 — 1,60 ГГц (4 Мб L2, 1066 МГц FSB, 65 Вт)
    - Xeon 5148LV — 2,33 ГГц (4 Мб L2, 1333 МГц FSB, 40 Вт) — Low Voltage Edition
- Clovertown — 65-нм технологический процесс
  - Микропроцессор для серверов и рабочих станций с поддержкой симметричной многопроцессорности (SMP) (в случае двухпроцессорных систем)
  - Представлен: 13 декабря 2006 года
  - Четырёхъядерный (Quad-Core) микропроцессор
  - Intel Virtualization Technology — поддержка нескольких операционных систем на одном компьютере
  - EIST (Enhanced Intel SpeedStep Technology)
  - Execute Disable Bit
  - LaGrande Technology — enhanced security hardware extensions
  - SSSE3 SIMD instructions
  - iAMT2 (Intel Active Management Technology) — удалённое управление компьютерами
  - Варианты:
    - Xeon X5355 — 2,66 ГГц (2x4 Мб L2, 1333 МГц FSB, 105 Вт)
    - Xeon E5345 — 2,33 ГГц (2x4 Мб L2, 1333 МГц FSB, 80 Вт)
    - Xeon E5335 — 2,00 ГГц (2x4 Мб L2, 1333 МГц FSB, 80 Вт)
    - Xeon E5320 — 1,86 ГГц (2x4 Мб L2, 1066 МГц FSB, 65 Вт)
    - Xeon E5310 — 1,60 ГГц (2x4 Мб L2, 1066 МГц FSB, 65 Вт)
    - Xeon L5320 — 1,86 ГГц (2x4 Мб L2, 1066 МГц FSB, 40 Вт) — Low Voltage Edition
- Harpertown — 45-нм технологический процесс
  - Микропроцессор для серверов
  - Представлен: четвёртый квартал 2007 года
  - Четырёхъядерный (Quad-Core) микропроцессор
  - Варианты:
    - Xeon E5410 — 2,33 ГГц (12 Мб L2, 1333 МГц FSB, 80 Вт)
    - Xeon E5420 — 2,50 ГГц (12 Мб L2, 1333 МГц FSB, 80 Вт)
    - Xeon E5430 — 2,66 ГГц (12 Мб L2, 1333 МГц FSB, 80 Вт)
    - Xeon E5440 — 2,83 ГГц (12 Мб L2, 1333 МГц FSB, 80 Вт)
    - Xeon E5450 — 3,00 ГГц (12 Мб L2, 1333 МГц FSB, 80 Вт)
    - Xeon E5472 — 3,00 ГГц (12 Мб L2, 1600 МГц FSB, 80 Вт)
    - Xeon X5460 — 3,16 ГГц (12 Мб L2, 1333 МГц FSB, 120 Вт)
    - Xeon X5470 — 3,33 ГГц (12 Мб L2, 1333 МГц FSB, 120 Вт)
    - Xeon X5492 — 3,40 ГГц (12 Мб L2, 1600 МГц FSB, 150 Вт) максимальная стоковая частота
- Yorkfield— 45-нм технологический процесс
  - Микропроцессор для серверов
  - Представлен: март 2008 года
  - Четырёхъядерный (Quad-Core) микропроцессор
  - Варианты
    - Xeon X3323 — 2,50 ГГц (6 Мб L2, 1333 МГц FSB, 80 Вт)
    - Xeon X3353 — 2,667 ГГц (12 Мб L2, 1333 МГц FSB, 80 Вт)
    - Xeon X3363 — 2,883 ГГц (12 Мб L2, 1333 МГц FSB, 80 Вт)

### Intel Core 2
- Conroe — 65-нм технологический процесс
  - Микропроцессор для настольных систем
  - Представлен: 27 июля 2006 года
  - Поддержка инструкций SIMD: SSE3
  - Количество транзисторов: 291 миллион у моделей с 4 МБ кэш-памяти
  - Реализованы технологии:
    - Intel Virtualization Technology — аппаратная виртуализация
    - LaGrande Technology — аппаратная технология защиты информации
    - Execute Disable Bit
    - EIST (Enhanced Intel Speed Step Technology)
    - iAMT2 (Intel Active Management Technology) — удалённое управление компьютерами

  - Разъём: LGA775
  - Варианты:
    - Core 2 Duo E6850 — 3,00 ГГц (4 Мб L2, 1333 МГц FSB)
    - Core 2 Duo E6750 — 2,67 ГГц (4 Мб L2, 1333 МГц FSB)
    - Core 2 Duo E6700 — 2,67 ГГц (4 Мб L2, 1066 МГц FSB)
    - Core 2 Duo E6600 — 2,40 ГГц (4 Мб L2, 1066 МГц FSB)
    - Core 2 Duo E6550 — 2,33 ГГц (4 Мб L2, 1333 МГц FSB)
    - Core 2 Duo E6420 — 2,13 ГГц (4 Мб L2, 1066 МГц FSB)
    - Core 2 Duo E6400 — 2,13 ГГц (2 Мб L2, 1066 МГц FSB)
    - Core 2 Duo E6320 — 1,86 ГГц (4 Мб L2, 1066 МГц FSB)
    - Core 2 Duo E6300 — 1,86 ГГц (2 Мб L2, 1066 МГц FSB)
- Allendale — 65-нм технологический процесс
  - Микропроцессор для настольных систем
  - Представлен: 21 января, 2007
  - Поддержка инструкций SIMD: SSE3
  - Количество транзисторов: 167 миллионов
  - Реализованы технологии:
    - LaGrande Technology — аппаратная технология защиты информации
    - Execute Disable Bit
    - EIST (Enhanced Intel Speed Step Technology)
    - iAMT2 (Intel Active Management Technology) — удалённое управление компьютерами

  - LGA775
  - Варианты:
    - Core 2 Duo E4700 — 2,60 ГГц (2 Мб L2, 800 МГц FSB, нет VT)
    - Core 2 Duo E4600 — 2,40 ГГц (2 Мб L2, 800 МГц FSB, нет VT)
    - Core 2 Duo E4500 — 2,20 ГГц (2 Мб L2, 800 МГц FSB, нет VT)
    - Core 2 Duo E4400 — 2,00 ГГц (2 Мб L2, 800 МГц FSB, нет VT)
    - Core 2 Duo E4300 — 1,80 ГГц (2 Мб L2, 800 МГц FSB, нет VT)
    - Core 2 Duo E4200 — 1,60 ГГц (2 Мб L2, 800 МГц FSB, нет VT)
- Conroe XE — 65-нм технологический процесс
  - Микропроцессор для настольных систем серии eXtreme Edition
  - Представлен: 27 июля 2006 года
  - Реализованы те же технологии, что и у микропроцессора Conroe
  - Разъём: LGA775
  - Варианты:
    - Core 2 Extreme X6900 — 3,20 ГГц (4 Мб L2, 1066 МГц FSB) — планировался к выпуску, однако был отменён[3]
    - Core 2 Extreme X6800 — 2,93 ГГц (4 Мб L2, 1066 МГц FSB)
- Merom — 65-нм технологический процесс
  - Мобильный микропроцессор
  - Представлен: 27 июля 2006 года
  - Реализованы те же технологии, что и у микропроцессора Conroe
  - Разъём: Socket M (mFCPGA или mPGA479M), Socket P (mFCPGA-478)
  - Варианты:
    - Core 2 Duo T7800 — 2,60 ГГц (4 Мб L2, 800 МГц FSB) (платформа Santa Rosa)
    - Core 2 Duo T7700 — 2,40 ГГц (4 Мб L2, 800 МГц FSB)
    - Core 2 Duo T7600 — 2,33 ГГц (4 Мб L2, 667 МГц FSB)
    - Core 2 Duo T7500 — 2,20 ГГц (4 Мб L2, 800 МГц FSB)
    - Core 2 Duo T7400 — 2,16 ГГц (4 Мб L2, 667 МГц FSB)
    - Core 2 Duo T7300 — 2,00 ГГц (4 Мб L2, 800 МГц FSB)
    - Core 2 Duo T7250 — 2,00 ГГц (2 Мб L2, 800 МГц FSB)
    - Core 2 Duo T7200 — 2,00 ГГц (4 Мб L2, 667 МГц FSB)
    - Core 2 Duo T7100 — 1,80 ГГц (2 Мб L2, 800 МГц FSB)
    - Core 2 Duo T5800 — 2,00 ГГц (2 Мб L2, 800 МГц FSB)
    - Core 2 Duo T5750 — 2,00 ГГц (2 Мб L2, 667 МГц FSB)
    - Core 2 Duo T5600 — 1,83 ГГц (2 Мб L2, 667 МГц FSB)
    - Core 2 Duo T5500 — 1,66 ГГц (2 Мб L2, 667 МГц FSB)
    - Core 2 Duo T5200 — 1,60 ГГц (2 Мб L2, 533 МГц FSB)
    - Core 2 Duo T3200 — 2,00 ГГц (1 Мб L2, 667 МГц FSB)
    - Core 2 Duo T1600 — 1,66 ГГц (1 Мб L2, 667 МГц FSB)
    - Core 2 Duo L7500 — 1,60 ГГц (4 Мб L2, 800 МГц FSB) (Низкое энергопотребление)
    - Core 2 Duo L7400 — 1,50 ГГц (4 Мб L2, 667 МГц FSB) (Низкое энергопотребление)
    - Core 2 Duo L7300 — 1,40 ГГц (4 Мб L2, 800 МГц FSB) (Низкое энергопотребление)
    - Core 2 Duo L7200 — 1,33 ГГц (4 Мб L2, 667 МГц FSB) (Низкое энергопотребление)
    - Core 2 Duo U7600 — 1,20 ГГц (2 Мб L2, 533 МГц FSB) (Ультрамобильный)
    - Core 2 Duo U7500 — 1,06 ГГц (2 Мб L2, 533 МГц FSB) (Ультрамобильный)
- Kentsfield — 65-нм технологический процесс
  - Микропроцессор для настольных систем с четырьмя ядрами (Quad Core)
  - Представлен: 13 декабря 2006 года
  - Количество транзисторов: 582 миллиона
  - Реализованы те же технологии, что и у микропроцессора Conroe, но в отличие от него имеет 4 ядра
  - Разъём: LGA 775
  - Варианты:
    - Core 2 Extreme QX6850 — 3,00 ГГц (2x4 Мб L2, 1333 МГц FSB) (16 июля 2007)
    - Core 2 Extreme QX6800 — 2,93 ГГц (2x4 Мб L2, 1066 МГц FSB) (9 апреля 2007)
    - Core 2 Extreme QX6700 — 2,66 ГГц (2x4 Мб L2, 1066 МГц FSB) (4 ноября 2006)
    - Core 2 Quad Q6700 — 2,66 ГГц (2x4 Мб L2, 1066 МГц FSB) (16 июля 2007)
    - Core 2 Quad Q6600 — 2,40 ГГц (2x4 Мб L2, 1066 МГц FSB) (7 января 2007)
- Wolfdale/Yorkfield — 45-нм технологический процесс
  - Микропроцессор для настольных систем
  - Поддержка инструкций SIMD: SSE4.1
  - Количество транзисторов:
    - 410 миллионов у моделей с двумя ядрами и 6 МБ кэш-памяти
    - 820 миллионов у моделей с четырьмя ядрами и 12 МБ кэш-памяти

  - Площадь ядра:
    - 107 мм² для моделей с двумя ядрами
    - 214 мм² для моделей с четырьмя ядрами

  - Представлены:
    - 12 ноября 2007 года: 15 моделей серии Intel Xeon и модель Core 2 Extreme QX9650 (3,0 Ггц)
    - 7 января 2008 года: настольные и мобильные Core 2 Duo с двумя ядрами[4]
    - первый квартал 2008 года: настольные Core 2 Duo c четырьмя ядрами и некоторые модели Xeon

  - Разъём: LGA 775 (настольные), S479 (мобильные), LGA 771 (Xeon)
  - Вместо производства транзисторов MOSFET (канальный полевой униполярный МОП-транзистор) внутри процессора на технологии с диоксидом кремния (которая работает с 1960-х годов) Intel впервые производит транзисторы по новой технологии с диэлектриком High-K.
  - Варианты:
  - настольная линейка Core 2:
    - Core 2 Duo E7200 — 2,53 ГГц (3 Мб L2, 1066 МГц FSB) (11 мая 2008 года)
    - Core 2 Duo E7300 — 2,66 ГГц (3 Мб L2, 1066 МГц FSB) (10 августа 2008 года)
    - Core 2 Duo E7400 — 2,8 ГГц (3 Мб L2, 1066 МГц FSB) (19 октября 2008 года)
    - Core 2 Duo E7500 — 2,93 ГГц (3 Мб L2, 1066 МГц FSB) (18 января 2009 года)
    - Core 2 Duo E7600 — 3,06 ГГц (3 Мб L2, 1066 МГц FSB) (3 июня 2009 года)
    - Core 2 Duo E8190 — 2,66 ГГц (6 Мб L2, 1333 МГц FSB) (7 января 2008 года) (аналог Е8200 но без технологии Intel VT)
    - Core 2 Duo E8200 — 2,66 ГГц (6 Мб L2, 1333 МГц FSB) (7 января 2008 года)
    - Core 2 Duo E8300 — 2,83 ГГц (6 Мб L2, 1333 МГц FSB) (20 апреля 2008 года)
    - Core 2 Duo E8400 — 3,00 ГГц (6 Мб L2, 1333 МГц FSB) (7 января 2008 года)
    - Core 2 Duo E8500 — 3,16 ГГц (6 Мб L2, 1333 МГц FSB) (7 января 2008 года)
    - Core 2 Duo E8600 — 3,33 ГГц (6 Мб L2, 1333 МГц FSB) (10 августа 2008 года)
    - Core 2 Quad Q8200 — 2,33 ГГц (2х2 Мб L2, 1333 МГц FSB) (31 августа 2008 года)
    - Core 2 Quad Q8300 — 2,5 ГГц (2х2 Мб L2, 1333 МГц FSB) (30 ноября 2008 года)
    - Core 2 Quad Q8400 — 2,66 ГГц (2х2 Мб L2, 1333 МГц FSB) (19 апреля 2009 года)
    - Core 2 Quad Q9300 — 2,50 ГГц (2x3 Мб L2, 1333 МГц FSB) (первый квартал 2008 года)
    - Core 2 Quad Q9400 — 2,66 ГГц (2x3 Мб L2, 1333 МГц FSB) (третий квартал 2008 года)
    - Core 2 Quad Q9450 — 2,66 ГГц (2x6 Мб L2, 1333 МГц FSB) (первый квартал 2008 года)
    - Core 2 Quad Q9500 — 2,83 ГГц (2x3 Мб L2, 1333 МГц FSB) (аналог Q9505 но без технологии Intel VT)
    - Core 2 Quad Q9505 — 2,83 ГГц (2x3 Мб L2, 1333 МГц FSB)
    - Core 2 Quad Q9550 — 2,83 ГГц (2x6 Мб L2, 1333 МГц FSB) (первый квартал 2008 года)
    - Core 2 Quad Q9650 — 3,00 ГГц (2x6 Мб L2, 1333 МГц FSB) (третий квартал 2008 года)
    - Core 2 Extreme QX9650 — 3,00 ГГц (2x6 Мб L2, 1333 МГц FSB) (12 ноября 2007)
    - Core 2 Extreme QX9770 — 3,20 ГГц (2x6 Мб L2, 1600 МГц FSB) (первый квартал 2008 года)
    - Core 2 Extreme QX9775 — 3,20 ГГц (2x6 Мб L2, 1600 МГц FSB) (первый квартал 2008 года) (LGA771, для Intel Skulltrail, «настольный» аналог Xeon X5482), с поддержкой симметричной многопроцессорности (SMP), ограниченной двумя микропроцессорами

  - мобильная линейка Core 2 (Penryn):
    - Core 2 Duo P7350 — 2,00 ГГц (3 Мб L2, 1066 МГц FSB) (третий квартал 2008 года)
    - Core 2 Duo P7370 — 2,00 ГГц (3 Мб L2, 1066 МГц FSB)
    - Core 2 Duo P7450 — 2,13 ГГц (3 Мб L2, 1066 МГц FSB)
    - Core 2 Duo P7550 — 2,26 ГГц (3 Мб L2, 1066 МГц FSB)
    - Core 2 Duo P7570 — 2,26 ГГц (3 Мб L2, 1066 МГц FSB)
    - Core 2 Duo P8400 — 2,26 ГГц (3 Мб L2, 1066 МГц FSB)
    - Core 2 Duo P8600 — 2,40 ГГц (3 Мб L2, 1066 МГц FSB)
    - Core 2 Duo P8700 — 2,53 ГГц (3 Мб L2, 1066 МГц FSB)
    - Core 2 Duo P8800 — 2,66 ГГц (3 Мб L2, 1066 МГц FSB)
    - Core 2 Duo P9500 — 2,53 ГГц (6 Мб L2, 1066 МГц FSB)
    - Core 2 Duo P9600 — 2,66 ГГц (6 Мб L2, 1066 МГц FSB)
    - Core 2 Duo P9700 — 2,80 ГГц (6 Мб L2, 1066 МГц FSB)
    - Core 2 Duo T8100 — 2,10 ГГц (3 Мб L2, 800 МГц FSB) (7 января 2008 года)
    - Core 2 Duo T8300 — 2,40 ГГц (3 Мб L2, 800 МГц FSB) (7 января 2008 года)
    - Core 2 Duo T9300 — 2,50 ГГц (6 Мб L2, 800 МГц FSB) (7 января 2008 года)
    - Core 2 Duo T9500 — 2,60 ГГц (6 Мб L2, 800 МГц FSB) (7 января 2008 года)
    - Core 2 Duo T9550 — 2,66 ГГц (6 Мб L2, 1066 МГц FSB)
    - Core 2 Duo T9600 — 2,80 ГГц (6 Мб L2, 1066 МГц FSB)
    - Core 2 Duo T9800 — 2,93 ГГц (6 Мб L2, 1066 МГц FSB)
    - Core 2 Duo T9900 — 3,06 ГГц (6 Мб L2, 1066 МГц FSB)
    - Core 2 Extreme X7800 — 2,60 ГГц (4 Мб, 800 МГц FSB)
    - Core 2 Extreme X7900 — 2,80 ГГц (4 Мб, 800 МГц FSB) Merom Santa Rosa
    - Core 2 Extreme X9000 — 2,80 ГГц (6 Мб, 800 МГц FSB) (7 января 2008 года)
    - Core 2 Extreme X9100 — 3,06 ГГц (6 Мб, 1066 МГц FSB)
    - Core 2 Quad Q9000 — 2,00 ГГц (6 Мб, 1066 МГц FSB)
    - Core 2 Quad Q9100 — 2,26 ГГц (12 Мб, 1066 МГц FSB)
    - Core 2 Extreme QX9300 — 2,53 ГГц (12 Мб, 1066 МГц FSB)

### Pentium Dual Core
- Merom-2M — 65-нм технологический процесс
  - Мобильный микропроцессор
  - Представлен: 27 июля 2006 года
  - Реализованы технологии:
    - Те же технологии, что и у микропроцессора Conroe
    - Отсутствует технология Intel Virtualization Technology — аппаратная виртуализация, в отличие от микропроцессора Conroe

  - Разъём: Socket P (mFCPGA-478)
  - Варианты:
    - Intel Pentium T2310 — 1,46 ГГц (1 Мб L2, 533 МГц FSB)
    - Intel Pentium T2330 — 1,60 ГГц (1 Мб L2, 533 МГц FSB)
    - Intel Pentium T2370 — 1,73 ГГц (1 Мб L2, 533 МГц FSB)
    - Intel Pentium T2390 — 1,86 ГГц (1 Мб L2, 533 МГц FSB)
- Allendale — 65-нм технологический процесс
  - Микропроцессор для настольных систем
  - Представлен: 21 января, 2007
  - Поддержка инструкций SIMD: SSE3
  - Количество транзисторов: 105 миллионов
  - Реализованы технологии:
    - LaGrande Technology — аппаратная технология защиты информации
    - Execute Disable Bit
    - EIST (Enhanced Intel Speed Step Technology)
    - iAMT2 (Intel Active Management Technology) — удалённое управление компьютерами

  - LGA775
  - Варианты:
    - Intel Pentium E2140 — 1,60 ГГц (1 Мб L2, 800 МГц FSB)
    - Intel Pentium E2160 — 1,80 ГГц (1 Мб L2, 800 МГц FSB)
    - Intel Pentium E2180 — 2,00 ГГц (1 Мб L2, 800 МГц FSB)
    - Intel Pentium E2200 — 2,20 ГГц (1 Мб L2, 800 МГц FSB)
    - Intel Pentium E2220 — 2,40 ГГц (1 Мб L2, 800 МГц FSB)
- Wolfdale — 45-нм технологический процесс
  - Микропроцессор для настольных систем
  - Представлен: 31 августа 2008 года: Pentium Dual-Core E5200
  - Количество транзисторов: 228 миллионов
- Разъём: LGA 775
  - Варианты:
    - Intel Pentium E5200 — 2,50 ГГц (2 Мб L2, 800 МГц FSB) (65Вт)
    - Intel Pentium E5300 — 2,60 ГГц (2 Мб L2, 800 МГц FSB) (65Вт) (поддержка Intel Virtualization Technology)
    - Intel Pentium E5400 — 2,70 ГГц (2 Мб L2, 800 МГц FSB) (65Вт) (поддержка Intel Virtualization Technology)
    - Intel Pentium E5500 — 2,80 ГГц (2 Мб L2, 800 МГц FSB) (65Вт) (поддержка Intel Virtualization Technology)
    - Intel Pentium E5700 — 3,00 ГГц (2 Мб L2, 800 МГц FSB) (65Вт) (поддержка Intel Virtualization Technology)
    - Intel Pentium E5800 — 3,20 ГГц (2 Мб L2, 800 МГц FSB) (65Вт) (поддержка Intel Virtualization Technology)
- Wolfdale-2M — 45-нм технологический процесс
  - Микропроцессор для настольных систем
  - Основные отличия от серии Pentium Е5000
    - Поддержка технологии аппаратной виртуализации Intel Virtualization Technology
    - Частота системной шины (FSB): 1066 МГц

  - Варианты:
    - Intel Pentium E6300 — 2,80 ГГц (2 Мб L2, 1066 МГц FSB) (май 2009)
    - Intel Pentium E6500 — 2,93 ГГц (2 Мб L2, 1066 МГц FSB) (август 2009)
    - Intel Pentium E6600 — 3,06 ГГц (2 Мб L2, 1066 МГц FSB)
    - Intel Pentium E6700 — 3,20 ГГц (2 Мб L2, 1066 МГц FSB)
    - Intel Pentium E6800 — 3,33 ГГц (2 Мб L2, 1066 МГц FSB)

### Celeron Dual Core
- Conroe-L — 65-нм технологический процесс
  - Микропроцессор для настольных систем
  - Представлен: 20 января 2008: версия с 512 Кб L2 кэша
  - Поддержка инструкций SIMD: SSE3
  - Количество транзисторов: 167 миллионов
  - Реализованы технологии:
    - LaGrande Technology — аппаратная технология защиты информации
    - Execute Disable Bit
    - EIST (Enhanced Intel Speed Step Technology)
    - iAMT2 (Intel Active Management Technology) — удалённое управление компьютерами

  - Разъём: LGA 775
  - Варианты:
    - Intel Celeron E1200 — 1,60 ГГц (512 Кб L2, 800 МГц FSB)
    - Intel Celeron E1400 — 2,00 ГГц (512 Кб L2, 800 МГц FSB)
    - Intel Celeron E1500 — 2,20 ГГц (512 Кб L2, 800 МГц FSB)
    - Intel Celeron E1600 — 2,40 ГГц (512 Кб L2, 800 МГц FSB)
- Wolfdale — 45-нм технологический процесс
  - Микропроцессор для настольных систем
  - Представлен: в 3 квартале 2009 года
  - В целом процессор аналогичен процессорам Pentium Dual Core серии E5000
  - Основные особенности:
    - размер кэша L2: 1 Мб
    - поддержка технологии аппаратной виртуализации Intel Virtualization Technology

  - Варианты:
    - Intel Celeron E3200 — 2,40 ГГц (1 Мб L2, 800 МГц FSB)
    - Intel Celeron E3300 — 2,50 ГГц (1 Мб L2, 800 МГц FSB)
    - Intel Celeron E3400 — 2,60 ГГц (1 Мб L2, 800 МГц FSB)
    - Intel Celeron E3500 — 2,70 ГГц (1 Мб L2, 800 МГц FSB)

### Celeron (микроархитектура Core)
- Conroe-L — 65-нм технологический процесс
  - одноядерный процессор
  - Представлен: 27 июля 2006 года
  - Количество транзисторов: 105 миллионов
  - Поддержка инструкций SIMD: SSE3
  - Реализованы технологии:
    - Execute Disable Bit

  - Частота шины (FSB): 800 МГц
  - Размер кэша L2: 512 Кб
  - Разъём: LGA 775
  - Варианты:
    - Intel Celeron 220 — 1,20 ГГц (Socket 479, 533 МГц FSB, TDP 19 Вт) — микропроцессор для материнских плат Mini-ITX[5], также применяется в некоторых бюджетных ноутбуках[6].
    - Intel Celeron 420 — 1,60 ГГц
    - Intel Celeron 430 — 1,80 ГГц
    - Intel Celeron 440 — 2,00 ГГц
    - Intel Celeron 450 — 2,20 ГГц
- Conroe-CL — 65-нм технологический процесс
  - одноядерный микропроцессор для рабочих станций
  - Разъём: LGA 771
  - Варианты:
    - Intel Celeron 445 — 1,87 ГГц (512 Кб L2, 1066 МГц FSB)[7]

### Celeron M (микроархитектура Core)
- Merom-L — 65-нм технологический процесс
  - Размер кэша L1: 64 Кб
  - Размер кэша L2: 1 Мб
  - Поддержка инструкций SIMD: SSE3
  - Execute Disable Bit
  - Частота шины (FSB): 533 МГц
  - Нет поддержки EIST (Enhanced Intel Speed Step Technology), вследствие этого не может быть частью платформы Centrino
  - Варианты
    - Intel Celeron M 520 — 1,60 ГГц
    - Intel Celeron M ULV 523—933 МГц (модель с низким энергопотреблением)
    - Intel Celeron M 530 — 1,73 ГГц
    - Intel Celeron M 540 — 1,86 ГГц
    - Intel Celeron M 550 — 2,00 ГГц
    - Intel Celeron M 560 — 2,13 ГГц

## Intel Atom

### 32-битные процессоры: IA-32
- Silverthorne — 45-нм технологический процесс
  - Микропроцессор для ультрамобильных систем
  - Представлен: 2 апреля, 2008
  - Поддержка инструкций SIMD: SSE, SSE2, SSE3, SSSE3
  - В целях достижения повышенной экономичности принесена в жертву суперскалярная архитектура
  - Количество транзисторов: 47 миллионов
  - Архитектура: Intel Atom
  - Реализованы технологии:
    - EIST (Enhanced Intel Speed Step Technology) / Intel Burst Performance Technology в моделях Z515 и Z550
    - Deep Power Down Technology (C6)
    - Hyper-Threading (Atom Z515 и все модели с 533 МГц FSB)
    - Intel Virtualization Technology (начиная с моделей с 533 МГц FSB)
    - Execute Disable Bit

  - Разъём: PBGA 441
  - Варианты для MID/UMPC:
    - Intel Atom Z500 — 800 МГц (512 КБ L2, 400 МГц FSB, 0,65 Вт TDP)
    - Intel Atom Z510 — 1,10 ГГц (512 КБ L2, 400 МГц FSB, 2 Вт TDP)
    - Intel Atom Z515 — 1,20 ГГц (512 КБ L2, 400 МГц FSB, 1,4 Вт TDP)[8] — представлен 8 апреля 2009 года
    - Intel Atom Z520 — 1,33 ГГц (512 КБ L2, 533 МГц FSB, 2 Вт TDP)
    - Intel Atom Z530 — 1,60 ГГц (512 КБ L2, 533 МГц FSB, 2 Вт TDP)
    - Intel Atom Z540 — 1,86 ГГц (512 КБ L2, 533 МГц FSB, 2,4 Вт TDP)
    - Intel Atom Z550 — 2,0 ГГц (512 КБ L2, 533 МГц FSB, 2,4 Вт TDP)[9] — представлен 8 апреля 2009 года
    - Intel Atom Z560 — 2,13 ГГц (512 КБ L2, 533 МГц FSB, 2,5 Вт TDP)
- Diamondville — 45-нм технологический процесс
  - Микропроцессор для нетбуков
  - Представлен: 3 июня, 2008
  - Поддержка инструкций SIMD: SSE, SSE2, SSE3, SSSE3
  - В целях достижения повышенной экономичности принесена в жертву суперскалярная архитектура
  - Количество транзисторов: 47 миллионов
  - Архитектура: Intel Atom
  - Реализованы технологии:
    - Execute Disable Bit
    - Hyper-Threading
    - EIST (Enhanced Intel Speed Step Technology)

  - Разъём: PBGA437
  - Варианты:
    - Intel Atom N270 — 1,60 ГГц (512 КБ L2, 533 МГц FSB, 2,5 Вт TDP)
    - Intel Atom N280 — 1,66 ГГц (512 КБ L2, 667 МГц FSB, 2,5 Вт TDP)

### 64-битные процессоры: EM64T
- Diamondville — 45-нм технологический процесс
  - Микропроцессор для неттопов
  - Представлен: 3 июня, 2008
  - Отличается от 32-битных процессоров Intel Atom для нетбуков отсутствием EIST и поддержкой 64-битных инструкций EM64T.
  - Количество транзисторов: 47 миллионов (для одноядерных) / 94 миллиона (для двухъядерных)
  - Каждое ядро содержит 56 килобайт раздельного кеша первого уровня — 32 килобайта для команд и 24 килобайта для данных
  - Разъём: PBGA437
  - Варианты:
    - Intel Atom 230 — 1,60 ГГц (512 КБ L2, 533 МГц FSB, 4 Вт TDP)
    - Intel Atom 330 — 1,60 ГГц 2 ядра (2x512 КБ L2, 533 МГц FSB, 8 Вт TDP) (19 сентября 2008)
- Pineview — 45-нм технологический процесс
  - Микропроцессор для систем класса нетбук и неттоп
  - Представлен: 22 декабря, 2009
  - Поддержка инструкций SIMD: SSE, SSE2, SSE3, SSSE3
  - Интегрированное видеоядро Intel GMA 3150
  - Интегрированный одноканальный контроллер памяти DDR2—667/800 МГц
  - Для связи с контроллером ввода-вывода используется шина DMI
  - Количество транзисторов: 225 миллионов (для одноядерных) / 317 миллионов (для двухъядерных)
  - Архитектура: Intel Atom
  - Реализованы технологии:
    - Execute Disable Bit
    - Hyper-Threading

  - Варианты для неттопов:
    - Intel Atom D410 — 1,66 ГГц (512 КБ L2, 10 Вт TDP)
    - Intel Atom D425 — 1,8 ГГц (512 КБ L2, 10 Вт TDP)
    - Intel Atom D510 — 1,66 ГГц 2 ядра (2x512 КБ L2, 13 Вт TDP)
    - Intel Atom D525 — 1,8 ГГц 2 ядра (2x512 КБ L2, 13 Вт TDP)

  - Варианты для нетбуков (с поддержкой EIST):
    - Intel Atom N450 — 1,66 ГГц (512 КБ L2, 5,5 Вт TDP)
    - Intel Atom N470 — 1,83 ГГц (512 КБ L2, 6,5 Вт TDP)
    - Intel Atom N550 — 1,50 ГГц 2 ядра (1 МБ L2, 8,5 Вт TDP)
    - Intel Atom N570 — 1,66 ГГц 2 ядра (1 МБ L2, 8,5 Вт TDP)

## 64-битные процессоры: EM64T — микроархитектураNehalem(1-е поколение)

### Intel Celeron
- Arrandale — 32-нм технологический процесс
  - Микропроцессор для мобильных систем, позиционируется как семейство процессоров начального уровня цены и производительности
  - Представлен во втором квартале 2010 года
  - В один корпус с процессором интегрировано видеоядро, изготовленное по 45 нм технологическому процессу
  - Реализованы технологии:
    - Execute Disable Bit
    - Intel Virtualization Technology (VT-x)
    - EIST (Enhanced Intel Speed Step Technology)

  - Разъём: µPGA-988, BGA-1288
  - Варианты:
    - Intel Celeron P4500 — 1,87 ГГц, 2 ядра, (2х256 Кб L2, 2 Мб L3), видеоядро работает на частоте 500 МГц, 2* DDR3-1066, 35 Вт
    - Intel Celeron P4505 — 1,87 ГГц, 2 ядра, (2х256 Кб L2, 2 Мб L3), видеоядро работает на частоте 500 МГц, 2* DDR3-1066, 35 Вт
    - Intel Celeron U3400 — 1,07 ГГц, 2 ядра, (2х256 Кб L2, 2 Мб L3), видеоядро работает на частоте 166 МГц, 2* DDR3-800, 18 Вт
- Clarkdale — 32-нм технологический процесс
  - Микропроцессор для настольных систем, позиционируется как семейство процессоров начального уровня цены и производительности
  - Представлен 7 января 2010 года
  - В один корпус с процессором интегрировано видеоядро, изготовленное по 45 нм технологическому процессу
  - Реализованы технологии:
    - Execute Disable Bit
    - Intel Virtualization Technology (VT-x)
    - EIST (Enhanced Intel Speed Step Technology)

  - Разъём: LGA1156
  - Варианты:
    - Intel Celeron G1101 — 2,26 ГГц, 2 ядра, (2х256 Кб L2, 2 Мб L3), видеоядро работает на частоте 533 МГц, 2* DDR3-1066, 73 Вт
- Jasper Forest — 45-нм технологический процесс
  - Микропроцессор для настольных встраиваемых систем, позиционируется как семейство процессоров начального уровня цены и производительности
  - Анонс в первом квартале 2010 года
  - Реализованы технологии:
    - HT (Intel Hyperthreading Technology)
    - Execute Disable Bit
    - Intel Virtualization Technology (VT-x)
    - EIST (Enhanced Intel Speed Step Technology)

  - Разъём: LGA1366
  - Варианты:
    - Intel Celeron P1053 — 1,33 ГГц, 1 ядро (2 потока, 256 Кб L2, 2 Мб L3), 3* DDR3-800 (с поддержкой ECC), 30 Вт

### Intel Pentium
- Arrandale — 32-нм технологический процесс
  - Микропроцессор для мобильных систем, позиционируется как семейство процессоров начального уровня цены и производительности
  - представлен во втором квартале 2010 года
  - В один корпус с процессором интегрировано видеоядро, изготовленное по 45 нм технологическому процессу
  - Реализованы технологии:
    - Execute Disable Bit
    - Intel Virtualization Technology (VT-x)
    - EIST (Enhanced Intel Speed Step Technology)

  - Разъём: µPGA-988, BGA1288
  - Варианты:
    - Intel Pentium P6000 — 1,87 ГГц, 2 ядра, (2х256 Кб L2, 3 Мб L3), видеоядро работает на частоте 500 МГц, 2* DDR3-1066, 35 Вт
    - Intel Pentium U5400 — 1,07 ГГц, 2 ядра, (2х256 Кб L2, 3 Мб L3), видеоядро работает на частоте 166 МГц, 2* DDR3-800, 18 Вт
- Clarkdale — 32-нм технологический процесс
  - Микропроцессор для настольных систем, позиционируется как семейство процессоров младшего уровня цены и производительности
  - Представлен 4 января 2010 года
  - В один корпус с процессором интегрировано видеоядро, изготовленное по 45-нм технологическому процессу
  - Реализованы технологии:
    - Execute Disable Bit
    - EIST (Enhanced Intel Speed Step Technology)

  - Разъём: LGA1156
  - Варианты:
    - Intel Pentium G6950 — 2,80 ГГц, 2 ядра, (2х256 Кб L2, 3 Мб L3), видеоядро работает на частоте 533 МГц, 2* DDR3-1067, 73 Вт
    - Intel Pentium G6960 — 2,93 ГГц, 2 ядра, (2х256 Кб L2, 3 Мб L3), видеоядро работает на частоте 533 МГц, 2* DDR3-1067, 73 Вт

### Intel Core i3
- Clarkdale — 32-нм технологический процесс
  - Микропроцессор для настольных систем, позиционируется как семейство процессоров младшего уровня цены и производительности
  - Представлен 4 января 2010 года
  - В один корпус с процессором интегрировано видеоядро, изготовленное по 45 нм технологическому процессу
  - Реализованы технологии:
    - Hyper-Threading
    - Intel Virtualization Technology
    - Execute Disable Bit
    - EIST (Enhanced Intel Speed Step Technology)

  - Разъём: LGA 1156
  - Варианты:
    - Intel Core i3 530 — 2,93 ГГц, 2 ядра, (2х256 Кб L2, 4 Мб L3), видеоядро работает на частоте 733 МГц, 2* DDR3-1333, 73 Вт
    - Intel Core i3 540 — 3,06 ГГц, 2 ядра, (2х256 Кб L2, 4 Мб L3), видеоядро работает на частоте 733 МГц, 2* DDR3-1333, 73 Вт
    - Intel Core i3 550 — 3,20 ГГц, 2 ядра, (2х256 Кб L2, 4 Мб L3), видеоядро работает на частоте 733 МГц, 2* DDR3-1333, 73 Вт
    - Intel Core i3 560 — 3,33 ГГц, 2 ядра, (2х256 Кб L2, 4 Мб L3), видеоядро работает на частоте 733 МГц, 2* DDR3-1333, 73 Вт
- Arrandale — 32-нм технологический процесс
  - Микропроцессор для мобильных систем, позиционируется как семейство процессоров младшего уровня цены и производительности
  - Представлен 4 января 2010 года
  - В один корпус с процессором интегрировано видеоядро, изготовленное по 45 нм технологическому процессу
  - Реализованы технологии:
    - Hyper-Threading
    - Intel Virtualization Technology
    - Execute Disable Bit
    - EIST (Enhanced Intel Speed Step Technology)

  - Варианты:
    - Intel Core i3 380M — 2,53 ГГц, 2 ядра, (2х256 Кб L2, 3 Мб L3), видеоядро работает на частоте 667 МГц, 2* DDR3-1066, 35 Вт
    - Intel Core i3 370M — 2,40 ГГц, 2 ядра, (2х256 Кб L2, 3 Мб L3), видеоядро работает на частоте 667 МГц, 2* DDR3-1066, 35 Вт
    - Intel Core i3 350M — 2,26 ГГц, 2 ядра, (2х256 Кб L2, 3 Мб L3), видеоядро работает на частоте 667 МГц, 2* DDR3-1066, 35 Вт
    - Intel Core i3 330E — 2,13 ГГц, 2 ядра, (2х256 Кб L2, 3 Мб L3), видеоядро работает на частоте 667 МГц, 2* DDR3-1066, 35 Вт
    - Intel Core i3 330M — 2,13 ГГц, 2 ядра, (2х256 Кб L2, 3 Мб L3), видеоядро работает на частоте 667 МГц, 2* DDR3-1066, 35 Вт
    - Intel Core i3 380UM — 1,33 ГГц, 2 ядра, (2х256 Кб L2, 3 Мб L3), видеоядро работает на частоте 500 МГц, 2* DDR3-800, 18 Вт
    - Intel Core i3 330UM — 1,20 ГГц, 2 ядра, (2х256 Кб L2, 3 Мб L3), видеоядро работает на частоте 500 МГц, 2* DDR3-800, 18 Вт

### Intel Core i5
- Lynnfield — 45-нм технологический процесс
  - Микропроцессор для настольных систем, позиционируется как семейство процессоров среднего уровня цены и производительности
  - Представлен: 8 сентября 2009 года
  - Поддержка инструкций SIMD: SSE, SSE2, SSE3, SSSE3, SSE4.1, SSE4.2
  - Реализованы технологии:

    - Intel Virtualization Technology
    - Execute Disable Bit
    - EIST (Enhanced Intel Speed Step Technology)

  - Разъём: LGA 1156
  - Варианты:
    - Intel Core i5 760 — 2,80 ГГц (Turbo Boost до 3,33 ГГц), 4 ядра, (4х256 Кб L2, 8 Мб L3), 95 Вт
    - Intel Core i5 750S — 2,40 ГГц (Turbo Boost до 3,20 ГГц), 4 ядра, (4х256 Кб L2, 8 Мб L3), 82 Вт
    - Intel Core i5 750 — 2,66 ГГц (Turbo Boost до 3,20 ГГц), 4 ядра, (4х256 Кб L2, 8 Мб L3), 95 Вт
- Clarkdale — 32-нм технологический процесс
  - Микропроцессор для настольных систем, позиционируется как семейство процессоров среднего уровня цены и производительности
  - Представлен 4 января 2010 года
  - В один корпус с процессором интегрировано видеоядро, изготовленное по 45 нм технологическому процессу
  - Реализованы технологии:
    - Turbo Boost
    - Intel Virtualization Technology
    - Execute Disable Bit
    - EIST (Enhanced Intel Speed Step Technology)

  - Разъём: LGA 1156
  - Варианты:
    - Core i5 680 — 3,60 ГГц (Turbo Boost до 3,80 ГГц), 2 ядра, (2х256 Кб L2, 4 Мб L3), видеоядро — 733 МГц, 2* DDR3-1333, 73 Вт
    - Core i5 670 — 3,46 ГГц (Turbo Boost до 3,73 ГГц), 2 ядра, (2х256 Кб L2, 4 Мб L3), видеоядро — 733 МГц, 2* DDR3-1333, 73 Вт
    - Core i5 661 — 3,33 ГГц (Turbo Boost до 3,6 ГГц), 2 ядра, (2х256 Кб L2, 4 Мб L3), видеоядро — 900 МГц, 2* DDR3-1333, 87 Вт
    - Core i5 660 — 3,33 ГГц (Turbo Boost до 3,6 ГГц), 2 ядра, (2х256 Кб L2, 4 Мб L3), видеоядро — 733 МГц, 2* DDR3-1333, 73 Вт
    - Core i5 655k — 3,2 ГГц (Turbo Boost до 3,46 ГГц), 2 ядра, (2х256 Кб L2, 4 Мб L3), видеоядро — 733 МГц, 2* DDR3-1333, 73 Вт (разблокированный коэффициент умножения)
    - Core i5 650 — 3,2 ГГц (Turbo Boost до 3,46 ГГц), 2 ядра, (2х256 Кб L2, 4 Мб L3), видеоядро — 733 МГц, 2* DDR3-1333, 73 Вт
- Arrandale — 32-нм технологический процесс
  - Микропроцессор для мобильных систем, позиционируется как семейство процессоров среднего уровня цены и производительности
  - Представлен 4 января 2010 года
  - В один корпус с процессором интегрировано видеоядро, изготовленное по 45 нм технологическому процессу
  - Реализованы технологии:
    - Hyper-Threading
    - Turbo Boost
    - Intel Virtualization Technology
    - Execute Disable Bit
    - EIST (Enhanced Intel Speed Step Technology)

  - Варианты:
    - Core i5 580M — 2,67 ГГц (Turbo Boost до 3,33 ГГц), 2 ядра, (2х256 Кб L2, 3 Мб L3), видеоядро — 766 МГц, 2* DDR3-1066, 35 Вт
    - Core i5 560M — 2,67 ГГц (Turbo Boost до 3,20 ГГц), 2 ядра, (2х256 Кб L2, 3 Мб L3), видеоядро — 766 МГц, 2* DDR3-1066, 35 Вт
    - Core i5 540M — 2,53 ГГц (Turbo Boost до 3,06 ГГц), 2 ядра, (2х256 Кб L2, 3 Мб L3), видеоядро — 766 МГц, 2* DDR3-1066, 35 Вт
    - Core i5 520E — 2,40 ГГц (Turbo Boost до 2,93 ГГц), 2 ядра, (2х256 Кб L2, 3 Мб L3), видеоядро — 766 МГц, 2* DDR3-1066, 35 Вт
    - Core i5 520M — 2,40 ГГц (Turbo Boost до 2,93 ГГц), 2 ядра, (2х256 Кб L2, 3 Мб L3), видеоядро — 766 МГц, 2* DDR3-1066, 35 Вт
    - Core i5 460М — 2,53 ГГц (Turbo Boost до 2,80 ГГц), 2 ядра, (2х256 Кб L2, 3 Мб L3), видеоядро — 766 МГц, 2* DDR3-1066, 35 Вт
    - Core i5 450М — 2,40 ГГц (Turbo Boost до 2,66 ГГц), 2 ядра, (2х256 Кб L2, 3 Мб L3), видеоядро — 766 МГц, 2* DDR3-1066, 35 Вт
    - Core i5 430M — 2,26 ГГц (Turbo Boost до 2,53 ГГц), 2 ядра, (2х256 Кб L2, 3 Мб L3), видеоядро — 766 МГц, 2* DDR3-1066, 35 Вт
    - Core i5 560UM — 1,33 ГГц (Turbo Boost до 2,13 ГГц), 2 ядра, (2х256 Кб L2, 3 Мб L3), видеоядро — 500 МГц, 2* DDR3-800, 18 Вт
    - Core i5 540UM — 1,20 ГГц (Turbo Boost до 2,00 ГГц), 2 ядра, (2х256 Кб L2, 3 Мб L3), видеоядро — 500 МГц, 2* DDR3-800, 18 Вт
    - Core i5 520UM — 1,06 ГГц (Turbo Boost до 1,86 ГГц), 2 ядра, (2х256 Кб L2, 3 Мб L3), видеоядро — 500 МГц, 2* DDR3-800, 18 Вт
    - Core i5 470UM — 1,33 ГГц (Turbo Boost до 1,86 ГГц), 2 ядра, (2х256 Кб L2, 3 Мб L3), видеоядро — 500 МГц, 2* DDR3-800, 18 Вт
    - Core i5 430UM — 1,20 ГГц (Turbo Boost до 1,73 ГГц), 2 ядра, (2х256 Кб L2, 3 Мб L3), видеоядро — 500 МГц, 2* DDR3-800, 18 Вт

### Intel Core i7
- Gulftown — 32-нм технологический процесс
  - Микропроцессор для настольных систем
  - Дата выпуска: июль 2010 года
  - 6 процессорных ядер
  - 6×256 Кбайт L2-кэш,12 Мбайт L3
  - Поддержка инструкций SIMD: SSE3, SSSE3, SSE4.1, SSE4.2
  - Количество транзисторов: 1,17 млрд
  - Реализованы технологии:
    - Hyper-Threading
    - Turbo Boost
    - QPI
    - Intel Virtualization Technology
    - Execute Disable Bit
    - EIST (Enhanced Intel Speed Step Technology)

  - Разъём: LGA 1366
  - Варианты:
    - Core i7 970 — 3,20 ГГц (Turbo Boost — 3,46 ГГц), TDP 130 Вт

  - Выход на рынок — 3-й квартал 2010 г
- Bloomfield — 45-нм технологический процесс
  - Микропроцессор для настольных систем  со встроенным трёхканальным контроллером DDR3 памяти
  - Представлен: 16 ноября 2008 года
  - Поддержка инструкций SIMD: SSE3, SSSE3, SSE4.1, SSE4.2
  - Количество транзисторов: 731 млн
  - Реализованы технологии:
    - Hyper-Threading
    - QPI
    - Turbo Boost
    - Intel Virtualization Technology — поддержка нескольких операционных систем на одном компьютере
    - LaGrande Technology — аппаратная технология защиты информации
    - Execute Disable Bit
    - EIST (Enhanced Intel Speed Step Technology)
    - iAMT2 (Intel Active Management Technology) — удалённое управление компьютерами

  - Разъём: LGA 1366
  - Варианты:
    - Core i7 960 — 3,20 ГГц (4х256 Кб L2, 8 Мб L3) — с 4 квартала 2009 года
    - Core i7 950 — 3,06 ГГц (4х256 Кб L2, 8 Мб L3) — снимается с производства
    - Core i7 940 — 2,93 ГГц (4х256 Кб L2, 8 Мб L3) — снимается с производства
    - Core i7 930 — 2,80 ГГц (4х256 Кб L2, 8 Мб L3) — выход на рынок — 1 квартал 2010 года
    - Core i7 920 — 2,66 ГГц (4х256 Кб L2, 8 Мб L3)
- Lynnfield — 45-нм технологический процесс
  - Микропроцессор для настольных систем
  - Представлен: 8 сентября 2009 года
  - Поддержка инструкций SIMD: SSE3, SSSE3, SSE4.1, SSE4.2
  - Реализованы технологии:
    - Hyper-Threading
    - Turbo Boost
    - Intel Virtualization Technology
    - Execute Disable Bit
    - EIST (Enhanced Intel Speed Step Technology)

  - Разъём: LGA 1156
  - Варианты:
    - Core i7 880 — 3,07 ГГц (Turboboost до 3,73 ГГц) (4х256 Кб L2, 8 Мб L3), 95 Вт
    - Core i7 875K — 2,93 ГГц (Turboboost до 3,60 ГГц) (4х256 Кб L2, 8 Мб L3), 95 Вт (разблокированный коэффициент умножения)
    - Core i7 870S — 2,67 ГГц (Turboboost до 3,60 ГГц) (4х256 Кб L2, 8 Мб L3), 82 Вт
    - Core i7 870 — 2,93 ГГц (Turboboost до 3,60 ГГц) (4х256 Кб L2, 8 Мб L3), 95 Вт
    - Core i7 860S — 2,53 ГГц (Turboboost до 3,46 ГГц) (4х256 Кб L2, 8 Мб L3), 82 Вт
    - Core i7 860 — 2,80 ГГц (Turboboost до 3,46 ГГц) (4х256 Кб L2, 8 Мб L3), 95 Вт

  - Разъём: µPGA988
  - Варианты:
    - Core i7-940XM — 2,13 ГГц (Turboboost до 3,33 ГГц) (4х256 Кб L2, 8 Мб L3), TDP 55 Вт (разблокированный коэффициент умножения)
    - Core i7-920XM — 2,00 ГГц (Turboboost до 3,20 ГГц) (4х256 Кб L2, 8 Мб L3), TDP 55 Вт (разблокированный коэффициент умножения)
    - Core i7-840QM — 1,86 ГГц (Turboboost до 3,20 ГГц) (4х256 Кб L2, 8 Мб L3), TDP 45 Вт
    - Core i7-820QM — 1,73 ГГц (Turboboost до 3,06 ГГц) (4х256 Кб L2, 8 Мб L3), TDP 45 Вт
    - Core i7-740QM — 1,73 ГГц (Turboboost до 2,93 ГГц) (4х256 Кб L2, 6 Мб L3), TDP 45 Вт
    - Core i7-720QM — 1,60 ГГц (Turboboost до 2,80 ГГц) (4х256 Кб L2, 6 Мб L3), TDP 45 Вт
- Arrandale (32-нм технологический процесс):
  - Микропроцессор для мобильных систем
  - Представлен 4 января 2010 года
  - Поддержка инструкций SIMD: SSE3, SSSE3, SSE4.1, SSE4.2
  - В один корпус с процессором интегрировано видеоядро, изготовленное по 45-нм технологическому процессу
  - Реализованы технологии:
    - Hyper-Threading
    - Turbo Boost
    - Intel Virtualization Technology
    - Execute Disable Bit
    - EIST (Enhanced Intel Speed Step Technology)

  - Варианты:
    - Core i7 640M — 2,80 ГГц (Turboboost до 3,46 ГГц) (2х256 Кб L2, 4 Мб L3), видеоядро работает на частоте 766 МГц, TDP 35 Вт
    - Core i7 620M — 2,66 ГГц (Turboboost до 3,33 ГГц) (2х256 Кб L2, 4 Мб L3), видеоядро работает на частоте 766 МГц, TDP 35 Вт
    - Core i7 610E — 2,53 ГГц (Turboboost до 3,20 ГГц) (2х256 Кб L2, 4 Мб L3), видеоядро работает на частоте 766 МГц, TDP 35 Вт
    - Core i7 660LM — 2,26 ГГц (Turboboost до 3,06 ГГц) (2х256 Кб L2, 4 Мб L3), видеоядро работает на частоте 566 МГц, TDP 25 Вт
    - Core i7 640LM — 2,13 ГГц (Turboboost до 2,93 ГГц) (2х256 Кб L2, 4 Мб L3), видеоядро работает на частоте 566 МГц, TDP 25 Вт
    - Core i7 620LE — 2,00 ГГц (Turboboost до 2,80 ГГц) (2х256 Кб L2, 4 Мб L3), видеоядро работает на частоте 566 МГц, TDP 25 Вт
    - Core i7 620LM — 2,00 ГГц (Turboboost до 2,80 ГГц) (2х256 Кб L2, 4 Мб L3), видеоядро работает на частоте 566 МГц, TDP 25 Вт
    - Core i7 680UM — 1,46 ГГц (Turboboost до 2,53 ГГц) (2х256 Кб L2, 4 Мб L3), видеоядро работает на частоте 500 МГц, TDP 18 Вт
    - Core i7 660UE — 1,33 ГГц (Turboboost до 2,40 ГГц) (2х256 Кб L2, 4 Мб L3), видеоядро работает на частоте 500 МГц, TDP 18 Вт
    - Core i7 660UM — 1,33 ГГц (Turboboost до 2,40 ГГц) (2х256 Кб L2, 4 Мб L3), видеоядро работает на частоте 500 МГц, TDP 18 Вт
    - Core i7 640UM — 1,20 ГГц (Turboboost до 2,26 ГГц) (2х256 Кб L2, 4 Мб L3), видеоядро работает на частоте 500 МГц, TDP 18 Вт
    - Core i7 620UE — 1,06 ГГц (Turboboost до 2,13 ГГц) (2х256 Кб L2, 4 Мб L3), видеоядро работает на частоте 500 МГц, TDP 18 Вт
    - Core i7 620UM — 1,06 ГГц (Turboboost до 2,13 ГГц) (2х256 Кб L2, 4 Мб L3), видеоядро работает на частоте 500 МГц, TDP 18 Вт

### Intel Core i7Extreme Edition[10]
- Bloomfield — 45-нм технологический процесс
  - Микропроцессор для настольных систем  со встроенным трёхканальным контроллером DDR3 памяти
  - Представлен: 16 ноября 2008 года
  - Поддержка инструкций SIMD: SSE3, SSSE3, SSE4.1, SSE4.2
  - Количество транзисторов: 731 млн
  - Реализованы технологии:
    - QPI
    - Turbo Boost
    - Intel Virtualization Technology — поддержка нескольких операционных систем на одном компьютере
    - LaGrande Technology — аппаратная технология защиты информации
    - Execute Disable Bit
    - EIST (Enhanced Intel Speed Step Technology)
    - iAMT2 (Intel Active Management Technology) — удалённое управление компьютерами

  - Разъём: LGA 1366
  - Варианты:
    - Core i7 975 Extreme Edition — 3,33 ГГц (4х256 Кб L2, 8 Мб L3) — со 2 квартала 2009 года
    - Core i7 965 Extreme Edition — 3,2 ГГц (4х256 Кб L2, 8 Мб L3) — снимается с производства
- Gulftown — 32-нм технологический процесс
  - Микропроцессор для настольных систем
  - 6 процессорных ядер
  - 6×256 Кбайт L2-кэш,12 Мбайт L3
  - Поддержка инструкций SIMD: SSE3, SSSE3, SSE4.1, SSE4.2
  - Реализованы технологии:
    - Hyper-Threading
    - Turbo Boost
    - QPI
    - Intel Virtualization Technology
    - Execute Disable Bit
    - EIST (Enhanced Intel Speed Step Technology)

  - Сокет: LGA1366
  - Варианты:
    - Core i7 990X — 3,46 ГГц (Turbo Boost — 3,73 ГГц), TDP 130 Вт
    - Core i7 980X — 3,33 ГГц (Turbo Boost — 3,6 ГГц), TDP 130 Вт — снимается с производства[11][12]

  - Выход на рынок — 1-й квартал 2010 г

### Intel Xeon(UP/DP)
- Clarkdale — 32-нм технологический процесс
  - Микропроцессор серверов и рабочих станций со встроенным двухканальным контроллером DDR3-1066 памяти и поддержкой ECC
  - Реализованы технологии:
    - Hyper-Threading (Отсутствует в Xeon L3403)
    - Intel Turbo Boost (Отсутствует в Xeon L3403)
    - Intel Trusted Execution Technology
    - Enhanced Intel SpeedStep Technology
    - Intel Virtualization technology for directed I/O
    - Intel Virtualization Technology
    - Execute Disable Bit

  - Поддержка инструкций SIMD: SSE, SSE2, SSE3, SSSE3, SSE4, SSE4.1, SSE4.2
  - Тип шины: DMI
  - Размер кэша L1: по 32 KБ данных и 32 KБ инструкций на каждое ядро
  - Размер кэша L2: по 256 KБ данных на каждое ядро
  - TDP: 30 Вт
  - Разъём: LGA 1156
  - Варианты:
    - Intel Xeon L3403 — 2,0 ГГц, 2 ядра, кэш L3=4 МБ[13]
    - Intel Xeon L3406 — 2,26 ГГц, (Turbo Boost до 2,53 ГГц), 2 ядра, 4 потока, кэш L3=4 МБ, TDP 30 Вт
- Lynnfield (45-нм технологический процесс):
  - Варианты:
    - Intel Xeon L3426 — 1,86 ГГц (до 3,2 ГГц), 4 ядра, 8 потоков, кэш L3=8 МБ, TDP 45 Вт
    - Intel Xeon X3430 — 2,4 ГГц (до 2,8 ГГц), 4 ядра, 4 потока, кэш L3=8 МБ, TDP 95 Вт
    - Intel Xeon X3440 — 2,53 ГГц (до 2,93 ГГц), 4 ядра, 8 потоков, кэш L3=8 МБ, TDP 95 Вт
    - Intel Xeon X3450 — 2,66 ГГц (до 3,2 ГГц), 4 ядра, 8 потоков, кэш L3=8 МБ, TDP 95 Вт
    - Intel Xeon X3460 — 2,8 ГГц (до 3,46 ГГц), 4 ядра, 8 потоков, кэш L3=8 МБ, TDP 95 Вт
    - Intel Xeon X3470 — 2,93 ГГц (до 3,6 ГГц), 4 ядра, 8 потоков, кэш L3=8 МБ, TDP 95 Вт
    - Intel Xeon X3480 — 3,06 ГГц (до 3,73 ГГц), 4 ядра, 8 потоков, кэш L3=8 МБ, TDP 95 Вт
- Bloomfield (45-нм технологический процесс):
  - Микропроцессор для одно процессорных серверов и рабочих станций со встроенным трёхканальным контроллером DDR3 памяти и поддержкой ECC
  - Реализованы технологии:
    - Hyper-Threading (Отсутствует в Xeon W3503 и W3505)
    - Intel Turbo Boost (Отсутствует в Xeon W3503 и W3505)
    - Enhanced Intel SpeedStep Technology
    - Intel Virtualization Technology
    - Execute Disable Bit

  - Поддержка инструкций SIMD: SSE, SSE2, SSE3, SSSE3, SSE4, SSE4.1, SSE4.2
  - Тип шины: QPI
  - Размер кэша L1: по 32 КБ данных и 32 КБ инструкций на каждое ядро
  - Размер кэша L2: по 256 КБ данных на каждое ядро
  - TDP: 130 Вт
  - Разъём: LGA 1366
  - Варианты:
    - Intel Xeon W3503 — 2,4 ГГц, 2 ядра, (4 МБ L3)
    - Intel Xeon W3505 — 2,53 ГГц, 2 ядра, (4 МБ L3)
    - Intel Xeon W3520 — 2,66 ГГц, 4 ядра, (Turbo Boost до 2,93 ГГц), (8 МБ L3)
    - Intel Xeon W3530 — 2,8 ГГц, Turbo Boost до 3,06 ГГц, 4 ядра, 8 МБ L3, TDP = 130 Вт
    - Intel Xeon W3540 — 2,93 ГГц, 4 ядра, (Turbo Boost до 3,2 ГГц), (8 МБ L3)
    - Intel Xeon W3550 — 3,06 ГГц, 4 ядра, (Turbo Boost до 3,33 ГГц), (8 МБ L3)
    - Intel Xeon W3565 — 3,2 ГГц, 4 ядра, (Turbo Boost до 3,46 ГГц), (8 МБ L3)
    - Intel Xeon W3570 — 3,2 ГГц, 4 ядра, (Turbo Boost до 3,46 ГГц), (8 МБ L3)
    - Intel Xeon W3580 — 3,33 ГГц, 4 ядра, (Turbo Boost до 3,6 ГГц), (8 МБ L3)
- Gainestown — 45-нм технологический процесс, серия Intel Xeon 5500
  - Микропроцессор для двух и одно процессорных серверов и рабочих станций со встроенным трёхканальным контроллером DDR3 памяти и поддержкой ECC
  - Реализованы технологии:
    - Enhanced Intel SpeedStep Technology
    - Intel Virtualization Technology
    - Execute Disable Bit

  - Поддержка инструкций SIMD: SSE, SSE2, SSE3, SSSE3, SSE4, SSE4.1, SSE4.2
  - Тип шины: QPI
  - Разъём: LGA 1366
  - Варианты:
    - Intel Xeon E5502 — 2,0 ГГц, 2 ядра, 2 потока, кэш L3=4 МБ, TDP 80 Вт, DDR3-800
    - Intel Xeon E5503 — 2,0 ГГц, 2 ядра, 2 потока, кэш L3=4 МБ, TDP 80 Вт, DDR3-800
    - Intel Xeon L5508 — 2,0 ГГц, 2 ядра, 4 потока, кэш L3=8 МБ, TDP 38 Вт, DDR3-800/1066
    - Intel Xeon E5504 — 2,0 ГГц, 4 ядра, 4 потока, кэш L3=4 МБ, TDP 80 Вт, DDR3-800
    - Intel Xeon E5506 — 2,13 ГГц, 4 ядра, 4 потока, кэш L3=4 МБ, TDP 80 Вт, DDR3-800
    - Intel Xeon E5507 — 2,26 ГГц, 4 ядра, 4 потока, кэш L3=4 МБ, TDP 80 Вт, DDR3-800
    - Intel Xeon E5520 — 2,26 ГГц, 4 ядра, 8 потока, кэш L3=8 МБ, TDP 80 Вт, DDR3-800/1066
    - Intel Xeon E5530 — 2,4 ГГц, 4 ядра, 8 потока, кэш L3=8 МБ, TDP 80 Вт, DDR3-800/1066
    - Intel Xeon E5540 — 2,53 ГГц, 4 ядра, 8 потока, кэш L3=8 МБ, TDP 80 Вт, DDR3-800/1066
    - Intel Xeon X5550 — 2,66 ГГц, 4 ядра, 8 потока, кэш L3=8 МБ, TDP 95 Вт, DDR3-800/1066/1333
    - Intel Xeon X5560 — 2,8 ГГц, 4 ядра, 8 потока, кэш L3=8 МБ, TDP 95 Вт, DDR3-800/1066/1333
    - Intel Xeon X5570 — 2,93 ГГц, 4 ядра, 8 потока, кэш L3=8 МБ, TDP 95 Вт, DDR3-800/1066/1333
    - Intel Xeon W5580 — 3,2 ГГц, 4 ядра, 8 потока, кэш L3=8 МБ, TDP 130 Вт, DDR3-800/1066/1333
    - Intel Xeon W5590 −3,33 ГГц, 4 ядра, 8 потока, кэш L3=8 МБ, TDP 130 Вт, DDR3-800/1066/1333
    - Intel Xeon L5506 — 2,13 ГГц, 4 ядра, 4 потока, кэш L3=4 МБ, TDP 60 Вт, DDR3-800
    - Intel Xeon L5518 — 2,13 ГГц, 4 ядра, 8 потока, кэш L3=8 МБ, TDP 60 Вт, DDR3-800/1066
    - Intel Xeon L5520 — 2,26 ГГц, 4 ядра, 8 потока, кэш L3=8 МБ, TDP 60 Вт, DDR3-800/1066
    - Intel Xeon L5530 — 2,4 ГГц, 4 ядра, 8 потока, кэш L3=8 МБ, TDP 60 Вт, DDR3-800/1066
- Jasper Forest — 45 нм
  - Варианты:
    - Intel Xeon LC3528
    - Intel Xeon LC3518
    - Intel Xeon EC3539
- Gulftown — 32 нм
- Westmere — 32-нм технологический процесс, серия Intel Xeon 5600
  - Процессор для двухпроцессорных серверов и рабочих станций со встроенным трёхканальным контроллером DDR3 памяти, поддерживающим до 288 GB памяти
  - Представлены: 1-й квартал 2010 г. — 1-й квартал 2011 г.
  - Размер кэша L1: 64 КБ x 4; L2: 256 КБ x 4
  - Тип шины: QPI
  - Разъём: LGA 1366
  - 6-ядерные:
    - Intel Xeon X5690 — 3,46 ГГц (до 3,73 ГГц), 6 ядер, 12 потоков, кэш L3=12 МБ, TDP 130 Вт, DDR3-800/1066/1333
    - Intel Xeon X5680 — 3,33 ГГц (до 3,6 ГГц), 6 ядер, 12 потоков, кэш L3=12 МБ, TDP 130 Вт, DDR3-800/1066/1333
    - Intel Xeon X5675 — 3,06 ГГц (до 3,46 ГГц), 6 ядер, 12 потоков, кэш L3=12 МБ, TDP 95 Вт, DDR3-800/1066/1333
    - Intel Xeon X5670 — 2,93 ГГц (до 3,33 ГГц), 6 ядер, 12 потоков, кэш L3=12 МБ, TDP 95 Вт, DDR3-800/1066/1333
    - Intel Xeon X5660 — 2,8 ГГц (до 3,2 ГГц), 6 ядер, 12 потоков, кэш L3=12 МБ, TDP 95 Вт, DDR3-800/1066/1333
    - Intel Xeon X5650 — 2,66 ГГц (до 3,06 ГГц), 6 ядер, 12 потоков, кэш L3=12 МБ, TDP 95 Вт, DDR3-800/1066/1333
    - Intel Xeon E5649 — 2,53 ГГц (до 2,93 ГГц), 6 ядер, 12 потоков, кэш L3=12 МБ, TDP 80 Вт, DDR3-800/1066/1333
    - Intel Xeon E5645 — 2,4 ГГц (до 2,67 ГГц), 6 ядер, 12 потоков, кэш L3=12 МБ, TDP 80 Вт, DDR3-800/1066/1333
    - Intel Xeon L5640 — 2,26 ГГц (до 2,8 ГГц), 6 ядер, 12 потоков, кэш L3=12 МБ, TDP 60 Вт, DDR3-800/1066/1333
    - Intel Xeon L5638 — 2,0 ГГц (до 2,4 ГГц), 6 ядер, 12 потоков, кэш L3=12 МБ, TDP 60 Вт, DDR3-800/1066/1333

  - 4-ядерные:
    - Intel Xeon X5687 — 3,6 ГГц (до 3,86 ГГц), 4 ядра, 8 потоков, кэш L3=12 МБ, TDP 130 Вт, DDR3-800/1066/1333
    - Intel Xeon X5677 — 3,46 ГГц (до 3,73 ГГц), 4 ядра, 8 потоков, кэш L3=12 МБ, TDP 130 Вт, DDR3-800/1066/1333
    - Intel Xeon X5672 — 3,2 ГГц (до 3,6 ГГц), 4 ядра, 8 потоков, кэш L3=12 МБ, TDP 95 Вт, DDR3-800/1066/1333
    - Intel Xeon X5667 — 3,06 ГГц (до 3,46 ГГц), 4 ядра, 8 потоков, кэш L3=12 МБ, TDP 95 Вт, DDR3-800/1066/1333
    - Intel Xeon X5647 — 2,93 ГГц (до 3,2 ГГц), 4 ядра, 8 потоков, кэш L3=12 МБ, TDP 130 Вт, DDR3-800/1066
    - Intel Xeon E5640 — 2,66 ГГц (до 2,93 ГГц), 4 ядра, 8 потоков, кэш L3=12 МБ, TDP 80 Вт, DDR3-800/1066
    - Intel Xeon E5630 — 2,53 ГГц (до 2,8 ГГц), 4 ядра, 8 потоков, кэш L3=12 МБ, TDP 80 Вт, DDR3-800/1066
    - Intel Xeon E5620 — 2,40 ГГц (до 2,66 ГГц), 4 ядра, 8 потоков, кэш L3=12 МБ, TDP 80 Вт, DDR3-800/1066
    - Intel Xeon E5607 — 2,26 ГГц, 4 ядра, 4 потока, кэш L3=8 МБ, TDP 80 Вт, DDR3-800/1066
    - Intel Xeon E5606 — 2,13 ГГц, 4 ядра, 4 потока, кэш L3=8 МБ, TDP 80 Вт, DDR3-800/1066
    - Intel Xeon L5630 — 2,13 ГГц (до 2,4 ГГц), 4 ядра, 8 потоков, кэш L3=12 МБ, TDP 40 Вт, DDR3-800/1066
    - Intel Xeon L5618 — 1,87 ГГц (до 2,26 ГГц), 4 ядра, 8 потоков, кэш L3=12 МБ, TDP 40 Вт, DDR3-800/1066
    - Intel Xeon L5609 — 1,86 ГГц, 4 ядра, 4 потока, кэш L3=12 МБ, TDP 40 Вт, DDR3-800/1066
    - Intel Xeon E5603 — 1,6 ГГц, 4 ядра, 4 потока, кэш L3=4 МБ, TDP 80 Вт, DDR3-800/1066
- Westmere EX —32-нм технологический процесс
  - Микропроцессор для серверов и рабочих станций со встроенным четырёхканальным контроллером DDR3 800/1066/1333 ECC памяти поддерживающим до 1024 GB памяти для E7-28xx серии, 2048 GB для E7-48xx серии и 4096 GB для E7-88xx серии с максимальной скоростью до 1066 МГц
  - Представлены 5 апреля 2011
  - Реализованы технологии:
    - Enhanced Intel SpeedStep Technology
    - Intel Trusted Execution Technology
    - Execute Disable Bit
    - Intel Virtualization Technology
    - Hyper-Threading
    - Intel Turbo Boost (Отсутствует в Xeon E7-2803 и Xeon E7-4807)

  - Поддержка инструкций SIMD: SSE, SSE2, SSE3, SSSE3, SSE4, SSE4.1, SSE4.2, AES
  - Размер кэша L2: по 256 КБ данных на каждое ядро
  - Тип шины: QPI
  - Разъём: LGA 1567
  - Тип корпуса: Flip-Chip Land Grid Array 1567
  - Варианты:
    - Intel Xeon E7-2803 — 1,73 ГГц, 6 ядер, 12 потоков, 18 МБ L3, 2400 МГц 4.8 GT/s QPI, TDP 105 Вт
    - Intel Xeon E7-2820 — 2,00 ГГц (Turbo Boost до 2,26 ГГц), 8 ядер, 16 потоков, 18 МБ L3, 2933 МГц 5.86 GT/s QPI, TDP 105 Вт
    - Intel Xeon E7-2830 — 2,13 ГГц (Turbo Boost до 2,4 ГГц), 8 ядер, 16 потоков, 24 МБ L3, 3200 МГц 6.4 GT/s QPI, TDP 105 Вт
    - Intel Xeon E7-2850 — 2,00 ГГц (Turbo Boost до 2,4 ГГц), 10 ядер, 20 потоков, 24 МБ L3, 3200 МГц 6.4 GT/s QPI, TDP 130 Вт
    - Intel Xeon E7-2860 — 2,26 ГГц (Turbo Boost до 2,66 ГГц), 10 ядер, 20 потоков, 24 МБ L3, 3200 МГц 6.4 GT/s QPI, TDP 130 Вт
    - Intel Xeon E7-2870 — 2,4 ГГц (Turbo Boost до 2,8 ГГц), 10 ядер, 20 потоков, 30 МБ L3, 3200 МГц 6.4 GT/s QPI, TDP 130 Вт
    - Intel Xeon E7-4807 — 1,86 ГГц, 6 ядер, 12 потоков, 18 МБ L3, 2400 МГц 4.8 GT/s QPI, TDP 95 Вт
    - Intel Xeon E7-4820 — 2,00 ГГц (Turbo Boost до 2,26 ГГц), 8 ядер, 16 потоков, 18 МБ L3, 2933 МГц 5.86 GT/s QPI, TDP 105 Вт
    - Intel Xeon E7-4830 — 2,13 ГГц (Turbo Boost до 2,4 ГГц), 8 ядер, 16 потоков, 24 МБ L3, 3200 МГц 6.4 GT/s QPI, TDP 105 Вт
    - Intel Xeon E7-4850 — 2,00 ГГц (Turbo Boost до 2,4 ГГц), 10 ядер, 20 потоков, 24 МБ L3, 3200 МГц 6.4 GT/s QPI, TDP 130 Вт
    - Intel Xeon E7-4860 — 2,26 ГГц (Turbo Boost до 2,66 ГГц), 10 ядер, 20 потоков, 24 МБ L3, 3200 МГц 6.4 GT/s QPI, TDP 130 Вт
    - Intel Xeon E7-4870 — 2,4 ГГц (Turbo Boost до 2,8 ГГц), 10 ядер, 20 потоков, 30 МБ L3, 3200 МГц 6.4 GT/s QPI, TDP 130 Вт
    - Intel Xeon E7-8830 — 2,13 ГГц (Turbo Boost до 2,4 ГГц), 8 ядер, 16 потоков, 24 МБ L3, 3200 МГц 6.4 GT/s QPI, TDP 105 Вт
    - Intel Xeon E7-8837 — 2,66 ГГц (Turbo Boost до 2,8 ГГц), 8 ядер, 16 потоков, 24 МБ L3, 3200 МГц 6.4 GT/s QPI, TDP 130 Вт
    - Intel Xeon E7-8850 — 2,00 ГГц (Turbo Boost до 2,4 ГГц), 10 ядер, 20 потоков, 24 МБ L3, 3200 МГц 6.4 GT/s QPI, TDP 130 Вт
    - Intel Xeon E7-8860 — 2,26 ГГц (Turbo Boost до 2,66 ГГц), 10 ядер, 20 потоков, 24 МБ L3, 3200 МГц 6.4 GT/s QPI, TDP 130 Вт
    - Intel Xeon E7-8867L — 2,13 ГГц (Turbo Boost до 2,53 ГГц), 10 ядер, 20 потоков, 30 МБ L3, 3200 МГц 6.4 GT/s QPI, TDP 105 Вт
    - Intel Xeon E7-8870 — 2,4 ГГц (Turbo Boost до 2,8 ГГц), 10 ядер, 20 потоков, 30 МБ L3, 3200 МГц 6.4 GT/s QPI, TDP 130 Вт

### Intel XeonMP
- Beckton — 45 нм
  - Варианты:
    - Intel Xeon X7560 — 2,26 ГГц (Turbo Boost до 2,66 ГГц), 8 ядер, 16 потоков, 24 МБ L3, 3200 МГц 6.4 GT/s QPI, TDP 130 Вт
    - Intel Xeon X7550 — 2 ГГц (Turbo Boost до 2,4 ГГц), 8 ядер, 16 потоков, 18 МБ L3, 3200 МГц 6.4 GT/s QPI, TDP 130 Вт
    - Intel Xeon X7542 — 2,6 ГГц (Turbo Boost до 2,8 ГГц), 6 ядер, 6 потоков, 18 МБ L3, 2933 МГц 5.86 GT/s QPI, TDP 130 Вт
    - Intel Xeon L7555 — 2,87 ГГц (Turbo Boost до 2,53 ГГц), 8 ядер, 16 потоков, 24 МБ L3, 2933 МГц 5.86 GT/s QPI, TDP 95 Вт
    - Intel Xeon L7545 — 1,87 ГГц (Turbo Boost до 2,53 ГГц), 6 ядер, 12 потоков, 18 МБ L3, 2933 МГц 5.86 GT/s QPI, TDP 95 Вт
    - Intel Xeon E7540 — 2 ГГц (Turbo Boost до 2,27 ГГц), 6 ядер, 12 потоков, 18 МБ L3, 3200 МГц 6.4 GT/s QPI, TDP 105 Вт
    - Intel Xeon E7530 — 1,87 ГГц (Turbo Boost до 2,13 ГГц), 6 ядер, 12 потоков, 12 МБ L3, 2933 МГц 5.86 GT/s QPI, TDP 105 Вт
    - Intel Xeon E7520 — 1,87 ГГц, 4 ядер, 8 потоков, 18 МБ L3, 2400 МГц 4.8 GT/s QPI, TDP 95 Вт

## 64-битные процессоры: EM64T — микроархитектураSandy Bridge(2-е поколение)

### Intel Celeron
- Sandy Bridge — 32-нм технологический процесс
  - Микропроцессор для настольных систем, позиционируется как семейство процессоров начального уровня цены и производительности.
  - В чип процессора интегрировано графическое ядро Intel HD Graphics с 6 исполнительными устройствами GPU, контроллер памяти поддерживающий до 32 ГБ DDR3-1066 в двухканальном режиме и контроллер PCI Express 2.0
  - Первые процессоры были выпущены в 3 квартале 2011 г.
  - Реализованы технологии:
    - Intel Virtualization Technology
    - Hyper-Threading (только в Intel Celeron G460)
    - Execute Disable Bit
    - Enhanced Intel SpeedStep Technology

  - Тип шины: DMI 2.0
  - Поддержка инструкций SIMD: SSE, SSE2, SSE3, SSSE3, SSE4, SSE4.1, SSE4.2
  - Размер кэша L1: по 32 КБ данных и 32 КБ инструкций на каждое ядро
  - Размер кэша L2: по 256 КБ данных на каждое ядро
  - Разъём: LGA 1155
  - Варианты:
    - Intel Celeron G440 — 1,60 ГГц, 1 ядро, 1 поток, 1 Мбайт L3, графическое ядро — 650 МГц (Турбо до 1000 МГц), TDP 35Вт
    - Intel Celeron G460 — 1,80 ГГц, 1 ядро, 2 потока, 1,5 Мбайт L3, графическое ядро — 650 МГц (Турбо до 1000 МГц), TDP 35Вт
    - Intel Celeron G465 — 1,90 ГГц, 1 ядро, 2 потока, 1,5 Мбайт L3, графическое ядро — 650 МГц (Турбо до 1000 МГц), TDP 35Вт
    - Intel Celeron G530 — 2,40 ГГц, 2 ядра, 2 потока, 2 Мбайт L3, графическое ядро — 850 МГц (Турбо до 1000 МГц), TDP 65Вт
    - Intel Celeron G530T — 2,00 ГГц, 2 ядра, 2 потока, 2 Мбайт L3, графическое ядро — 650 МГц (Турбо до 1000 МГц), TDP 35Вт
    - Intel Celeron G540 — 2,50 ГГц, 2 ядра, 2 потока, 2 Мбайт L3, графическое ядро — 850 МГц (Турбо до 1000 МГц), TDP 65Вт
    - Intel Celeron G540T — 2,10 ГГц, 2 ядра, 2 потока, 2 Мбайт L3, графическое ядро — 650 МГц (Турбо до 1000 МГц), TDP 35Вт
    - Intel Celeron G550 — 2,60 ГГц, 2 ядра, 2 потока, 2 Мбайт L3, графическое ядро — 850 МГц (Турбо до 1000 МГц), TDP 65Вт
    - Intel Celeron G550T — 2,20 ГГц, 2 ядра, 2 потока, 2 Мбайт L3, графическое ядро — 650 МГц (Турбо до 1000 МГц), TDP 35Вт
    - Intel Celeron G555 — 2,70 ГГц, 2 ядра, 2 потока, 2 Мбайт L3, графическое ядро — 850 МГц (Турбо до 1000 МГц), TDP 65Вт

### Intel Pentium
- Sandy Bridge — 32-нм технологический процесс
  - Микропроцессор для настольных систем, позиционируется как семейство процессоров младшего уровня цены и производительности
  - В чип процессора интегрировано графическое ядро Intel HD Graphics с 6 исполнительными устройствами GPU, контроллер памяти поддерживающий до 32 ГБ DDR3-1066 для G6XX серии и DDR3-1066/1333 для G8XX серии в двухканальном режиме и контроллер PCI Express 2.0
  - Представлены в мае 2011 года
  - Реализованы технологии:
    - Intel Virtualization Technology
    - Execute Disable Bit
    - Enhanced Intel SpeedStep Technology

  - Тип шины: DMI 2.0
  - Поддержка инструкций SIMD: SSE, SSE2, SSE3, SSSE3, SSE4, SSE4.1, SSE4.2
  - Размер кэша L1: по 32 КБ данных и 32 KБ инструкций на каждое ядро
  - Размер кэша L2: по 256 КБ данных на каждое ядро
  - Размер кэша L3: 3 МБ
  - Количество транзисторов: 624 миллиона
  - Разъём: LGA 1155
  - Варианты:
    - Intel Pentium G620 — 2,60 ГГц, 2 ядра, графическое ядро работает на частоте 850 МГц (Турбо до 1100 МГц), TDP 65Вт
    - Intel Pentium G620T — 2,20 ГГц, 2 ядра, графическое ядро работает на частоте 650 МГц (Турбо до 1100 МГц), TDP 35Вт
    - Intel Pentium G622 — 2,60 ГГц, 2 ядра, графическое ядро работает на частоте 850 МГц (Турбо до 1100 МГц), TDP 65Вт[14]
    - Intel Pentium G630 — 2,70 ГГц, 2 ядра, графическое ядро работает на частоте 850 МГц (Турбо до 1100 МГц), TDP 65Вт
    - Intel Pentium G630T — 2,30 ГГц, 2 ядра, графическое ядро работает на частоте 650 МГц (Турбо до 1100 МГц), TDP 35Вт
    - Intel Pentium G632 — 2,70 ГГц, 2 ядра, графическое ядро работает на частоте 850 МГц (Турбо до 1100 МГц), TDP 65Вт[15]
    - Intel Pentium G840 — 2,80 ГГц, 2 ядра, графическое ядро работает на частоте 850 МГц (Турбо до 1100 МГц), TDP 65Вт
    - Intel Pentium G850 — 2,90 ГГц, 2 ядра, графическое ядро работает на частоте 850 МГц (Турбо до 1100 МГц), TDP 65Вт
    - Intel Pentium G860 — 3,00 ГГц, 2 ядра, графическое ядро работает на частоте 850 МГц (Турбо до 1100 МГц), TDP 65Вт

### Intel Core i3
- ядро Sandy Bridge (32-нм технологический процесс) — микропроцессор для настольных систем, позиционируется как семейство процессоров младшего уровня цены и производительности:
  - Разъём: LGA 1155
  - Варианты:
    - Intel Core i3 2100 — 3,1 ГГц, 2 ядра, 4 потока, кэш L3=3 МБ, TDP 65 Вт, Intel HD Graphics 2000 (850 MHz)
    - Intel Core i3 2100T — 2,5 ГГц, 2 ядра, 4 потока, кэш L3=3 МБ, TDP 35 Вт, Intel HD Graphics 2000 (650 MHz)
    - Intel Core i3 2102 — 3,1 ГГц, 2 ядра, 4 потока, кэш L3=3 МБ, TDP 65 Вт, Intel HD Graphics 2000 (850 MHz)
    - Intel Core i3 2105 — 3,1 ГГц, 2 ядра, 4 потока, кэш L3=3 МБ, TDP 65 Вт, Intel HD Graphics 3000 (850 MHz)
    - Intel Core i3 2120 — 3,3 ГГц, 2 ядра, 4 потока, кэш L3=3 МБ, TDP 65 Вт, Intel HD Graphics 2000 (850 MHz)
    - Intel Core i3 2120T — 2,6 ГГц, 2 ядра, 4 потока, кэш L3=3 МБ, TDP 35 Вт, Intel HD Graphics 2000 (650 MHz)
    - Intel Core i3 2125 — 3,3 ГГц, 2 ядра, 4 потока, кэш L3=3 МБ, TDP 65 Вт, Intel HD Graphics 3000 (850 MHz)
    - Intel Core i3 2130 — 3,4 ГГц, 2 ядра, 4 потока, кэш L3=3 МБ, TDP 65 Вт, Intel HD Graphics 2000 (850 MHz)

### Intel Core i5
- Sandy Bridge — 32-нм технологический процесс
  - Микропроцессор для настольных систем, позиционируется как семейство процессоров среднего уровня цены и производительности
  - В чип процессора интегрировано графическое ядро Intel HD Graphics, контроллер памяти поддерживающий до 32 ГБ DDR3-1066/1333 в двухканальном режиме и контроллер PCI Express 2.0
  - Тип шины: DMI 2.0
  - Поддержка инструкций SIMD: SSE, SSE2, SSE3, SSSE3, SSE4, SSE4.1, SSE4.2, AES
  - Размер кэша L1: по 32 КБ данных и 32 КБ инструкций на каждое ядро
  - Размер кэша L2: по 256 КБ данных на каждое ядро
  - Количество транзисторов: 995 миллионов
  - Разъём: LGA 1155
  - Варианты:
    - Intel Core i5 2300 — 2,8 ГГц (до 3,1 ГГц), 4 ядра, 4 потока, кэш L3=6 МБ, TDP 95 Вт, Intel HD Graphics P2000 (850 MHz)
    - Intel Core i5 2310 — 2,9 ГГц (до 3,2 ГГц), 4 ядра, 4 потока, кэш L3=6 МБ, TDP 95 Вт, Intel HD Graphics P2000 (850 MHz)
    - Intel Core i5 2320 — 3,0 ГГц (до 3,3 ГГц), 4 ядра, 4 потока, кэш L3=6 МБ, TDP 95 Вт, Intel HD Graphics P2000 (850 MHz)
    - Intel Core i5 2380P — 3,1 ГГц (до 3,4 ГГц), 4 ядра, 4 потока, кэш L3=6 МБ, TDP 95 Вт
    - Intel Core i5 2390T — 2,7 ГГц (до 3,5 ГГц), 2 ядра, 4 потока, кэш L3=3 МБ, TDP 35 Вт, Intel HD Graphics P2000 (650 MHz)
    - Intel Core i5 2400 — 3,1 ГГц (до 3,4 ГГц), 4 ядра, 4 потока, кэш L3=6 МБ, TDP 95 Вт, Intel HD Graphics P2000 (850 MHz)
    - Intel Core i5 2400S — 2,5 ГГц (до 3,3 ГГц), 4 ядра, 4 потока, кэш L3=6 МБ, TDP 65 Вт, Intel HD Graphics P2000 (850 MHz)
    - Intel Core i5 2405S — 2,5 ГГц (до 3,3 ГГц), 4 ядра, 4 потока, кэш L3=6 МБ, TDP 65 Вт, Intel HD Graphics P3000 (850 MHz)
    - Intel Core i5 2450P — 3,2 ГГц (до 3,5 ГГц), 4 ядра, 4 потока, кэш L3=6 МБ, TDP 95 Вт
    - Intel Core i5 2500 — 3,3 ГГц (до 3,7 ГГц), 4 ядра, 4 потока, кэш L3=6 МБ, TDP 95 Вт, Intel HD Graphics P2000 (850 MHz)
    - Intel Core i5 2500K — 3,3 ГГц (до 3,7 ГГц), 4 ядра, 4 потока, кэш L3=6 МБ, TDP 95 Вт, Intel HD Graphics 3000 (850 MHz)
    - Intel Core i5 2500S — 2,7 ГГц (до 3,7 ГГц), 4 ядра, 4 потока, кэш L3=6 МБ, TDP 65 Вт, Intel HD Graphics P2000 (850 MHz)
    - Intel Core i5 2500T — 2,3 ГГц (до 3,3 ГГц), 4 ядра, 4 потока, кэш L3=6 МБ, TDP 45 Вт, Intel HD Graphics P2000 (650 MHz)
    - Intel Core i5 2550K — 3,4 ГГц (до 3,8 ГГц), 4 ядра, 4 потока, кэш L3=6 МБ, TDP 95 Вт

### Intel Core i7
- Sandy Bridge (32-нм технологический процесс):
  - Разъём: LGA 1155, Количество каналов памяти — 2
  - Варианты:
    - Intel Core i7 2600 — 3,4 ГГц (до 3,8 ГГц), 4 ядра, 8 потоков, кэш L3=8 МБ, TDP 95 Вт, Intel HD Graphics P2000
    - Intel Core i7 2600K — 3,4 ГГц (до 3,8 ГГц), 4 ядра, 8 потоков, кэш L3=8 МБ, TDP 95 Вт
    - Intel Core i7 2600S — 2,8 ГГц (до 3,8 ГГц), 4 ядра, 8 потоков, кэш L3=8 МБ, TDP 65 Вт, Intel HD Graphics P2000
    - Intel Core i7 2700K — 3,5 ГГц (до 3,9 ГГц), 4 ядра, 8 потоков, кэш L3=8 МБ, TDP 95 Вт
- Sandy Bridge-E — 32-нм технологический процесс
  - Разъём: LGA 2011 (FCLGA 2011), Количество каналов памяти — 4
  - Варианты:
    - Intel Core i7 3820 — 3,6 ГГц (до 3,8 ГГц), 4 ядра, 8 потоков, кэш L3=10 МБ, TDP 130 Вт
    - Intel Core i7 3930K — 3,2 ГГц (до 3,8 ГГц), 6 ядер, 12 потоков, кэш L3=12 МБ, TDP 130 Вт

### Intel Core i7Extreme Edition
- Sandy Bridge-E (32-нм технологический процесс):
  - Разъём: LGA 2011
  - Варианты:
    - Intel Core i7-3960X Extreme Edition — 3,3 ГГц (до 3,9 ГГц), 6 ядер, 12 потоков, кэш L3=15 МБ, TDP 130 Вт
    - Intel Core i7-3970X Extreme Edition — 3,5 ГГц (до 4,0 ГГц), 6 ядер, 12 потоков, кэш L3=15 МБ, TDP 150 Вт

### Intel Xeon E3
- Sandy Bridge (32-нм технологический процесс):
  - Разъём: LGA 1155
  - Варианты:
    - Intel Xeon E3-1290 — 3,6 ГГц (до 4,0 ГГц), 4 ядра, 8 потоков, кэш L2=1 МБ, кэш L3=8 МБ, TDP 95 Вт
    - Intel Xeon E3-1280 — 3,5 ГГц (до 3,9 ГГц), 4 ядра, 8 потоков, кэш L2=1 МБ, кэш L3=8 МБ, TDP 95 Вт
    - Intel Xeon E3-1275 — 3,4 ГГц (до 3,8 ГГц), 4 ядра, 8 потоков, кэш L2=1 МБ, кэш L3=8 МБ, TDP 95 Вт, Intel HD Graphics P3000
    - Intel Xeon E3-1270 — 3,4 ГГц (до 3,8 ГГц), 4 ядра, 8 потоков, кэш L2=1 МБ, кэш L3=8 МБ, TDP 80 Вт
    - Intel Xeon E3-1260L — 2,4 ГГц (до 3,3 ГГц), 4 ядра, 8 потоков, кэш L2=1 МБ, кэш L3=8 МБ, TDP 45 Вт, Intel HD Graphics P2000
    - Intel Xeon E3-1245 — 3,3 ГГц (до 3,7 ГГц), 4 ядра, 8 потоков, кэш L2=1 МБ, кэш L3=8 МБ, TDP 95 Вт, Intel HD Graphics P3000
    - Intel Xeon E3-1240 — 3,3 ГГц (до 3,7 ГГц), 4 ядра, 8 потоков, кэш L2=1 МБ, кэш L3=8 МБ, TDP 80 Вт
    - Intel Xeon E3-1235 — 3,2 ГГц (до 3,6 ГГц), 4 ядра, 8 потоков, кэш L2=1 МБ, кэш L3=8 МБ, TDP 95 Вт, Intel HD Graphics P3000
    - Intel Xeon E3-1230 — 3,2 ГГц (до 3,6 ГГц), 4 ядра, 8 потоков, кэш L2=1 МБ, кэш L3=8 МБ, TDP 80 Вт
    - Intel Xeon E3-1225 — 3,1 ГГц (до 3,4 ГГц), 4 ядра, 4 потока, кэш L2=1 МБ, кэш L3=6 МБ, TDP 95 Вт, Intel HD Graphics P3000
    - Intel Xeon E3-1220L — 2,2 ГГц (до 3,4 ГГц), 2 ядра, 4 потока, кэш L2=512 КБ, кэш L3=3 МБ, TDP 20 Вт
    - Intel Xeon E3-1220 — 3,1 ГГц (до 3,4 ГГц), 4 ядра, 4 потока, кэш L2=1 МБ, кэш L3=8 МБ, TDP 80 Вт

## 64-битные процессоры: EM64T — микроархитектураIvy Bridge(3-е поколение)

### Intel Core i3
- ядро Ivy Bridge — 22-нм технологический процесс, количество каналов памяти — 2

| Модель              | Тех. процесс | Ядра/потоки | Тактовая частота, ГГц | Частота FSB | Кеш-память     | Сокет   | TDP  | Встроенная графика      |
| ------------------- | ------------ | ----------- | --------------------- | ----------- | -------------- | ------- | ---- | ----------------------- |
| Intel Core i3-3210  | 22 nm        | 2/4         | 3.20                  | 5 GT/s      | 3M Smart Cache | LGA1155 | 55 W | Intel HD Graphics 2500  |
| Intel Core i3-3220  | 22 nm        | 2/4         | 3.30                  | 5 GT/s      | 3M Smart Cache | LGA1155 | 55 W | Intel HD Graphics 2500  |
| Intel Core i3-3220T | 22 nm        | 2/4         | 2.80                  | 5 GT/s      | 3M Smart Cache | LGA1155 | 35 W | Intel HD Graphics 2500  |
| Intel Core i3-3225  | 22 nm        | 2/4         | 3.30                  | 5 GT/s      | 3M Smart Cache | LGA1155 | 55 W | Intel® HD Graphics 4000 |
| Intel Core i3-3240  | 22 nm        | 2/4         | 3.40                  | 5 GT/s      | 3M Smart Cache | LGA1155 | 55 W | Intel HD Graphics 2500  |
| Intel Core i3-3240T | 22 nm        | 2/4         | 2.90                  | 5 GT/s      | 3M Smart Cache | LGA1155 | 35 W | Intel HD Graphics 2500  |
| Intel Core i3-3245  | 22 nm        | 2/4         | 3.40                  | 5 GT/s      | 3M Smart Cache | LGA1155 | 55 W | Intel® HD Graphics 4000 |
| Intel Core i3-3250  | 22 nm        | 2/4         | 3.50                  | 5 GT/s      | 3M Smart Cache | LGA1155 | 55 W | Intel HD Graphics 2500  |
| Intel Core i3-3250T | 22 nm        | 2/4         | 3.00                  | 5 GT/s      | 3M Smart Cache | LGA1155 | 35 W | Intel HD Graphics 2500  |

| Модель              | Тех. процесс | Ядра/потоки | Тактовая частота, ГГц | Частота FSB | Кеш-память     | Сокет           | TDP  | Встроенная графика      |
| ------------------- | ------------ | ----------- | --------------------- | ----------- | -------------- | --------------- | ---- | ----------------------- |
| Intel Core i3-3110M | 22 nm        | 2/4         | 2.40                  | 5 GT/s      | 3M Smart Cache | BGA1023, PGA988 | 35 W | Intel® HD Graphics 4000 |
| Intel Core i3-3120M | 22 nm        | 2/4         | 2.50                  | 5 GT/s      | 3M Smart Cache | PGA988          | 35 W | Intel® HD Graphics 4000 |
| Intel Core i3-3130M | 22 nm        | 2/4         | 2.60                  | 5 GT/s      | 3M Smart Cache | BGA1023, PGA988 | 35 W | Intel® HD Graphics 4000 |
| Intel Core i3-3217U | 22 nm        | 2/4         | 1.80                  | 5 GT/s      | 3M Smart Cache | BGA1023         | 17 W | Intel® HD Graphics 4000 |
| Intel Core i3-3227U | 22 nm        | 2/4         | 1.90                  | 5 GT/s      | 3M Smart Cache | BGA1023         | 17 W | Intel® HD Graphics 4000 |
| Intel Core i3-3229Y | 22 nm        | 2/4         | 1.40                  | 5 GT/s      | 3M Smart Cache | BGA1023         | 13 W | Intel® HD Graphics 4000 |

### Intel Core i5
- ядро Ivy Bridge (22-нм технологический процесс):, количество каналов памяти — 2
  - Разъём: LGA 1155
    - Intel Core i5 3330 — 3,0 ГГц (до 3,2 ГГц), 4 ядра, 4 потока, кэш L3=6 МБ, TDP 77 Вт, Intel HD Graphics 2500
    - Intel Core i5 3330S — 2,7 ГГц (до 3,2 ГГц), 4 ядра, 4 потока, кэш L3=6 МБ, TDP 65 Вт, Intel HD Graphics 2500
    - Intel Core i5 3340 — 3,1 ГГц (до 3,3 ГГц), 4 ядра, 4 потока, кэш L3=6 МБ, TDP 77 Вт, Intel HD Graphics 2500
    - Intel Core i5 3340S — 2,8 ГГц (до 3,3 ГГц), 4 ядра, 4 потока, кэш L3=6 МБ, TDP 65 Вт, Intel HD Graphics 2500
    - Intel Core i5 3350P — 3,1 ГГц (до 3,3 ГГц), 4 ядра, 4 потока, кэш L3=6 МБ, TDP 69 Вт
    - Intel Core i5 3450 — 3,1 ГГц (до 3,5 ГГц), 4 ядра, 4 потока, кэш L3=6 МБ, TDP 77 Вт, Intel HD Graphics 2500
    - Intel Core i5 3450S — 2,8 ГГц (до 3,5 ГГц), 4 ядра, 4 потока, кэш L3=6 МБ, TDP 65 Вт, Intel HD Graphics 2500
    - Intel Core i5 3470 — 3,2 ГГц (до 3,6 ГГц), 4 ядра, 4 потока, кэш L3=6 МБ, TDP 77 Вт, Intel HD Graphics 2500
    - Intel Core i5 3470S — 2,9 ГГц (до 3,6 ГГц), 4 ядра, 4 потока, кэш L3=6 МБ, TDP 65 Вт, Intel HD Graphics 2500
    - Intel Core i5 3470T — 2,9 ГГц (до 3,6 ГГц), 2 ядра, 4 потока, кэш L3=3 МБ, TDP 35 Вт, Intel HD Graphics 2500
    - Intel Core i5 3475S — 2,9 ГГц (до 3,6 ГГц), 4 ядра, 4 потока, кэш L3=6 МБ, TDP 65 Вт, Intel HD Graphics 4000
    - Intel Core i5 3550 — 3,3 ГГц (до 3,7 ГГц), 4 ядра, 4 потока, кэш L3=6 МБ, TDP 77 Вт, Intel HD Graphics 2500
    - Intel Core i5 3550S — 3,0 ГГц (до 3,7 ГГц), 4 ядра, 4 потока, кэш L3=6 МБ, TDP 65 Вт, Intel HD Graphics 2500
    - Intel Core i5 3570 — 3,4 ГГц (до 3,8 ГГц), 4 ядра, 4 потока, кэш L3=6 МБ, TDP 77 Вт, Intel HD Graphics 2500
    - Intel Core i5 3570K — 3,4 ГГц (до 3,8 ГГц), 4 ядра, 4 потока, кэш L3=6 МБ, TDP 77 Вт, Intel HD Graphics 4000
    - Intel Core i5 3570S — 3,1 ГГц (до 3,8 ГГц), 4 ядра, 4 потока, кэш L3=6 МБ, TDP 65 Вт, Intel HD Graphics 2500
    - Intel Core i5 3570T — 2,3 ГГц (до 3,3 ГГц), 4 ядра, 4 потока, кэш L3=6 МБ, TDP 45 Вт, Intel HD Graphics 2500

  - Разъём: BGA1023 (мобильные решения)
    - Intel Core i5 3210M — 2,5 ГГц (до 3,1 ГГц), 2 ядра, 4 потока, кэш L3=3 МБ, TDP 35 Вт, Intel HD Graphics 4000[16]
    - Intel Core i5 3230M — 2,6 ГГц (до 3,2 ГГц), 2 ядра, 4 потока, кэш L3=3 МБ, TDP 35 Вт, Intel HD Graphics 4000[16]
    - Intel Core i5 3317U — 1,7 ГГц (до 2,6 ГГц), 2 ядра, 4 потока, кэш L3=3 МБ, TDP 17 Вт, Intel HD Graphics 4000
    - Intel Core i5 3320M — 2,6 ГГц (до 3,3 ГГц), 2 ядра, 4 потока, кэш L3=3 МБ, TDP 35 Вт, Intel HD Graphics 4000[16]
    - Intel Core i5 3337U — 1,8 ГГц (до 2,7 ГГц), 2 ядра, 4 потока, кэш L3=3 МБ, TDP 17 Вт, Intel HD Graphics 4000
    - Intel Core i5 3339Y — 1,5 ГГц (до 2,0 ГГц), 2 ядра, 4 потока, кэш L3=3 МБ, TDP 13 Вт, Intel HD Graphics 4000
    - Intel Core i5 3340M — 2,7 ГГц (до 3,4 ГГц), 2 ядра, 4 потока, кэш L3=3 МБ, TDP 35 Вт, Intel HD Graphics 4000[16]
    - Intel Core i5 3360M — 2,8 ГГц (до 3,5 ГГц), 2 ядра, 4 потока, кэш L3=3 МБ, TDP 35 Вт, Intel HD Graphics 4000[16]
    - Intel Core i5 3380M — 2,9 ГГц (до 3,6 ГГц), 2 ядра, 4 потока, кэш L3=3 МБ, TDP 35 Вт, Intel HD Graphics 4000[16]
    - Intel Core i5 3427U — 1,8 ГГц (до 2,8 ГГц), 2 ядра, 4 потока, кэш L3=3 МБ, TDP 17 Вт, Intel HD Graphics 4000
    - Intel Core i5 3437U — 1,9 ГГц (до 2,9 ГГц), 2 ядра, 4 потока, кэш L3=3 МБ, TDP 17 Вт, Intel HD Graphics 4000
    - Intel Core i5 3439Y — 1,5 ГГц (до 2,3 ГГц), 2 ядра, 4 потока, кэш L3=3 МБ, TDP 13 Вт, Intel HD Graphics 4000

  - Разъём: PGA988 (мобильные решения)
    - Intel Core i5 3210M — 2,5 ГГц (до 3,1 ГГц), 2 ядра, 4 потока, кэш L3=3 МБ, TDP 35 Вт, Intel HD Graphics 4000[16]
    - Intel Core i5 3230M — 2,6 ГГц (до 3,2 ГГц), 2 ядра, 4 потока, кэш L3=3 МБ, TDP 35 Вт, Intel HD Graphics 4000[16]
    - Intel Core i5 3320M — 2,6 ГГц (до 3,3 ГГц), 2 ядра, 4 потока, кэш L3=3 МБ, TDP 35 Вт, Intel HD Graphics 4000[16]
    - Intel Core i5 3340M — 2,7 ГГц (до 3,4 ГГц), 2 ядра, 4 потока, кэш L3=3 МБ, TDP 35 Вт, Intel HD Graphics 4000[16]
    - Intel Core i5 3360M — 2,8 ГГц (до 3,5 ГГц), 2 ядра, 4 потока, кэш L3=3 МБ, TDP 35 Вт, Intel HD Graphics 4000[16]
    - Intel Core i5 3380M — 2,9 ГГц (до 3,6 ГГц), 2 ядра, 4 потока, кэш L3=3 МБ, TDP 35 Вт, Intel HD Graphics 4000[16]

### Intel Core i7
- ядро Ivy Bridge (22-нм технологический процесс), количество каналов памяти — 2:
  - Разъём: LGA 1155
    - Intel Core i7 3770 — 3,4 ГГц (до 3,9 ГГц), 4 ядра, 8 потоков, кэш L3=8 МБ, TDP 77 Вт, Intel HD Graphics 4000
    - Intel Core i7 3770K — 3,5 ГГц (до 3,9 ГГц), 4 ядра, 8 потоков, кэш L3=8 МБ, TDP 77 Вт, Intel HD Graphics 4000
    - Intel Core i7 3770S — 3,1 ГГц (до 3,9 ГГц), 4 ядра, 8 потоков, кэш L3=8 МБ, TDP 65 Вт, Intel HD Graphics 4000
    - Intel Core i7 3770T — 2,5 ГГц (до 3,7 ГГц), 4 ядра, 8 потоков, кэш L3=8 МБ, TDP 45 Вт, Intel HD Graphics 4000

  - Разъём: BGA1023 (мобильные решения)
    - Intel Core i7 3517U — 1,9 ГГц (до 3,0 ГГц), 2 ядра, 4 потока, кэш L3=5 МБ, TDP 17 Вт, Intel HD Graphics 4000
    - Intel Core i7 3520M — 2,9 ГГц (до 3,6 ГГц), 2 ядра, 4 потока, кэш L3=4 МБ, TDP 35 Вт, Intel HD Graphics 4000[16]
    - Intel Core i7 3537U — 2,0 ГГц (до 3,1 ГГц), 2 ядра, 4 потока, кэш L3=4 МБ, TDP 17 Вт, Intel HD Graphics 4000
    - Intel Core i7 3540M — 3,0 ГГц (до 3,7 ГГц), 2 ядра, 4 потока, кэш L3=4 МБ, TDP 35 Вт, Intel HD Graphics 4000[16]
    - Intel Core i7 3667U — 2,0 ГГц (до 3,2 ГГц), 2 ядра, 4 потока, кэш L3=4 МБ, TDP 17 Вт, Intel HD Graphics 4000
    - Intel Core i7 3687U — 2,1 ГГц (до 3,3 ГГц), 2 ядра, 4 потока, кэш L3=4 МБ, TDP 17 Вт, Intel HD Graphics 4000
    - Intel Core i7 3689Y — 1,5 ГГц (до 2,6 ГГц), 2 ядра, 4 потока, кэш L3=4 МБ, TDP 13 Вт, Intel HD Graphics 4000

  - Разъём: BGA1224 (мобильные решения)
    - Intel Core i7 3612QM — 2,1 ГГц (до 3,1 ГГц), 4 ядра, 8 потоков, кэш L3=6 МБ, TDP 35 Вт, Intel HD Graphics 4000[16]
    - Intel Core i7 3615QM — 2,3 ГГц (до 3,3 ГГц), 4 ядра, 8 потоков, кэш L3=6 МБ, TDP 45 Вт, Intel HD Graphics 4000
    - Intel Core i7 3632QM — 2,2 ГГц (до 3,2 ГГц), 4 ядра, 8 потоков, кэш L3=6 МБ, TDP 35 Вт, Intel HD Graphics 4000[16]
    - Intel Core i7 3635QM — 2,4 ГГц (до 3,4 ГГц), 4 ядра, 8 потоков, кэш L3=6 МБ, TDP 45 Вт, Intel HD Graphics 4000
    - Intel Core i7 3720QM — 2,6 ГГц (до 3,6 ГГц), 4 ядра, 8 потоков, кэш L3=6 МБ, TDP 45 Вт, Intel HD Graphics 4000[16]
    - Intel Core i7 3820QM — 2,7 ГГц (до 3,7 ГГц), 4 ядра, 8 потоков, кэш L3=8 МБ, TDP 45 Вт, Intel HD Graphics 4000[16]

  - Разъём: PGA988 (мобильные решения)
    - Intel Core i7 3520M — 2,5 ГГц (до 3,1 ГГц), 2 ядра, 4 потока, кэш L3=4 МБ, TDP 35 Вт, Intel HD Graphics 4000[16]
    - Intel Core i7 3540M — 2,5 ГГц (до 3,1 ГГц), 2 ядра, 4 потока, кэш L3=4 МБ, TDP 35 Вт, Intel HD Graphics 4000[16]
    - Intel Core i7 3610QM — 2,3 ГГц (до 3,3 ГГц), 4 ядра, 8 потоков, кэш L3=6 МБ, TDP 45 Вт, Intel HD Graphics 4000
    - Intel Core i7 3612QM — 2,1 ГГц (до 3,1 ГГц), 4 ядра, 8 потоков, кэш L3=6 МБ, TDP 35 Вт, Intel HD Graphics 4000[16]
    - Intel Core i7 3630QM — 2,4 ГГц (до 3,4 ГГц), 4 ядра, 8 потоков, кэш L3=6 МБ, TDP 45 Вт, Intel HD Graphics 4000
    - Intel Core i7 3632QM — 2,2 ГГц (до 3,2 ГГц), 4 ядра, 8 потоков, кэш L3=6 МБ, TDP 35 Вт, Intel HD Graphics 4000[16]
    - Intel Core i7 3720QM — 2,6 ГГц (до 3,6 ГГц), 4 ядра, 8 потоков, кэш L3=6 МБ, TDP 45 Вт, Intel HD Graphics 4000[16]
    - Intel Core i7 3740QM — 2,7 ГГц (до 3,7 ГГц), 4 ядра, 8 потоков, кэш L3=6 МБ, TDP 45 Вт, Intel HD Graphics 4000
    - Intel Core i7 3820QM — 2,7 ГГц (до 3,7 ГГц), 4 ядра, 8 потоков, кэш L3=8 МБ, TDP 45 Вт, Intel HD Graphics 4000[16]
    - Intel Core i7 3840QM — 2,8 ГГц (до 3,8 ГГц), 4 ядра, 8 потоков, кэш L3=8 МБ, TDP 45 Вт, Intel HD Graphics 4000
- ядро Ivy Bridge-E (22-нм технологический процесс), количество каналов памяти — 4:
  - Разъём: LGA 2011
    - Intel Core i7 4820K — 3,7 ГГц (до 3,9 ГГц), 4 ядра, 8 потоков, кэш L3=10 МБ, TDP 130 Вт
    - Intel Core i7 4930K — 3,4 ГГц (до 3,9 ГГц), 6 ядра, 12 потоков, кэш L3=12 МБ, TDP 130 Вт

### Intel Core i7Extreme Edition
- ядро Ivy Bridge (22-нм технологический процесс), количество каналов памяти — 2: 
  - Разъём: PGA 988 (мобильные решения)
    - Intel Core i7 3920XM — 2,9 ГГц (до 3,8 ГГц), 4 ядра, 8 потоков, кэш L3=8 МБ, TDP 55 Вт, Intel HD Graphics 4000
    - Intel Core i7 3940XM — 3,0 ГГц (до 3,9 ГГц), 4 ядра, 8 потоков, кэш L3=8 МБ, TDP 55 Вт, Intel HD Graphics 4000
- ядро Ivy Bridge-E (22-нм технологический процесс), количество каналов памяти — 4:
  - Разъём: LGA 2011
    - Intel Core i7 4960X Extreme Edition — 3,6 ГГц (до 4,0 ГГц), 6 ядер, 12 потоков, кэш L3=15 МБ, TDP 130 Вт

### Intel Xeon E3 v2
- ядро Ivy Bridge (22-нм технологический процесс), количество каналов памяти — 2:
  - Разъём: LGA 1155
    - Intel Xeon E3-1290V2 3,7 ГГц (до 4,1 ГГц), 4 ядер, 8 потоков, кэш L3=8МБ, TDP 87 Вт
    - Intel Xeon E3-1280V2 3,6 ГГц (до 4,0 ГГц), 4 ядер, 8 потоков, кэш L3=8МБ, TDP 69 Вт
    - Intel Xeon E3-1275V2 3,5 ГГц (до 3,9 ГГц), 4 ядер, 8 потоков, кэш L3=8МБ, TDP 77 Вт, Intel HD Graphics 4000
    - Intel Xeon E3-1270V2 3,5 ГГц (до 3,9 ГГц), 4 ядер, 8 потоков, кэш L3=8МБ, TDP 69 Вт
    - Intel Xeon E3-1265LV2 2,5 ГГц (до 3,5 ГГц), 4 ядер, 8 потоков, кэш L3=8МБ, TDP 45 Вт, Intel HD Graphics 2500
    - Intel Xeon E3-1245V2 3,4 ГГц (до 3,8 ГГц), 4 ядер, 8 потоков, кэш L3=8МБ, TDP 77 Вт, Intel HD Graphics 4000
    - Intel Xeon E3-1240V2 3,4 ГГц (до 3,8 ГГц), 4 ядер, 8 потоков, кэш L3=8МБ, TDP 69 Вт
    - Intel Xeon E3-1230V2 3,3 ГГц (до 3,7 ГГц), 4 ядер, 8 потоков, кэш L3=8МБ, TDP 69 Вт
    - Intel Xeon E3-1225V2 3,2 ГГц (до 3,6 ГГц), 4 ядер, 4 потоков, кэш L3=8МБ, TDP 77 Вт, Intel HD Graphics 4000
    - Intel Xeon E3-1220V2 3,1 ГГц (до 3,5 ГГц), 4 ядер, 4 потоков, кэш L3=8МБ, TDP 69 Вт
    - Intel Xeon E3-1220LV2 2,3 ГГц (до 3,5 ГГц), 2 ядер, 4 потоков, кэш L3=3МБ, TDP 17 Вт

### Intel Xeon E7 v2
- ядро Ivy Bridge (22-нм технологический процесс), количество каналов памяти — 2:
  - Разъём: LGA 2011
    - Intel Xeon E7-8895V2 2,8 ГГц (до 3,6 ГГц), 15 ядер, 30 потоков, кэш L2=3 МБ, кэш L3=37,5 МБ, TDP 155 Вт
    - Intel Xeon E7-8893V2 3,4 ГГц (до 3,7 ГГц), 6 ядер, 12 потоков, кэш L2=3 МБ, кэш L3=37,5 МБ, TDP 155 Вт
    - Intel Xeon E7-8891V2 3,2 ГГц (до 3,7 ГГц), 10 ядер, 20 потоков, кэш L2=3 МБ, кэш L3=37,5 МБ, TDP 155 Вт
    - Intel Xeon E7-8890V2 2,8 ГГц (до 3,4 ГГц), 15 ядер, 30 потоков, кэш L2=3 МБ, кэш L3=37,5 МБ, TDP 155 Вт
    - Intel Xeon E7-8880LV2 2,2 ГГц (до 2,8 ГГц), 15 ядер, 30 потоков, кэш L2=3 МБ, кэш L3=37,5 МБ, TDP 105 Вт
    - Intel Xeon E7-8880V2 2,5 ГГц (до 3,1 ГГц), 15 ядер, 30 потоков, кэш L2=3 МБ, кэш L3=37,5 МБ, TDP 130 Вт
    - Intel Xeon E7-8870V2 2,3 ГГц (до 2,9 ГГц), 15 ядер, 30 потоков, кэш L2=3 МБ, кэш L3=30 МБ, TDP 130 Вт
    - Intel Xeon E7-8857V2 3,0 ГГц (до 3,6 ГГц), 12 ядер, 12 потоков, кэш L2=3 МБ, кэш L3=30 МБ, TDP 130 Вт
    - Intel Xeon E7-8850V2 2,3 ГГц (до 2,8 ГГц), 12 ядер, 24 потоков, кэш L2=3 МБ, кэш L3=24 МБ, TDP 105 Вт
    - Intel Xeon E7-4890V2 2,8 ГГц (до 3,4 ГГц), 15 ядер, 30 потоков, кэш L2=3 МБ, кэш L3=37,5 МБ, TDP 155 Вт
    - Intel Xeon E7-4880V2 2,5 ГГц (до 3,1 ГГц), 15 ядер, 30 потоков, кэш L2=3 МБ, кэш L3=37,5 МБ, TDP 130 Вт
    - Intel Xeon E7-4870V2 2,3 ГГц (до 2,9 ГГц), 15 ядер, 30 потоков, кэш L2=3 МБ, кэш L3=30 МБ, TDP 130 Вт
    - Intel Xeon E7-4860V2 2,6 ГГц (до 3,2 ГГц), 12 ядер, 24 потоков, кэш L2=3 МБ, кэш L3=30 МБ, TDP 130 Вт
    - Intel Xeon E7-4850V2 2,3 ГГц (до 2,8 ГГц), 12 ядер, 24 потоков, кэш L2=3 МБ, кэш L3=24 МБ, TDP 105 Вт
    - Intel Xeon E7-4830V2 2,2 ГГц (до 2,7 ГГц), 10 ядер, 20 потоков, кэш L2=3 МБ, кэш L3=20 МБ, TDP 105 Вт
    - Intel Xeon E7-4820V2 2,0 ГГц (до 2,5 ГГц), 8 ядер, 16 потоков, кэш L2=3 МБ, кэш L3=16 МБ, TDP 105 Вт
    - Intel Xeon E7-4809V2 1,9 ГГц (до 1,9 ГГц), 6 ядер, 12 потоков, кэш L2=3 МБ, кэш L3=12 МБ, TDP 105 Вт
    - Intel Xeon E7-2890V2 2,8 ГГц (до 3,4 ГГц), 15 ядер, 30 потоков, кэш L2=3 МБ, кэш L3=37,5 МБ, TDP 155 Вт
    - Intel Xeon E7-2880V2 2,5 ГГц (до 3,1 ГГц), 15 ядер, 30 потоков, кэш L2=3 МБ, кэш L3=37,5 МБ, TDP 130 Вт
    - Intel Xeon E7-2870V2 2,3 ГГц (до 2,9 ГГц), 15 ядер, 30 потоков, кэш L2=3 МБ, кэш L3=30 МБ, TDP 130 Вт
    - Intel Xeon E7-2850V2 2,3 ГГц (до 2,8 ГГц), 12 ядер, 24 потоков, кэш L2=3 МБ, кэш L3=37,5 МБ, TDP 105 Вт

## 64-битные процессоры: EM64T — микроархитектураHaswell(4-е поколение)

### Intel Core i3
- ядро Haswell (22-нм технологический процесс), количество каналов памяти — 2:
  - Разъём: LGA 1150
    - Intel Core i3 4130 — 3,4 ГГц, 2 ядра, 4 потока, кэш L3=3 МБ, TDP 54 Вт, Intel HD Graphics 4400.
    - Intel Core i3 4130T — 2,9 ГГц, 2 ядра, 4 потока, кэш L3=3 МБ, TDP 35 Вт, Intel HD Graphics 4400.
    - Intel Core i3 4150 — 3,5 ГГц, 2 ядра, 4 потока, кэш L3=3 МБ, TDP 54 Вт, Intel HD Graphics 4400.
    - Intel Core i3 4150T — 3,0 ГГц, 2 ядра, 4 потока, кэш L3=3 МБ, TDP 35 Вт, Intel HD Graphics 4400.
    - Intel Core i3 4160 — 3,6 ГГц, 2 ядра, 4 потока, кэш L3=3 МБ, TDP 54 Вт, Intel HD Graphics 4400.
    - Intel Core i3 4160T — 3,1 ГГц, 2 ядра, 4 потока, кэш L3=3 МБ, TDP 35 Вт, Intel HD Graphics 4400.
    - Intel Core i3 4170 — 3,7 ГГц, 2 ядра, 4 потока, кэш L3=3 МБ, TDP 54 Вт, Intel HD Graphics 4400.
    - Intel Core i3 4170T — 3,2 ГГц, 2 ядра, 4 потока, кэш L3=3 МБ, TDP 35 Вт, Intel HD Graphics 4400.
    - Intel Core i3 4330 — 3,5 ГГц, 2 ядра, 4 потока, кэш L3=4 МБ, TDP 54 Вт, Intel HD Graphics 4600.
    - Intel Core i3 4330T — 3,0 ГГц, 2 ядра, 4 потока, кэш L3=4 МБ, TDP 35 Вт, Intel HD Graphics 4600.
    - Intel Core i3 4340 — 3,6 ГГц, 2 ядра, 4 потока, кэш L3=4 МБ, TDP 54 Вт, Intel HD Graphics 4600.
    - Intel Core i3 4350 — 3,6 ГГц, 2 ядра, 4 потока, кэш L3=4 МБ, TDP 54 Вт, Intel HD Graphics 4600.
    - Intel Core i3 4350T — 3,1 ГГц, 2 ядра, 4 потока, кэш L3=4 МБ, TDP 35 Вт, Intel HD Graphics 4600.
    - Intel Core i3 4360 — 3,7 ГГц, 2 ядра, 4 потока, кэш L3=4 МБ, TDP 54 Вт, Intel HD Graphics 4600.
    - Intel Core i3 4360T — 3,2 ГГц, 2 ядра, 4 потока, кэш L3=4 МБ, TDP 35 Вт, Intel HD Graphics 4600.
    - Intel Core i3 4370 — 3,8 ГГц, 2 ядра, 4 потока, кэш L3=4 МБ, TDP 54 Вт, Intel HD Graphics 4600.
    - Intel Core i3 4370T — 3,3 ГГц, 2 ядра, 4 потока, кэш L3=4 МБ, TDP 35 Вт, Intel HD Graphics 4600.

  - Разъём: BGA1168 (мобильные решения)
    - Intel Core i3 4005U — 1,7 ГГц, 2 ядра, 4 потока, кэш L3=3 МБ, TDP 15 Вт, Intel HD Graphics 4400.
    - Intel Core i3 4010U — 1,7 ГГц, 2 ядра, 4 потока, кэш L3=3 МБ, TDP 15 Вт, Intel HD Graphics 4400.
    - Intel Core i3 4010Y — 1,3 ГГц, 2 ядра, 4 потока, кэш L3=3 МБ, TDP 11,5 Вт, Intel HD Graphics 4200.
    - Intel Core i3 4012Y — 1,5 ГГц, 2 ядра, 4 потока, кэш L3=3 МБ, TDP 11,5 Вт, Intel HD Graphics 4200.
    - Intel Core i3 4020Y — 1,5 ГГц, 2 ядра, 4 потока, кэш L3=3 МБ, TDP 11,5 Вт, Intel HD Graphics 4200.
    - Intel Core i3 4025U — 1,9 ГГц, 2 ядра, 4 потока, кэш L3=3 МБ, TDP 15 Вт, Intel HD Graphics 4400.
    - Intel Core i3 4030U — 1,9 ГГц, 2 ядра, 4 потока, кэш L3=3 МБ, TDP 15 Вт, Intel HD Graphics 4400.
    - Intel Core i3 4030Y — 1,6 ГГц, 2 ядра, 4 потока, кэш L3=3 МБ, TDP 11,5 Вт, Intel HD Graphics 4200.

  - Разъём: Socket G3 (мобильные решения)
    - Intel Core i3 4000M — 2,4 ГГц, 2 ядра, 4 потока, кэш L3=3 МБ, TDP 37 Вт, Intel HD Graphics 4600.
    - Intel Core i3 4100M — 2,5 ГГц, 2 ядра, 4 потока, кэш L3=3 МБ, TDP 37 Вт, Intel HD Graphics 4600.
    - Intel Core i3 4110M — 2,6 ГГц, 2 ядра, 4 потока, кэш L3=3 МБ, TDP 37 Вт, Intel HD Graphics 4600.

### Intel Core i5
- ядро Haswell (22-нм технологический процесс), количество каналов памяти — 2:
  - Разъём: LGA 1150
    - Intel Core i5 4430 — 3,0 ГГц (до 3,2 ГГц), 4 ядра, 4 потока, кэш L3=6 МБ, TDP 84 Вт, Intel HD Graphics 4600.
    - Intel Core i5 4440 — 3,1 ГГц (до 3,3 ГГц), 4 ядра, 4 потока, кэш L3=6 МБ, TDP 84 Вт, Intel HD Graphics 4600.
    - Intel Core i5 4460 — 3,2 ГГц (до 3,4 ГГц), 4 ядра, 4 потока, кэш L3=6 МБ, TDP 84 Вт, Intel HD Graphics 4600.
    - Intel Core i5 4570 — 3,2 ГГц (до 3,6 ГГц), 4 ядра, 4 потока, кэш L3=6 МБ, TDP 84 Вт, Intel HD Graphics 4600.
    - Intel Core i5 4590 — 3,3 ГГц (до 3,7 ГГц), 4 ядра, 4 потока, кэш L3=6 МБ, TDP 84 Вт, Intel HD Graphics 4600.
    - Intel Core i5 4670 — 3,4 ГГц (до 3,8 ГГц), 4 ядра, 4 потока, кэш L3=6 МБ, TDP 84 Вт, Intel HD Graphics 4600.
    - Intel Core i5 4670K — 3,4 ГГц (до 3,8 ГГц), 4 ядра, 4 потока, кэш L3=6 МБ, TDP 84 Вт, Intel HD Graphics 4600.
    - Intel Core i5 4690 — 3,5 ГГц (до 3,9 ГГц), 4 ядра, 4 потока, кэш L3=6 МБ, TDP 84 Вт, Intel HD Graphics 4600.
    - Intel Core i5 4690K — 3,5 ГГц (до 3,9 ГГц), 4 ядра, 4 потока, кэш L3=6 МБ, TDP 84 Вт, Intel HD Graphics 4600.

### Intel Core i7
- ядро Haswell (22-нм технологический процесс), количество каналов памяти — 2:
  - Разъём: LGA 1150
    - Intel Core i7 4770 — 3,4 ГГц (до 3,9 ГГц), 4 ядра, 8 потоков, кэш L3=8 МБ, TDP 84 Вт, Intel HD Graphics 4600.
    - Intel Core i7 4770K — 3,5 ГГц (до 3,9 ГГц), 4 ядра, 8 потоков, кэш L3=8 МБ, TDP 84 Вт, Intel HD Graphics 4600.
    - Intel Core i7 4771 — 3,5 ГГц (до 3,9 ГГц), 4 ядра, 8 потоков, кэш L3=8 МБ, TDP 84 Вт, Intel HD Graphics 4600.
    - Intel Core i7 4790 — 3,6 ГГц (до 4,0 ГГц), 4 ядра, 8 потоков, кэш L3=8 МБ, TDP 84 Вт, Intel HD Graphics 4600.
    - Intel Core i7 4790K — 4,0 ГГц (до 4,4 ГГц), 4 ядра, 8 потоков, кэш L3=8 МБ, TDP 88 Вт, Intel HD Graphics 4600.

### Intel Xeon E3 v3
- ядро Haswell (22-нм технологический процесс), количество каналов памяти — 2:
  - Разъём: LGA 1150
    - Intel Xeon E3-1230 V3 3,3 ГГц (до 3,6 ГГц), (4ядра /8 потоков) (Кэш L3=8) МБTDP 80 Вт.
      - Intel Xeon E3-1231 V3 3,4 ГГц (до 3,7 ГГц),(4ядра /8 потоков) (Кэш L3=8)TDP 80 Вт.
      - Intel Xeon E3-1270 V3 3.5 ГГц ( до 3,9 ГГц ), (4ядра /8 потоков)(Кэш L3=8)TDP 80 Вт
      - Intel Xeon E3-1285 V3 3,6 ГГц (до 4,0 ГГц), (4 ядра/8 потоков)(Кэш L3=8) TDP 84 Вт.

### Intel Xeon E5 v3
- ядро Haswell (22-нм технологический процесс), количество каналов памяти — 4:
  - Разъём: LGA 2011-3
    - Intel Xeon E5-1428L V3 2,0 ГГц , 8 ядер, 16 потоков, кэш L3=20 МБ, TDP=65 Вт.
    - Intel Xeon E5-1620 V3 3,5 ГГц (до 3,6 ГГц), 4 ядра, 8 потоков, кэш L3=10 МБ, TDP=140 Вт.
    - Intel Xeon E5-1630 V3 3,7 ГГц (до 3,8 ГГц), 4 ядра, 8 потоков, кэш L3=10 МБ, TDP=140 Вт.
    - Intel Xeon E5-1650 V3 3,5 ГГц (до 3,8 ГГц), 6 ядер, 12 потоков, кэш L3=15 МБ, TDP=140 Вт.
    - Intel Xeon E5-1660 V3 3,0 ГГц (до 3,5 ГГц), 8 ядер, 16 потоков, кэш L3=20 МБ, TDP=140 Вт.
    - Intel Xeon E5-1680 V3 3,2 ГГц (до 3,8 ГГц), 8 ядра, 16 потоков, кэш L3=20 МБ, TDP=140 Вт.
    - Intel Xeon E5-2408L V3 1,8 ГГц , 4 ядра, 8 потоков, кэш L3=10 МБ, TDP=45 Вт.
    - Intel Xeon E5-2418L V3 2,0 ГГц , 6 ядер, 12 потоков, кэш L3=15 МБ, TDP=50 Вт.
    - Intel Xeon E5-2428L V3 1,8 ГГц , 8 ядер, 16 потоков, кэш L3=20 МБ, TDP=55 Вт.
    - Intel Xeon E5-2438L V3 1,8 ГГц , 10 ядер, 20 потоков, кэш L3=25 МБ, TDP=70 Вт.
    - Intel Xeon E5-2603 V3 1,6 ГГц , 6 ядер, 6 потоков, кэш L3=15 МБ, TDP=85 Вт.
    - Intel Xeon E5-2608L V3 2,0 ГГц , 6 ядер, 12 потоков, кэш L3=15 МБ, TDP=52 Вт.
    - Intel Xeon E5-2609 V3 1,9 ГГц , 6 ядер, 6 потоков, кэш L3=15 МБ, TDP=85 Вт.
    - Intel Xeon E5-2618L V3 2,3 ГГц (до 3,4 ГГц), 8 ядер, 16 потоков, кэш L3=20 МБ, TDP=75 Вт.
    - Intel Xeon E5-2620 V3 2,4 ГГц (до 3,2 ГГц), 6 ядер, 12 потоков, кэш L3=15 МБ, TDP=85 Вт.
    - Intel Xeon E5-2623 V3 3,0 ГГц (до 3,5 ГГц), 4 ядра, 8 потоков, кэш L3=10 МБ, TDP=105 Вт.
    - Intel Xeon E5-2628L V3 2,0 ГГц (до 2,5 ГГц), 10 ядер, 20 потоков, кэш L3=25 МБ, TDP=75 Вт.
    - Intel Xeon E5-2630L V3 1,8 ГГц (до 2,9 ГГц),8 ядер, 16 потоков, кэш L3=20 МБ, TDP=55 Вт.
    - Intel Xeon E5-2630 V3 2,4 ГГц (до 3,2 ГГц), 8 ядер, 16 потоков, кэш L3=20 МБ, TDP=85 Вт.
    - Intel Xeon E5-2637 V3 3,5 ГГц (до 3,7 ГГц), 4 ядра, 8 потоков, кэш L3=15 МБ, TDP=135 Вт.
    - Intel Xeon E5-2640 V3 2,6 ГГц (до 3,4 ГГц), 8 ядер, 16 потоков, кэш L3=20 МБ, TDP=90 Вт.
    - Intel Xeon E5-2643 V3 3,4 ГГц (до 3,7 ГГц), 6 ядер, 12 потоков, кэш L3=15 МБ, TDP=135 Вт.
    - Intel Xeon E5-2648L V3 1,8 ГГц (до 2,5 ГГц), 12 ядер, 24 потока, кэш L3=30 МБ, TDP=75 Вт.
    - Intel Xeon E5-2650L V3 1,8 ГГц (до 2,5 ГГц), 12 ядер, 24 потока, кэш L3=30 МБ, TDP=65 Вт.
    - Intel Xeon E5-2650 V3 2,3 ГГц (до 3,0 ГГц), 10 ядер, 20 потоков, кэш L3=25 МБ, TDP=105 Вт.
    - Intel Xeon E5-2658A V3 2,2 ГГц (до 2,9 ГГц), 12 ядер, 24 потока, кэш L3=30 МБ, TDP=105 Вт.
    - Intel Xeon E5-2658 V3 2,2 ГГц (до 2,9 ГГц), 12 ядер, 24 потока, кэш L3=30 МБ, TDP=105 Вт.
    - Intel Xeon E5-2660 V3 2,6 ГГц (до 3,3 ГГц), 10 ядер, 20 потоков, кэш L3=25 МБ, TDP=105 Вт.
    - Intel Xeon E5-2667 V3 3,2 ГГц (до 3,6 ГГц), 8 ядер, 16 потоков, кэш L3=20 МБ, TDP=135 Вт.
    - Intel Xeon E5-2670 V3 2,3 ГГц (до 3,1 ГГц), 12 ядер, 24 потока, кэш L3=30 МБ, TDP=120 Вт.
    - Intel Xeon E5-2680 V3 2,5 ГГц (до 3,3 ГГц), 12 ядер, 24 потока, кэш L3=30 МБ, TDP=120 Вт.
    - Intel Xeon E5-2683 V3 2,0 ГГц (до 3,0 ГГц), 14 ядер, 28 потоков, кэш L3=35 МБ, TDP=120 Вт.
    - Intel Xeon E5-2687W V3 3,1 ГГц (до 3,5 ГГц), 10 ядер, 20 потоков, кэш L3=25 МБ, TDP=160 Вт.
    - Intel Xeon E5-2690 V3 2,6 ГГц (до 3,5 ГГц), 12 ядер, 24 потока, кэш L3=30 МБ, TDP=135 Вт.
    - Intel Xeon E5-2695 V3 2,3 ГГц (до 3,3 ГГц), 14 ядер, 28 потоков, кэш L3=35 МБ, TDP=120 Вт.
    - Intel Xeon E5-2697 V3 2,6 ГГц (до 3,6 ГГц), 14 ядер, 28 потоков, кэш L3=25 МБ, TDP=145 Вт.
    - Intel Xeon E5-2699 V3 2,3 ГГц (до 3,6 ГГц), 18 ядер, 36 потоков, кэш L3=45 МБ, TDP=145 Вт.

  - Разъём: LGA 2011
    - Intel Xeon E5-4610 V3 1,7 ГГц, 10 ядер, 20 потоков, кэш L3=25 МБ, TDP=105 Вт.
    - Intel Xeon E5-4620 V3 2,0 (до 2,6 ГГц), 10 ядер, 20 потоков, кэш L3=25 МБ, TDP=105 Вт.
    - Intel Xeon E5-4627 V3 2,6 (до 3,2 ГГц), 10 ядер, 10 потоков, кэш L3=25 МБ, TDP=135 Вт.
    - Intel Xeon E5-4640 V3 1,9 (до 2,6 ГГц), 12 ядер, 24 потоков, кэш L3=30 МБ, TDP=105 Вт.
    - Intel Xeon E5-4648 V3 1,7 (до 2,2 ГГц), 12 ядер, 24 потоков, кэш L3=30 МБ, TDP=105 Вт.
    - Intel Xeon E5-4650 V3 2,1 (до 2,8 ГГц), 12 ядер, 24 потоков, кэш L3=30 МБ, TDP=105 Вт.
    - Intel Xeon E5-4655 V3 2,9 (до 3,2 ГГц), 6 ядер, 12 потоков, кэш L3=30 МБ, TDP=135 Вт.
    - Intel Xeon E5-4660 V3 2,1 (до 2,9 ГГц), 14 ядер, 28 потоков, кэш L3=35 МБ, TDP=120 Вт.
    - Intel Xeon E5-4667 V3 2,0 (до 2,9 ГГц), 16 ядер, 32 потока, кэш L3=40 МБ, TDP=135 Вт.
    - Intel Xeon E5-4669 V3 2,1 (до 2,9 ГГц), 18 ядер, 36 потока, кэш L3=45 МБ, TDP=135 Вт.

## 64-битные процессоры: EM64T — микроархитектура Broadwell (5-е поколение)
- ядро Broadwell (14-нм технологический процесс):
- Разъём:

### Intel Core M
Intel Core M
- ядро Broadwell — 14-нм техпроцесс, количество каналов памяти — 2.
  - Intel Core M-5Y10 — 800 МГц — 2,0 ГГц, 2 ядра, 4 потока, кэш L3=4 МБ, TDP 4,5 Вт, Intel HD Graphics 5300
  - Intel Core M-5Y10a — 800 МГц — 2,0 ГГц, 2 ядра, 4 потока, кэш L3=4 МБ, TDP 4,5 Вт, Intel HD Graphics 5300
  - Intel Core M-5Y10c — 800 МГц — 2,0 ГГц, 2 ядра, 4 потока, кэш L3=4 МБ, TDP 4,5 Вт, Intel HD Graphics 5300
  - Intel Core M-5Y31 — 900 МГц — 2,4 ГГц, 2 ядра, 4 потока, кэш L3=4 МБ, TDP 4,5 Вт, Intel HD Graphics 5300
  - Intel Core M-5Y51 — 1,1—2,6 ГГц, 2 ядра, 4 потока, кэш L3=4 МБ, TDP 4,5 Вт, Intel HD Graphics 5300
  - Intel Core M-5Y70 — 1,1—2,6 ГГц, 2 ядра, 4 потока, кэш L3=4 МБ, TDP 4,5 Вт, Intel HD Graphics 5300
  - Intel Core M-5Y71 — 1,2—2,9 ГГц, 2 ядра, 4 потока, кэш L3=4 МБ, TDP 4,5 Вт, Intel HD Graphics 5300

### Intel Core i3
- ядро Broadwell — 14-нм техпроцесс, количество каналов памяти — 2.
  - Разъём: BGA1168 (мобильные решения)
    - Intel Core i3-5005U — 2,0 ГГц, 2 ядра, 4 потока, кэш L3=3 МБ, TDP 15 Вт, Intel HD Graphics 5500.
    - Intel Core i3-5010U — 2,1 ГГц, 2 ядра, 4 потока, кэш L3=3 МБ, TDP 15 Вт, Intel HD Graphics 5500.
    - Intel Core i3-5015U — 2,1 ГГц, 2 ядра, 4 потока, кэш L3=3 МБ, TDP 15 Вт, Intel HD Graphics 5500.
    - Intel Core i3-5020U — 2,2 ГГц, 2 ядра, 4 потока, кэш L3=3 МБ, TDP 15 Вт, Intel HD Graphics 5500.
    - Intel Core i3-5157U — 2,5 ГГц, 2 ядра, 4 потока, кэш L3=3 МБ, TDP 28 Вт, Intel Iris Graphics 6100.

### Intel Core i5
- ядро Broadwell — 14-нм техпроцесс, количество каналов памяти — 2.
  - Разъём: LGA 1150
    - Intel Core i5 5575R — 2,8 ГГц (до 3,3 ГГц), 4 ядра, 4 потока, кэш L3=4 МБ, кэш L4=128 МБ,TDP 65 Вт, Intel Iris Pro Graphics 6200.
    - Intel Core i5 5675C — 3,1 ГГц (до 3,6 ГГц), 4 ядра, 4 потока, кэш L3=4 МБ, кэш L4=128 МБ,TDP 65 Вт, Intel Iris Pro Graphics 6200.
    - Intel Core i5 5675R — 3,1 ГГц (до 3,6 ГГц), 4 ядра, 4 потока, кэш L3=4 МБ, кэш L4=128 МБ,TDP 65 Вт, Intel Iris Pro Graphics 6200.

  - Разъём: BGA1168 (мобильные решения)
    - Intel Core i5-5200U — 2,2 ГГц (до 2,7 ГГц), 2 ядра, 4 потока, кэш L3=3 МБ, TDP 15 Вт, Intel HD Graphics 5500.
    - Intel Core i5-5250U — 1,6 ГГц (до 2,7 ГГц), 2 ядра, 4 потока, кэш L3=3 МБ, TDP 15 Вт, Intel HD Graphics 6000.
    - Intel Core i5-5257U — 2,7 ГГц (до 3,1 ГГц), 2 ядра, 4 потока, кэш L3=3 МБ, TDP 28 Вт, Intel Iris Graphics 6100.
    - Intel Core i5-5287U — 2,9 ГГц (до 3,3 ГГц), 2 ядра, 4 потока, кэш L3=3 МБ, TDP 28 Вт, Intel Iris Graphics 6100.
    - Intel Core i5-5300U — 2,3 ГГц (до 2,9 ГГц), 2 ядра, 4 потока, кэш L3=3 МБ, TDP 15 Вт, Intel HD Graphics 5500.
    - Intel Core i5-5350U — 1,8 ГГц (до 2,9 ГГц), 2 ядра, 4 потока, кэш L3=3 МБ, TDP 15 Вт, Intel HD Graphics 6000.

  - Разъём: BGA1364 (мобильные решения)
    - Intel Core i5-5350H — 3,1 ГГц (до 3,5 ГГц), 2 ядра, 4 потока, кэш L3=4 МБ, TDP 47 Вт, Intel Iris Pro Graphics 6200.

### Intel Core i7
- ядро Broadwell — 14-нм техпроцесс, количество каналов памяти — 2.
  - Разъём: LGA 1150
    - Intel Core i7-5775C — 3,3 ГГц (до 3,7 ГГц), 4 ядра, 8 потоков, кэш L3=6 МБ, кэш L4=128 МБ, TDP 65 Вт, Intel Iris Pro Graphics 6200.

  - Разъём: BGA1364
    - Intel Core i7-5775R — 3,3 ГГц (до 3,8 ГГц), 4 ядра, 8 потоков, кэш L3=6 МБ, кэш L4=128 МБ, TDP 65 Вт, Intel Iris Pro Graphics 6200.

  - Разъём: BGA1168 (мобильные решения)
    - Intel Core i7-5500U — 2,4 ГГц (до 3,0 ГГц), 2 ядра, 4 потока, кэш L3=4 МБ, TDP 15 Вт, Intel HD Graphics 5500.
    - Intel Core i7-5550U — 2,0 ГГц (до 3,0 ГГц), 2 ядра, 4 потока, кэш L3=4 МБ, TDP 15 Вт, Intel HD Graphics 6000.
    - Intel Core i7-5557U — 3,1 ГГц (до 3,4 ГГц), 2 ядра, 4 потока, кэш L3=4 МБ, TDP 28 Вт, Intel Iris Graphics 6100.
    - Intel Core i7-5600U — 2,6 ГГц (до 3,2 ГГц), 2 ядра, 4 потока, кэш L3=4 МБ, TDP 15 Вт, Intel HD Graphics 5500.
    - Intel Core i7-5650U — 2,2 ГГц (до 3,1 ГГц), 2 ядра, 4 потока, кэш L3=4 МБ, TDP 15 Вт, Intel HD Graphics 6000.

  - Разъём: BGA1364 (мобильные решения)
    - Intel Core i7-5700HQ — 2,7 ГГц (до 3,5 ГГц), 4 ядра, 8 потока, кэш L3=6 МБ, TDP 47 Вт.
    - Intel Core i7-5750HQ — 2,5 ГГц (до 3,4 ГГц), 4 ядра, 8 потока, кэш L3=6 МБ, TDP 47 Вт, Intel Iris Pro Graphics 6200.
    - Intel Core i7-5850HQ — 2,7 ГГц (до 3,6 ГГц), 4 ядра, 8 потока, кэш L3=6 МБ, TDP 47 Вт, Intel Iris Pro Graphics 6200.
    - Intel Core i7-5950HQ — 2,9 ГГц (до 3,8 ГГц), 4 ядра, 8 потока, кэш L3=6 МБ, TDP 47 Вт, Intel Iris Pro Graphics 6200.

## 64-битные процессоры: EM64T — микроархитектураSkylake(6-е поколение)

### Intel Core M
Intel Core M
- ядро Skylake — 14-нм техпроцесс, количество каналов памяти — 2.
  - Intel Core M3-6Y30 — 900 МГц — 2,2 ГГц, 2 ядра, 4 потока, кэш L3=4 МБ, TDP 4,5 Вт, Intel HD Graphics 515
  - Intel Core M5-6Y54 — 1,1—2,7 ГГц, 2 ядра, 4 потока, кэш L3=4 МБ, TDP 4,5 Вт, Intel HD Graphics 515
  - Intel Core M5-6Y57 — 1,1—2,8 ГГц, 2 ядра, 4 потока, кэш L3=4 МБ, TDP 4,5 Вт, Intel HD Graphics 515
  - Intel Core M7-6Y75 — 1,2—3,1 ГГц, 2 ядра, 4 потока, кэш L3=4 МБ, TDP 4,5 Вт, Intel HD Graphics 515

### Intel Core i3
- ядро Skylake — 14-нм техпроцесс, количество каналов памяти — 2.
  - Разъём: LGA 1151
    - Intel Core i3-6100T — 3,2 ГГц, 2 ядра, 4 потока, кэш L3=3 МБ, TDP 35 Вт, Intel HD Graphics 530
    - Intel Core i3-6100 — 3,7 ГГц, 2 ядра, 4 потока, кэш L3=3 МБ, TDP 51 Вт, Intel HD Graphics 530
    - Intel Core i3-6300T — 3,3 ГГц, 2 ядра, 4 потока, кэш L3=4 МБ, TDP 35 Вт, Intel HD Graphics 530
    - Intel Core i3-6300 — 3,8 ГГц, 2 ядра, 4 потока, кэш L3=4 МБ, TDP 51 Вт, Intel HD Graphics 530
    - Intel Core i3-6320 — 3,9 ГГц, 2 ядра, 4 потока, кэш L3=4 МБ, TDP 51 Вт, Intel HD Graphics 530

  - Разъём: BGA1356 (мобильные решения)
    - Intel Core i3-6006U — 2,0 ГГц, 2 ядра, 4 потока, кэш L3=3 МБ, TDP 15 Вт, Intel HD Graphics 520
    - Intel Core i3-6100U — 2,3 ГГц, 2 ядра, 4 потока, кэш L3=3 МБ, TDP 15 Вт, Intel HD Graphics 520
    - Intel Core i3-6157U — 2,4 ГГц, 2 ядра, 4 потока, кэш L3=3 МБ, TDP 28 Вт, Intel HD Graphics 550
    - Intel Core i3-6167U — 2,7 ГГц, 2 ядра, 4 потока, кэш L3=3 МБ, TDP 28 Вт, Intel HD Graphics 550

  - Разъём: BGA1440 (мобильные решения)
    - Intel Core i3-6100H — 2,7 ГГц, 2 ядра, 4 потока, кэш L3=3 МБ, TDP 35 Вт, Intel HD Graphics 530

### Intel Core i5
- ядро Skylake — 14-нм техпроцесс, количество каналов памяти — 2.
  - Разъём: BGA1356(мобильные решения)
    - Intel Core i5-6200U — 2,80 ГГц, 2 ядра, 4 потока, кэш L3=6 МБ,TDP 15 Вт, Intel HD Graphics 520
    - Intel Core i5-6260U — 2,90 ГГц, 2 ядра, 4 потока, кэш L3=4 МБ,TDP 9.5 Вт, Intel Iris 540
    - Intel Core i5-6267U — 2,90 ГГц, 2 ядра, 4 потока, кэш L3=4 МБ,TDP 32 Вт, Intel Iris 550
    - Intel Core i5-6287U — 3,10 ГГц, 2 ядра, 4 потока, кэш L3=4 МБ ,TDP 23 Вт, Intel Iris 550
    - Intel Core i5-6300HQ — 2,30 ГГц,4 ядра, 4 потока, кэш L3=4 МБ,TDP 35 Вт, Intel HD Graphics 530
    - Intel Core i5-6300U — 2,40 ГГц, 2 ядра, 4 потока, кэш L3=3 МБ, TDP 7.5 Вт, Intel HD Graphics 520
    - Intel Core i5-6350HQ — 2,30 ГГц, 4 ядра, 4 потока, кэш L3=6 МБ,TDP 35 Вт, Intel Iris Pro 580
    - Intel Core i5-6360U — 2,00 ГГц, 2 ядра, 4 потока, кэш L3=4 МБ, TDP 9.5 Вт, Intel Iris 540

  - Разъём: LGA1151
    - Intel Core i5-6400  — 2,70 ГГц, 4 ядра, 4 потока, кэш L3= 6 МБ, TDP 65 Вт, Intel HD Graphics 530
    - Intel Core i5-6400T — 2,20 ГГц,4 ядра, 4 потока, кэш L3=6 МБ, TDP 35 Вт, Intel HD Graphics 530
    - Intel Core i5-6402P — 2,80 ГГц,4 ядра, 4 потока, кэш L3=6 МБ, TDP 65 Вт, Intel HD Graphics 510
    - Intel Core i5-6440EQ — 2,70 ГГц, 4 ядра, 4 потока, кэш L3=6 МБ, TDP 45 Вт, Intel HD Graphics 530
    - Intel Core i5-6440HQ — 2,60 ГГц, 4 ядра, 4 потока, кэш L3=6 МБ, TDP 35 Вт, Intel HD Graphics 530
    - Intel Core i5-6442EQ — 1,90 ГГц, 4 ядра, 4 потока, кэш L3=6 МБ, TDP 25 Вт, Intel HD Graphics 530
    - Intel Core i5-6500 — 3,20 ГГц, 4 ядра, 4 потока, кэш  L3=6 МБ, TDP 65 Вт, Intel HD Graphics 530
    - Intel Core i5-6500T  —  2,50 ГГц, 4 ядра,4 потока, кэш L3=6 МБ, TDP 35 Вт, Intel HD Graphics 530
    - Intel Core i5-6500TE — 2,30 ГГц, 4 ядра, 4 потока, кэш L3=6 МБ,TDP 35 Вт, Intel HD Graphics 530
    - Intel Core i5-6585R — 2,80 ГГц,4 ядра, 4 потока, кэш L3=6 МБ, TDP 65 Вт, Intel Iris Pro 580
    - Intel Core i5-6600 — 3,30 ГГц, 4 ядра, 4 потока, кэш L3=6 МБ, TDP 65 Вт, Intel HD Graphics 530
    - Intel Core i5-6600T — 2,70 ГГц, 4 ядра, 4 потока, кэш L3=6 МБ, TDP 35 Вт, Intel HD Graphics 530
    - Intel Core i5-6600K — 3,50 ГГц, 4 ядра, 4 потока, кэш L3=6 МБ, TDP 91 Вт, Intel HD Graphics 530
    - Intel Core i5-6685R — 3,20 ГГц, 4 ядра, 4 потока, кэш L3=6 МБ,TDP 65 Вт, Intel® Iris® Pro 580

### Intel Core i7
- ядро Skylake — 14-нм техпроцесс, количество каналов памяти  — 2.
  - Разъём:BGA1356(мобильные разрешения)
    - Intel Core i7-6500U — 2,50 ГГц, 2 ядра, 4 потока, кэш L3=4 МБ,TDP 25 Вт, Intel HD Graphics 520
    - Intel Core i7-6560U — 2,20 ГГц, 2 ядра, 4 потока, кэш L3=4 МБ,TDP 9.5 Вт, Intel Iris 540
    - Intel Core i7-6567U — 3,30 ГГц, 2 ядра, 4 потока, кэш L3=4 МБ, TDP 23 Вт, Intel Iris 550
    - Intel Core i7-6600U — 2,60 ГГц, 2 ядра, 4 потока, кэш L3=4 МБ, TDP 25 Вт, Intel HD Graphics 520
    - Intel Core i7-6650U — 2,20 ГГц, 2 ядра, 4 потока, кэш L3=4 МБ, TDP 9.5 Вт, Intel Iris 540
    - Intel Core i7-6660U — 2,40 ГГц, 2 ядра, 4 потока, кэш L3=8 МБ , TDP 9.5 Вт, Intel Iris 540
    - Intel Core i7-6700TE — 2,40 ГГц, 4 ядра, 8 потока, кэш L3=8 МБ, TDP 35 Вт, Intel HD Graphics 530
    - Intel Core i7-6700 — 3,40 ГГц, 4 ядра, 8 потока, кэш L3=8 Мб, TDP 65 Вт, Intel HD Graphics 530
    - Intel Core i7-6700HQ — 2,60 ГГц, 4 ядра, 8 потока, кэш L3=6 МБ, TDP 45 Вт, Intel HD Graphics 530
    - Intel Core i7-6700T — 2,80 ГГц, 4 ядра, 8 потока, кэш L3=8 МБ, TDP 35 Вт, Intel HD Graphics 530
    - Intel Core i7-6700K — 4,00 ГГц, 4 ядра, 8 потока, кэш L3= 8 МБ, TDP 91 Вт, Intel HD Graphics 530
    - Intel Core i7-6770HQ — 2,60, 4 ядра, 8 потока, кэш L3= 6 МБ, TDP 35 Вт, Intel Iris Pro 580
    - Intel Core i7-6785R — 3,30 ГГц, 4 ядра, 8 потока, кэш L3= 8 МБ, TDP 65 Вт, Intel Iris Pro 580
    - Intel Core i7-6820EQ — 2,80 ГГц, 4 ядра, 8 потока, кэш L3=8 МБ, TDP 45 Вт, Intel HD Graphics 530
    - Intel Core i7-6822EQ — 2,00 ГГц, 4 ядра, 8 потока, кэш L3=8 МБ, TDP 25 Вт, Intel HD Graphics 530
    - Intel Core i7-6820HK — 2,70 ГГц, 4 ядра, 8 потока, кэш L3=8 МБ, TDP 35 Вт, Intel HD Graphics 530
    - Intel Core i7-6820HQ — 2,70 ГГц, 4 ядра, 8 потока, кэш L3=8 МБ, TDP 35 Вт, Intel HD Graphics 530
    - Intel Core i7-6870HQ — 2,70 ГГц, 4 ядра, 8 потока, кэш L3=8 МБ, TDP 35 Вт, Intel Iris Pro 580
    - Intel Core i7-6920HQ — 2,90 ГГц, 4 ядра, 8 потока, кэш L3=8 МБ, TDP 35 Вт, Intel HD Graphics 530
    - Intel Core i7-6970HQ — 2,80  ГГц, 4 ядра, 8 потока, кэш L3=8 МБ, TDP 35 Вт, Intel Iris Pro 580

## 64-битные процессоры: EM64T — микроархитектураKaby Lake(7-е поколение)

### Intel Core M
Intel Core M
- Ядро Kaby Lake — 14-нм техпроцесс, количество каналов памяти — 2.
  - Intel Core M3-7Y30 — 1,0—2,6 ГГц, 2 ядра, 4 потока, кэш L3 = 4 МБ, TDP 4,5 Вт, Intel HD Graphics 615
  - Intel Core M3-7Y32 — 1,1—3,0 ГГц, 2 ядра, 4 потока, кэш L3 = 4 МБ, TDP 4,5 Вт, Intel HD Graphics 615

### Intel Core i3
- Ядро Kaby Lake — 14-нм техпроцесс, количество каналов памяти — 2.
  - Разъём: LGA 1151
    - Intel Core i3-7100 — 3,9 ГГц, 2 ядра, 4 потока, кэш L3 = 3 МБ, TDP 51 Вт, Intel HD Graphics 630
    - Intel Core i3-7100T — 3,4 ГГЦ, 2 ядра, 4 потока, кэш L3 = 3 МБ, TDP 35 Вт, Intel HD Graphics 630
    - Intel Core i3-7300 — 4 ГГц, 2 ядра, 4 потока, кэш L3 = 4 МБ, TDP 51 Вт, Intel HD Graphics 630
    - Intel Core i3-7300T —3,5 ГГц, 2 ядра, 4 потока, кэш L3 = 4 МБ, TDP 35 Вт, Intel HD Graphics 630
    - Intel Core i3-7320 — 4,1 ГГц, 2 ядра, 4 потока, кэш L3 = 4 МБ, TDP 51 Вт, Intel HD Graphics 630
    - Intel Core i3-7350K — 4,2 ГГц, 2 ядра, 4 потока, кэш L3 = 4 МБ, TDP 60 Вт, Intel HD Graphics 630

  - Разъём: BGA1356 (мобильные решения)
    - Intel Core i3-7020U — 2,3 ГГц, 2 ядра, 4 потока, кэш L3 = 3 МБ, TDP 15 Вт, Intel HD Graphics 620
    - Intel Core i3-7100U — 2,4 ГГц, 2 ядра, 4 потока, кэш L3 = 3 МБ, TDP 15 Вт, Intel HD Graphics 620
    - Intel Core i3-7130U — 2,7 ГГц, 2 ядра, 4 потока, кэш L3 = 3 МБ, TDP 15 Вт, Intel HD Graphics 620
    - Intel Core i3-7167U — 2,8 ГГц, 2 ядра, 4 потока, кэш L3 = 3 МБ, TDP 28 Вт, Intel Iris Plus Graphics 650

  - Разъём: BGA1440 (мобильные решения)
    - Intel Core i3-7100H — 3,0 ГГц, 2 ядра, 4 потока, кэш L3 = 3 МБ, TDP 35 Вт, Intel Iris Plus Graphics 650

### Intel Core i5
- Ядро Kaby Lake — 14-нм техпроцесс, количество каналов памяти — 2.
  - Разъём: LGA 1151
    - Intel Core i5-7400 — 3,0 ГГц (до 3,5 ГГц), 4 ядра, 4 потока, кэш L3 = 6 МБ, TDP 65 Вт, Intel HD Graphics 630
    - Intel Core i5-7400T — 2,4 ГГц (до 3,5 ГГц), 4 ядра, 4 потока, кэш L3 = 6 МБ, TDP 35 Вт, Intel HD Graphics 630
    - Intel Core i5-7500 — 3,4 ГГц (до 3,8 ГГц), 4 ядра, 4 потока, кэш L3 = 6 МБ, TDP 65 Вт, Intel HD Graphics 630
    - Intel Core i5-7500T — 2,7 ГГц (до 3,3 ГГц), 4 ядра, 4 потока, кэш L3 = 6 МБ, TDP 35 Вт, Intel HD Graphics 630
    - Intel Core i5-7600 — 3,5 ГГц (до 4,1 ГГц), 4 ядра, 4 потока, кэш L3 = 6 МБ, TDP 65 Вт, Intel HD Graphics 630
    - Intel Core i5-7600T — 2,8 ГГц (до 3,7 ГГц), 4 ядра, 4 потока, кэш L3 = 6 МБ, TDP 35 Вт, Intel HD Graphics 630
    - Intel Core i5-7600K — 3,8 ГГц (до 4,2 ГГЦ), 4 ядра, 4 потока, кэш L3 = 6 МБ, TDP 91 Вт, Intel HD Graphics 630
- Разъем: FCBGA 1356 (мобильные решения)
- Intel Core i5-7200U — 2,5 ГГц (до 3,1 ГГц), 2 ядра, 4 потока, кэш L3 = 3 MБ, TDP 15 Вт, Intel HD Graphics 620
  - Разъём: LGA 2066
    - Intel Core i5-7640X — 4,0 ГГц (до 4,2 ГГц), 4 ядра, 4 потока, кэш L3 = 6 МБ, TDP 112 Вт

## 64-битные процессоры: EM64T — микроархитектура Coffee Lake (8 поколение)

### Intel Core i3
- Ядро Coffee Lake — 14-нм технологический процесс, количество каналов памяти — 2.
  - Микропроцессор для настольных систем, позиционируется как семейство процессоров младшего уровня цены и производительности
  - Представлен в октябре 2017 года
  - Реализованы технологии:
    - Hyper-Threading
    - Intel Virtualization Technology
    - Execute Disable Bit
    - EIST (Enhanced Intel Speed Step Technology)

  - Разъём: LGA 1151
  - Варианты:
    - Intel Core i3 8350K — 4,00 ГГц, 4 ядра, (4х256 Кб L2, 8 Мб L3), видеоядро работает на частоте 1,15 ГГц, 4* DDR4-2400, 91 Вт.
    - Intel Core i3 8300 — 3,70 ГГц, 4 ядра (4х256 КБ L2, 8 Мб L3), видеоядро работает на частоте 1,15 ГГц, 4* DDR4-2400, 65 Вт.
    - Intel Core i3 8100 — 3,60 ГГц, 4 ядра, (4х256 Кб L2, 6 Мб L3), видеоядро работает на частоте 1,10 ГГц, 4* DDR4-2400, 65 Вт.
- Разъём: LGA 1151
- Поддерживаемая память: DDR4 (до 2666 МГц)

## 64-битные процессоры: EM64T — микроархитектура Coffee Lake Refresh (9 поколение)
см. Coffee Lake Refresh (9-е поколение) (14 нм++)
- Разъём: LGA 1151
- Поддерживаемая память: DDR4 (до 2666 МГц)

## 64-битные процессоры: EM64T — микроархитектура Comet Lake (10 поколение)
см. Comet Lake (14 нм), Cannon Lake и Ice Lake (10 нм, BGA) 
- доступны с августа 2019 года
- Разъём: LGA 1200
- Поддерживаемая память: DDR4 (до 2666 МГц)

## 64-битные процессоры: EM64T — микроархитектура Rocket Lake (11 поколение)
см. Rocket Lake, Tiger Lake (развитие микроархитектуры Sunny Cove семейства Ice Lake; 10 нм, BGA)
- Разъём: LGA 1200
- Поддерживаемая память: DDR4 (до 3200 МГц)

## 64-битные процессоры: EM64T — микроархитектура Alder Lake (12 поколение)
см. Alder Lake (10 нм) 
- Разъем: LGA 1700
- Поддерживаемая память: DDR4 (до 3200 МГц) и DDR5 (до 4800 МГц)|  | Этот раздел нужно дополнить. Пожалуйста, улучшите и дополните раздел. (26 марта 2014) |

## 64-битные процессоры: EM64T — микроархитектура Raptor Lake (13 поколение)
см. Raptor Lake (10 нм) 
- Разъем: LGA 1700
- Поддерживаемая память: DDR4 (до 3200 МГц) и DDR5 (до 5600 МГц)|  | Этот раздел нужно дополнить. Пожалуйста, улучшите и дополните раздел. (26 марта 2014) |

## 64-битные процессоры: EM64T — микроархитектура Raptor Lake Refresh (14 поколение)
см. Raptor Lake Refresh (10 нм)

## 64-битные процессоры: EM64T — микроархитектура Meteor Lake (Core Ultra Series 1)
см. Meteor Lake (7 нм)

## 64-битные процессоры: EM64T — микроархитектура Arrow Lake (Core Ultra Series 2)
см. Arrow Lake (3 нм), Lunar Lake (3 нм)